# آلمان
آلمان (به آلمانی: Deutschland), تلفظ [ˈdɔʏtʃlant] () با نام رسمی جمهوری فدرال آلمان، (به آلمانی: Bundesrepublik Deutschland), تلفظ [ˈbʊndəsʁepuˌbli:k ˈdɔʏtʃlant] (), کشوری در اروپای مرکزی است. آلمان دومین کشور پرجمعیت در اروپا پس از روسیه، و پرجمعیت‌ترین کشور اتحادیهٔ اروپا محسوب می‌شود. آلمان در میان دریای بالتیک و دریای شمال از سمت شمال، و آلپ از جنوب قرار دارد. آلمان با کشورهای دانمارک از شمال، لهستان و جمهوری چک از شرق، اتریش و سوئیس از جنوب، و فرانسه، لوکزامبورگ، بلژیک، و هلند از غرب مرز مشترک دارد. پایتخت این کشور و پرجمعیت‌ترین شهر آن برلین است و مرکز مالی آن نیز شهر فرانکفورت، بزرگ‌ترین شهر منطقه رور است.
در اروپای دوران باستان، قبایل متعدد ژرمنی در بخش‌های شمالی آلمان امروزی ساکن بوده‌اند. پیش از سال ۱۰۰ میلادی، از منطقه‌ای به نام ژرمانیا در منابع یاد شده. در سال ۹۶۲، پادشاهی آلمان بخش عمده‌ای از امپراتوری مقدس روم را تشکیل می‌داد. در طول سدهٔ شانزدهم، مناطق شمالی آلمان مرکز اصلاحات پروتستانی شد. به دنبال جنگ‌های ناپلئونی و انحلال امپراتوری مقدس روم در سال ۱۸۰۶، کنفدراسیون آلمان در سال ۱۸۱۵ تشکیل شد.
متحدشدن آلمان و تبدیل آن به یک دولت-ملت مدرن به ۱۸ اوت ۱۸۶۶ و پیمان کنفدراسیون آلمان شمالی بازمی‌گردد که در طی آن، پروس و کنفدراسیون آلمان شمالی متحد شدند و در سال ۱۸۷۱ به امپراتوری آلمان تبدیل شد، در این دوره آلمان تبدیل یک غول علمی و صنعتی شد و توانست در سال ۱۹۰۰ با پشت سر گذاشتن امپراتوری بریتانیا به نخستین اقتصاد اروپا و دومین اقتصاد جهان (پس از آمریکا) تبدیل شود و بیشترین سهم جایزه‌های علمی نوبل تا آن دوره (۱۸۷۱–۱۹۱۸) را به خود اختصاص دهد. پس از جنگ جهانی اول و انقلاب ۱۹۱۹–۱۹۱۸، امپراتوری به جمهوری وایمار تبدیل شد. تسخیر قدرت توسط نازی‌ها در سال ۱۹۳۳ منجر به پایه‌گذاری یک دیکتاتوری توتالیتر شد که منجر به جنگ جهانی دوم و اشغال اروپا و هولوکاست شد. پس از پایان جنگ جهانی دوم در اروپا و دورهٔ اشغال آلمان توسط متفقین، در سال ۱۹۴۹ آلمان به دو کشور مستقل با دو سیاست مجزا و حاکمیت محدود تقسیم شد: جمهوری فدرال آلمان، که عموماً با نام آلمان غربی شناخته می‌شود، و جمهوری دموکراتیک آلمان، معروف به آلمان شرقی. جمهوری فدرال آلمان یکی از اعضای مؤسس اتحادیهٔ اقتصادی اروپا و اتحادیهٔ اروپا بود، در حالی که جمهوری دموکراتیک آلمان یک کشور کمونیستی بلوک شرق و عضو پیمان ورشو بود. پس از سقوط کمونیسم در آلمان شرقی، ایالت‌های آن به آلمان غربی پیوستند که منجر به اتحاد دوباره آلمان در تاریخ ۳ اکتبر ۱۹۹۰ شد.
آلمان با اقتصادی بزرگ به عنوان یک قدرت بزرگ جهانی در نظر گرفته می‌شود. این کشور دارای بزرگ‌ترین اقتصاد اروپا، سومین اقتصاد بزرگ جهان بر پایهٔ تولید ناخالص داخلی و پنجمین بر پایهٔ برابری قدرت خرید است. به عنوان یک قدرت جهانی در صنعت، و وجود بخش‌های علمی و فناوری، آلمان سومین صادرکننده و در عین حال سومین واردکنندهٔ بزرگ جهان است. به عنوان کشوری توسعه‌یافته، سطح دسترسی به خدمات اجتماعی در آلمان بالا است، از جمله مراقبت سلامت سراسری و تحصیلات رایگان دانشگاهی. آلمان عضو سازمان ملل متحد، اتحادیهٔ اروپا، ناتو، شورای اروپا، گروه هفت، گروه ۲۰ و سازمان همکاری و توسعه اقتصادی است. همچنین آلمان از نظر تعداد آثار میراث جهانی یونسکو سومین کشور با بیشترین آثار ثبت‌شده در این فهرست است.

## نام
نام آلمان در زبان آلمانی دویچلند (به آلمانی: Deutschland) است که واژهٔ دُویچ (به آلمانی: Deutsch) دارای معنای اولیهٔ «متعلق به مردم» بوده است. در سدهٔ پانزدهم میلادی، نام رسمی حکومت این سرزمین، تویتونیکوم رگنوم (به لاتین: Teutonicum Regnum) یعنی «حکومت کشورهای آلمانی» به وجود آمد. واژهٔ دویچلند (به آلمانی: Deutschland) به معنای «سرزمین آلمانی» از همین نام گرفته شده است.
نام آلمان در زبان فارسی و زبان‌هایی همچون فرانسوی، اسپانیایی، عربی و ترکی از قبیلهٔ آلامان، که قبیله‌ای از ژرمن‌های سوئبی بود گرفته شده است. مردم این قبیله در گذشته در آلزاس امروزی و بخش‌هایی از بادن-وورتمبرگ و سوئیس زندگی می‌کردند.

## تاریخ
انسان‌های اولیه حدود ۶۰۰٬۰۰۰ سال پیش در آلمان حضور داشتند. باستان‌شناسان در دره نئاندر فُسیل‌های از نئاندرتال‌ها کشف کردند. همچنین آثار انسان مدرن در سلسله کوه‌های سوآبین کشف شد: از جمله فلوت ۴۲۰۰۰ ساله‌ای که قدیمی‌ترین آلت موسیقی یافت شده تا به امروز است، مجسمه ۴۰٬۰۰۰ ساله شیر-انسان از جنس عاج که در سال ۱۹۳۹ در یک غار کشف شد، مجسمه ۳۵٬۰۰۰ ساله ونوس هوله فلس که از عاج ماموت ساخته شده بود و در سال ۲۰۰۸ در غاری در هوله فلس کشف شد. همچنین بشقاب فلزی ساخت عصر برنز اروپا که از یک محل واقع در آلمانِ امروز به‌دست آمده نشان می‌دهد تاریخ این بشقاب به ۱۶۰۰ سال قبل از مسیح می‌رسد.
تاریخ آلمان را می‌توان به چندین بخش عمده براساس رویدادهای واقع شده، تقسیم کرد.
ژرمن‌ها در دوران باستان آمیزه ناهمگونی از قبایل بودند که اروپا را در محدوده میان رود راین و ویستولا و میان رود دانوب و دریای شمال و دریای بالتیک اشغال می‌کردند. رومیان این اقوام را به زبان خود گرمانوس یعنی ژرمن‌ها می‌نامیدند. با تصرف سرزمین گل (۵۱ قبل از میلاد) در غرب اروپا توسط ژولیوس سزار، دیکتاتور جمهوری روم، جنگ‌های میان ژرمن‌ها و رومیان در کرانه‌های رود راین برای اولین بار به وقوع پیوست. این جنگ‌ها در آغاز با پیروزی نیروهای رومی همراه بود ولی نیروهای رومی هرگز درصدد اشغال دایمی مناطق آنسوی رود راین برنیامدند و این رودخانه همواره از سوی رومیان به عنوان مرز ایدئال امپراتوری روم و ژرمن‌ها شناخته می‌شد.
فرانک‌ها دیگر ژرمن‌هایی بودند که از گرمانیا به سوی غرب روانه شدند. فرانک‌ها با شکاندن رومیان، در سرزمین گل، حکومت‌شان را پایه نهادند، به مسیحیت گرویدند و این سرزمین را پایگاه تاخت و تازهای پسین‌شان به سرزمین‌های خاوری و دل امپراتوری روم کردند. در شمال نیز فرانک‌ها، دیگر قبایل ژرمن را فرمانبردار خود کردند و رفته رفته امپراتوری برزگی را به هم آوردند که مهار همهٔ اروپای باختری مگر شبه جزیره ایبری را در دست داشت. اوج اقتدار امپراتوری فرانک در روزگار شارلمانی بود. او توانست شمال ایتالیا، از جمله رم را به قلمرواَش بیفزاید. پس از ورودش به رم، پاپ او را امپراتور روم لقب داد. پس از شارلمان بنا بر سنت ژرمنان، قلمرواَش میان پسرانش بخش شد. سرانجام با تجزیه شدن امپراتوری شارلمانی، در نواحی شرقی قلمرو آن، امپراتوری قرون وسطایی آلمان شکل گرفت.
پس از آن دوران امپراتوری مقدس روم بود که در زمان پادشاهی اتوی یکم معروف به اوتوی بزرگ، که از سال ۹۳۶ میلادی آغاز شد؛ با تأسیس امپراتوری جدیدی، بر وحدت آلمان‌ها افزوده گشت؛ و آلمان به صورت یکی از مطرح‌ترین قدرت‌های اروپایی درآمد. اختلافات امپراتوری آلمان با مقام پاپ که از زمان هاینریش سوم و هاینریش چهارم بروز کرده بود، منجر به قطع روابط با پاپ در زمان پادشاهی شارل چهارم شد. هم‌زمان اصلاحات مذهبی مارتین لوتر، مذهب پروتستان را به وجود آورد و اتحادیه پروتستان‌ها به سال ۱۶۰۸ تشکیل شد. جنگ‌های ۳۰ ساله که سراسر اروپا را فراگرفت (۱۶۱۸ تا ۱۶۴۸) موجب شد در داخل سرزمین آلمان دو دولت نیرومند اتریش و پروس به وجود آمد.

### جمهوری وایمار (۱۹۱۹ تا ۱۹۳۳)

آلمان بعد از ورسای

امپراتوری آلمان با انقلاب نوامبر و اعلام جمهوری در ۹ نوامبر ۱۹۱۸ پایان یافت. آلمان با کاپیتلاسیون، شکست خود در جنگ جهانی اول را پذیرفت. پس از انتخابات مجلس ملی مؤسسان که در آن زنان برای اولین بار واجد شرایط رای دادن و شرکت در انتخابات بودند، قانون اساسی وایمار در ۱۴ اوت ۱۹۱۹ لازم الاجرا شد. در پیمان ورسای، مناطق قابل توجهی واگذار شد، اشغال سرزمین راینلند توسط متفقین و پرداخت غرامت‌ها بر این اساس تعیین شد چرا که آلمان تنها مسئول جنگ شناخته شد. این وضعیت اولیه بر فضای سیاسی کشور تأثیر گذاشت. افراط‌گرایان راست علیه «جنایتکاران نوامبر» بر طبل خنجر از پشت زدن آنان به مردم می‌کوبیدند که به قتل‌های سیاسی و تلاش‌هایی برای کودتا انجامید (کودتای کاپ ۱۹۲۰ و کودتای مونیخ ۱۹۲۳). قیام‌های کمونیستی مانند قیام رور در سال ۱۹۲۰، نبردهای مارس در آلمان مرکزی در سال ۱۹۲۱ و قیام هامبورگ در سال ۱۹۲۳ نیز باعث بی‌ثباتی شدند. پرداخت غرامت ناکافی باعث شد بلژیک و فرانسه از سال ۱۹۲۳ تا ۱۹۲۵ سرزمین رور را اشغال کنند.

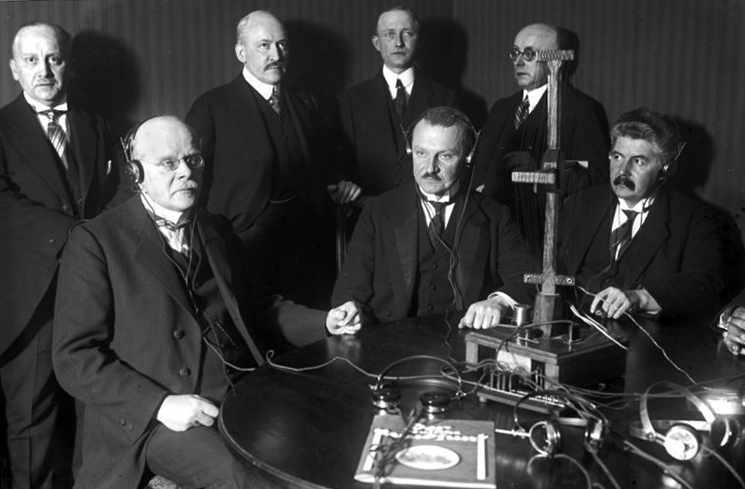
پخش پیام کریسمس ویلهلم مارکس از رادیو، دسامبر ۱۹۲۳. مارکس طولانی‌ترین دوره صدارت عظمای آلمان را در جمهوری وایمار عهده‌دار بود.

در زمانی کوتاه، «دهه بیست طلایی»، فرهنگ شکوفا شد و از سال ۱۹۲۴ به بعد اقتصاد نیز شکوفا شد. برلین با بیش از چهار میلیون نفر جمعیت، سومین شهر بزرگ و یکی از پویاترین شهرهای جهان بود. رفاه در سال ۱۹۲۹ با بحران اقتصادی جهانی پایان یافت، در اوج آن در سال ۱۹۳۲ بیش از شش میلیون بیکار در آلمان وجود داشت که بیشتر آن‌ها در سختی زندگی می‌کردند. محبوبیت احزاب رادیکال افزایش یافت و تشکیل دولت‌های باثبات را برای احزاب میانه‌رو دشوارتر کرد. پس از پیروزی قاطع ناسیونال سوسیالیست‌ها در انتخابات رایشس‌تاگ در سال ۱۹۳۰، چند صدراعظم که به سرعت تغییر کردند، دیگر اکثریت پارلمانی نداشتند. کابینه‌های ریاست جمهوری جمهوری آن‌ها به پاول فون هیندنبورگ رئیس‌جمهور رایش و احکام اضطراری او وابسته بود. سیاست‌های کاهش تورم صدراعظم هاینریش برونینگ بحران اقتصادی را تشدید کرد. جانشین او فرانتس فون پاپن (ژوئن تا نوامبر ۱۹۳۲) دولت دموکراتیک پروس را زیر نظر کمیسر رایش (اعتصاب پروس) قرار داد و انتخابات جدیدی برگزار کرد که در آن ناسیونال سوسیالیست‌ها حتی قوی‌تر شدند.
صدراعظم کورت فون شلایشر سعی کرد با «جبهه متقابل» اتحادیه‌های کارگری و بخش‌هایی از ناسیونال سوسیالیست‌ها از قدرت گرفتن آدولف هیتلر جلوگیری کند، اما فون پاپن، هیندنبورگ را متقاعد کرد که در ۳۰ ژانویه ۱۹۳۳ هیتلر را به عنوان صدراعظم منصوب کند. در ۲۷ فوریه آتش‌سوزی رایشس‌تاگ رخ داد و هیتلر از آن برای صدور «فرمان آتش‌سوزی رایشستاگ» استفاده کرد که حقوق اساسی را برای مدت نامحدودی معلق کرد. دستگیری‌های گسترده متعاقب مخالفان سیاسی، به‌ویژه کمونیست‌ها و سوسیال دموکرات‌ها، انتخابات رایشستاگ در سال ۱۹۳۳ را شکل داد، که در آن حزب ناسیونال سوسیالیست به سختی اکثریت مطلق را از دست داد و با حزب خلق ملی آلمان به حکومت ادامه داد. تصاحب نهایی قدرت پنج روز بعد اتفاق افتاد، زمانی که رایشستاگ قانون توانمندسازی را با رای احزاب بورژوازی، تنها برخلاف آرای حزب سوسیال دموکرات آلمان تصویب کرد و بنابراین قانونگذاری را نیز به دولت آدولف هیتلر واگذار کرد.

### آلمان نازی (۱۹۳۳ تا ۱۹۴۵)

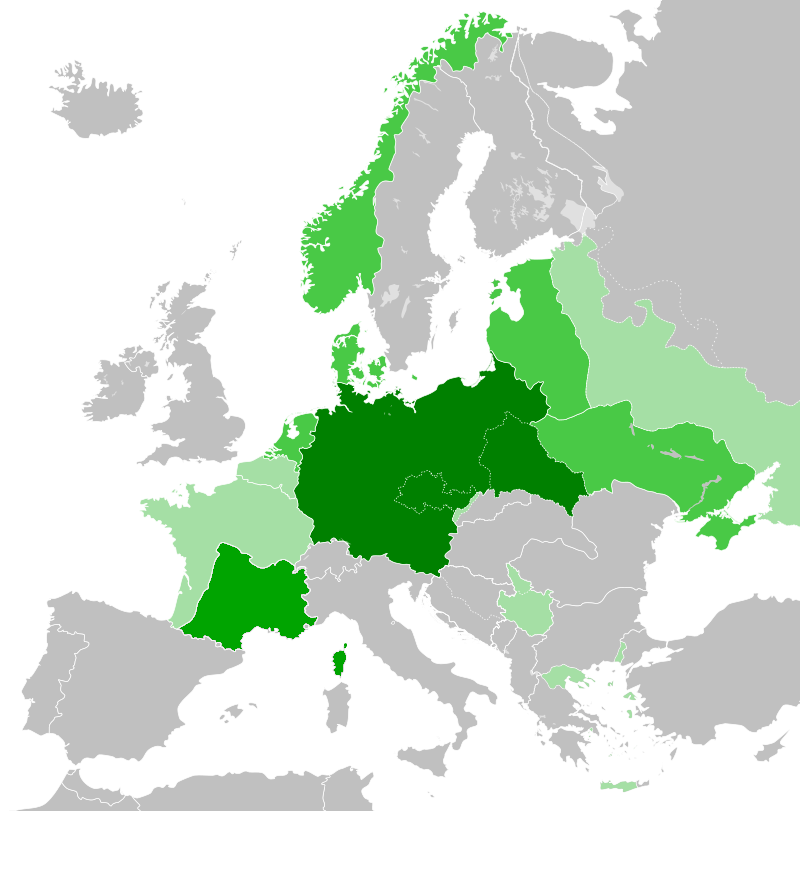
آلمان نازی
آلمان
سرزمین‌های تصرف‌شده
تحت اداره نظامی
فرانسهٔ ویشی

در مدت زمان بسیار کوتاهی، حزب ناسیونال سوسیالیست کارگران آلمان یک دولت تک‌حزبی تمامیت‌خواه را در رایش آلمان به رهبری آدولف هیتلر تأسیس کرد و نهادها را هماهنگ کرد. افراد نا محبوب و مخالفان سیاسی، به‌ویژه کمونیست‌ها، سوسیال دموکرات‌ها و اتحادیه‌های کارگری از همه مقامات حذف شدند، اولین اردوگاه‌های کار اجباری برپا شد، کتاب‌ها سوزانده شدند و هنرهای غیر محبوب به عنوان «منحط» بدنام شد. تبلیغات نازی‌ها به زندگی خصوصی نیز نفوذ کرد. از قبل بر کودکان برای پیوستن به سازمان‌های حزبی فشار وارد می‌شد. در اکتبر ۱۹۳۳، هیتلر خروج آلمان از جامعه ملل را اعلام کرد. او حکومت داخلی خود را با قتل مخالفان داخلی حزب و همراهان سابق خود تضمین کرد، به ویژه در جریان قتل‌های روم در ۳۰ ژوئن ۱۹۳۴، زمانی که اس‌آ به نفع اس‌اس که بدون قید و شرط تسلیم هیتلر شده بود، خلع شد. ژنرال‌های ارتش رایش شخصاً سوگند رهبری او را یاد کردند. گشتاپو به عنوان نیروی پلیس مخفی حکومت برای مبارزه با مخالفان سیاسی و ایدئولوژیک مورد استفاده قرار گرفت.
هیتلر از ابتدا دو هدف داشت: جنگ برای ایجاد «فضای زندگی در شرق» و «یهودی‌ستیزی» که با تبعیض آغاز شد و به عنوان «راه حل نهایی مسئله یهود» در هولوکاست به پایان رسید. تسلیح بیشتر ارتش در سال ۱۹۳۴ آغاز شد. یک سیاست پولی انبساطی و مدیریت بدهی به سمت جنگ در آینده نزدیک تنظیم شد. برنامه راینهارت هایدریش، بیکاری را کاهش داد. این امر به عنوان تحقق وعده‌های اقتصادی مورد استقبال مردم قرار گرفت ولی وضعیت یهودیان آلمان بدتر می‌شد. قوانین نورنبرگ در سال ۱۹۳۵ روابط بین آریایی‌ها و یهودیان را به‌عنوان «حفاظت نژادی» ممنوع کرد. یهودیان تمام مناصب دولتی را از دست دادند، مورد آزار قرار گرفتند و به اردوگاه‌های کار اجباری فرستاده می‌شدند. بسیاری تصمیم به مهاجرت گرفتند، اما بیشتر آن‌ها در آلمان ماندند.
ایدئولوژی نژادپرستانه نازی‌ها برای ایجاد یک «جامعه ملی سالم» علیه گروه‌های دیگر مانند یهودیان و اسلاوها بود. همجنس‌گرایان و معلولان نیز نه به عنوان «بیگانه»، بلکه به عنوان تهدید کننده «سلامت ملی» توسط رژیم مورد آزار قرار گرفتند یا کشته شدند. در سال ۱۹۳۶، بازی‌های المپیک وجهه خارج از کشور رژیم را بهبود بخشید. همچنین منطقه راینلند غیرنظامی‌شده اشغال شد و این گسترش با الحاق اتریش به آلمان در مارس ۱۹۳۸ آغاز شد و پس از آن آلمان به عنوان رایش آلمان بزرگ شناخته شد. توافقنامه مونیخ در اکتبر ۱۹۳۸ الحاق سودتنلند را امضا کرد. با درهم شکستن جمهوری چک-اسلواکی در مارس ۱۹۳۹، هیتلر وعده خود را مبنی بر اینکه سرزمین سودت آخرین ادعای ارضی او خواهد بود، زیر پا گذاشت. این امر روشن کرد که سیاست مماشات قدرت‌های غربی در قبال آلمان یک اشتباه بوده است.

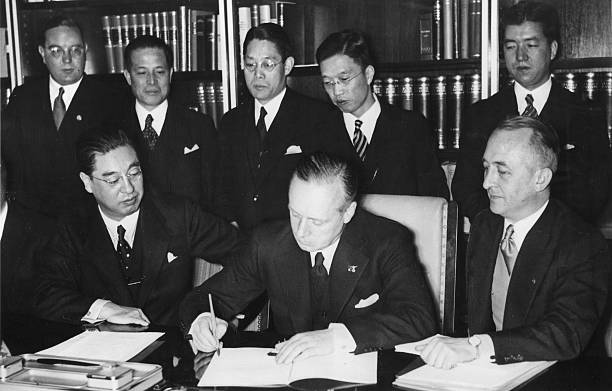
سفیر ژاپن در آلمان کینتومو موشاکوجی و وزیر خارجه آلمان یواخیم فون ریبنتروپ، در حال امضای پیمان ضد کمینترن

پس از تهاجم آلمان به لهستان در ۱ سپتامبر ۱۹۳۹، بریتانیا، کانادا، استرالیا، هند، نیوزلند، آفریقای جنوبی و فرانسه به آلمان اعلام جنگ کردند. جنگ جهانی دوم طی شش سال حدود ۵۵ تا ۶۰ میلیون قربانی گرفت. آلمان در ابتدا به موفقیت‌های نظامی معروف به «بلیتزکریگ» دست یافت. لهستان در پیمان عدم تجاوز بین آدولف هیتلر و ژوزف استالین تقسیم شد. ارتش نیروهای خود را به غرب برد و به دانمارک، نروژ و کشورهای بی‌طرف لوکزامبورگ، بلژیک و هلند حمله کرد و در سال ۱۹۴۰ بخش بزرگی از فرانسه را در عرض شش هفته اشغال کرد و محبوبیت هیتلر در اوج خود بود. در طول جنگ، رایش سوم آزار بر یهودیان را تشدید کرد. یهودیان از خروج از کشور منع شدند و بسیاری از آن‌ها به دلیل کمبود منابع و بیماری در اردوگاه‌های کار اجباری جان خود را از دست دادند. از سال ۱۹۴۱، قتل سیستماتیک یهودیان در سراسر حوزه نفوذ آلمان آغاز شد. اس‌اس، که مسئول اصلی اعدام بود، اردوگاه‌های کشتار را در قلمرو لهستان یا شوروی سابق برپا کرد، جایی که اکثر قربانیان، بلافاصله با گاز مورد حمله قرار گرفتند (عملیات راینهارت). بیش از یک میلیون نفر تنها در اتاق‌های گاز و کوره‌های اردوگاه آشویتس کشته شدند. تعداد کل یهودیان کشته‌شده، ۶٬۳ میلیون نفر بود.

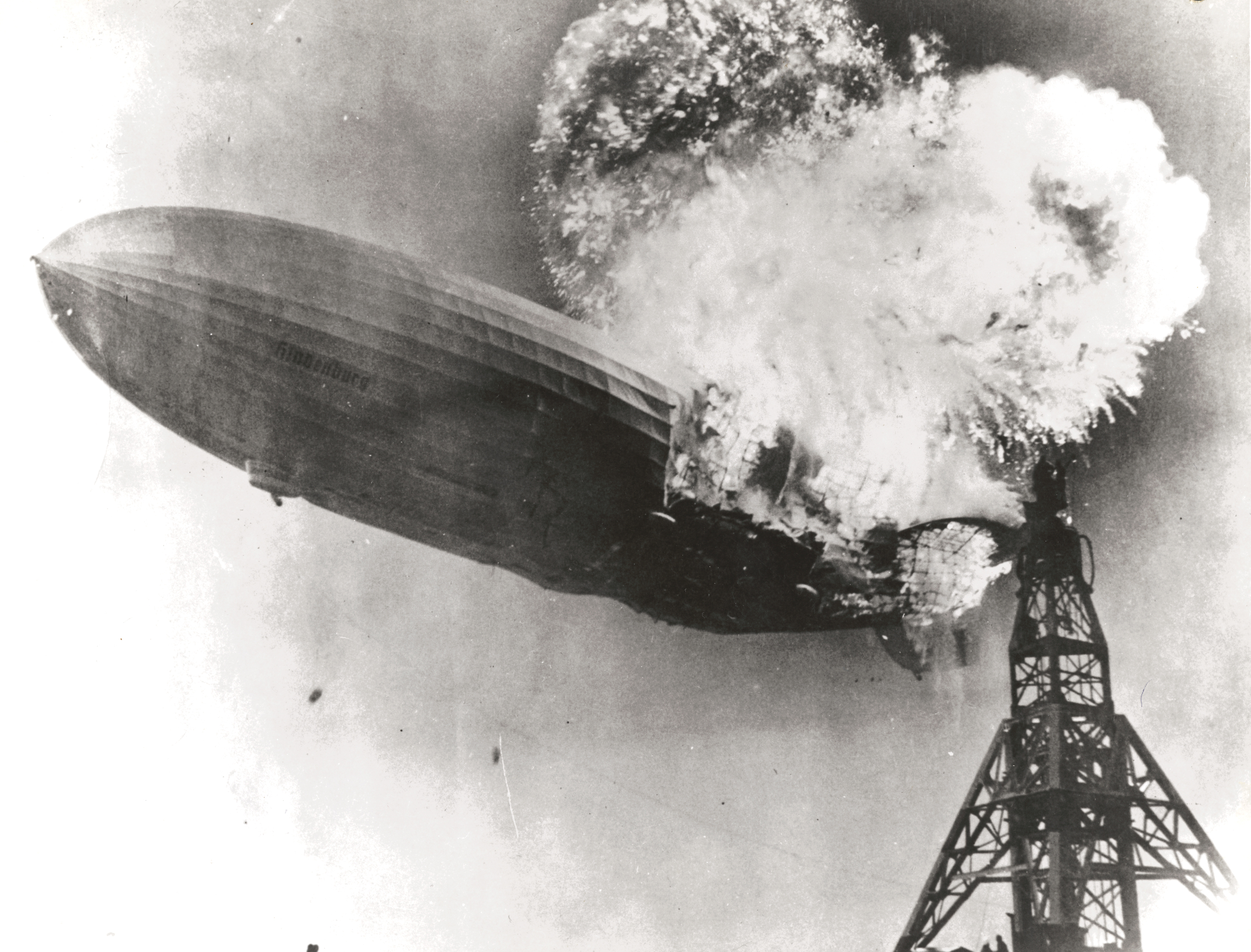
سانحه هیندنبورگ

عملیات بارباروسا در ۲۲ ژوئن ۱۹۴۱ (کارزار روسیه ۱۹۴۱ تا ۱۹۴۵) آغاز شد. ارتش آلمان به سمت پایتخت شوروی پیشروی کرد و در نبرد مسکو در دسامبر ۱۹۴۱ متوقف شد. پس از اینکه ژاپن متحد جنگ (نیروهای محور) در حمله به پرل هاربر در همان ماه به نیروی دریایی آمریکا حمله کرد، آلمان نیز به ایالات متحده آمریکا اعلام جنگ کرد. کمبود منابع و برتری دشمن، نقطه عطفی در جنگ ایجاد کرد که خود را در نبرد استالینگراد، با شکست کامل ارتش آلمان نشان داد. همان‌طور که شکست اجتناب ناپذیرتر شد، سیاست درونی‌تر شد. جوزف گوبلس در سخنرانی اشپورت‌پالاست خود در ۱۸ فوریه ۱۹۴۳، «جنگ تمام عیار» را اعلام کرد، در حالی که ارتش آلمان تقریباً در تمام جبهه‌ها عقب‌نشینی کردند و بسیاری از شهرهای آلمان در اثر بمباران ویران شدند. زمانی که ارتش شوروی در نبرد برلین، پایتخت را تصرف کرده بود، هیتلر در ۳۰ آوریل ۱۹۴۵ خودکشی کرد. پس از تسلیم بی‌قید و شرط ورماخت در ۸ ماه مه، آخرین دولت رایش در منطقه ویژه مورویک نزدیک فلنزبورگ در ۲۳ مه ۱۹۴۵ دستگیر شد. رهبران بازمانده به دلیل مسئولیت فردی خود در جنایات جنگی و جنایت علیه بشریت در دادگاه نورنبرگ متهم شدند.

### اشغال متفقین (۱۹۴۵ تا ۱۹۴۹)
آلمان در ۳۱ دسامبر ۱۹۴۷ تقسیم شد. در ۵ ژوئن ۱۹۴۵، متفقین جنگ جهانی دوم پس از پیروزی، مناطق اشغالی را تعریف کردند و سپس در مناطق مربوطه خود در غرب خط اودرنیتسه و از طریق فرماندهی بر برلین بزرگ، حاکمیت خود را اعمال کردند. قلمروهای شرقی آلمان که یک چهارم مساحت کشور است و یک پنجم جمعیت کشور در آن سکونت دارند، توسط ارتش سرخ، تحت اداره جمهوری خلق لهستان قرار گرفته بود. قدرت‌های غربی این امر را در توافق پوتسدام و همچنین خروج آلمانی‌ها از اروپای مرکزی و شرقی را تأیید کردند. اتریش به مرزهای سال ۱۹۳۸ خود بازگردانده شد و همچنین به چهار منطقه اشغالی تقسیم شد. در سال‌های ۱۹۴۶ و ۱۹۴۷، زارلند از منطقه اشغالی جدا شد و تحت مدیریت مستقیم فرانسه قرار گرفت.
در ابتدا، متفقین سعی کردند بر سر یک سیاست اشغال مشترک به توافق برسند. توافق بر سر غیرنظامی کردن، پاکسازی نازی‌ها و فروپاشی کارتل‌ها وجود داشت. تفاوت‌ها در پاسخ این سؤال که تحت نام دموکراسی چه چیزی را باید درک کرد بین اتحاد جماهیر شوروی و قدرت‌های غربی، که در آغاز جنگ سرد بودند، بیشتر شد. در سه منطقه غربی، متفقین غربی صنعت زغال‌سنگ و فولاد را که برای بازسازی مهم بود، تحت اساسنامه روهر قرار دادند. با اصلاحات پولی در ژوئن ۱۹۴۸ و لغو همزمان تثبیت قیمت و مدیریت، مدیر اقتصادی مناطق غرب، لودویگ ارهارد، نقطه عطف اقتصادی را رقم زد که اساساً از نظر روانی مهم بود. با اصلاحات ارزی که چند روز بعد در منطقه تحت اشغال شوروی آلمان و محاصره برلین توسط اتحاد جماهیر شوروی دنبال شد، جدایی شرق و غرب عمیق‌تر شد.

### جمهوری فدرال آلمان و جمهوری دموکراتیک آلمان (۱۹۴۹ تا ۱۹۹۰)
جمهوری فدرال آلمان در ۲۳ مه ۱۹۴۹ در سه منطقه اشغالی غربی تأسیس شد و قانون اساسی به عنوان یک قانون اساسی موقت به اجرا درآمد که مقدمه آن شامل الزامی برای اتحاد مجدد برای یک دوره انتقالی بود. شهر بن، مقر حکومت شد. چهار ماه و نیم بعد، جمهوری دموکراتیک آلمان در منطقه تحت اشغال شوروی تأسیس شد. هر دو کشور فرعی یکدیگر را بخشی از تداوم یک دولت آلمانی می‌دانستند و دیگری را به رسمیت نمی‌شناختند. هر دو تحت کنترل قدرت‌های اشغالگر باقی ماندند. با ادغام در اتحادهای نظامی مخالف ناتو و پیمان ورشو، آن‌ها استقلال رسمی خود را در سال ۱۹۵۵ دریافت کردند. لازمه این امر این بود که در ژوئیه ۱۹۵۱ سه قدرت غربی به‌طور رسمی به وضعیت جنگ با آلمان پایان دهند. اتحاد جماهیر شوروی این را تنها در ژانویه ۱۹۵۵ اعلام کرد، پس از آن سایر کشورهای اروپای شرقی به دنبال آن بودند. متفقین مسئولیت کل آلمان و حقوق آن‌ها در برلین را حفظ کردند.

### اتحاد دوباره آلمان (از ۱۹۹۰ تا امروز)
در ۳ اکتبر ۱۹۹۰ میلادی، با پیوستن نواحی جمهوری دموکراتیک آلمان (آلمان شرقی) به جمهوری فدرال آلمان (آلمان غربی)، پیدایش کشور آلمان کنونی رخ داد.
با فروریختن دیوار برلین در ۹ نوامبر ۱۹۸۹ میلادی، ایالت‌های شرقی در ۳ اکتبر ۱۹۹۰ به جمهوری فدرال آلمان پیوستند که منجر به اتحاد دوباره آلمان شد. از آن پس هر ساله سوم اکتبر را به عنوان روز اتحاد آلمان جشن می‌گیرند که به چهار دهه جدایی پس از جنگ جهانی دوم و آغاز جنگ سرد، پایان داد.
بزرگ‌ترین مانع در همگرایی دو آلمان، نگرانی روسیه از پیوستن آلمان شرقی به پیمان آتلانتیک شمالی (ناتو) بود. اما موافقت میخائیل گورباچف با عضویت آلمان متحد در ناتو عملاً آخرین مانع را از سر راه اتحاد آلمان برداشت.

## جغرافیا

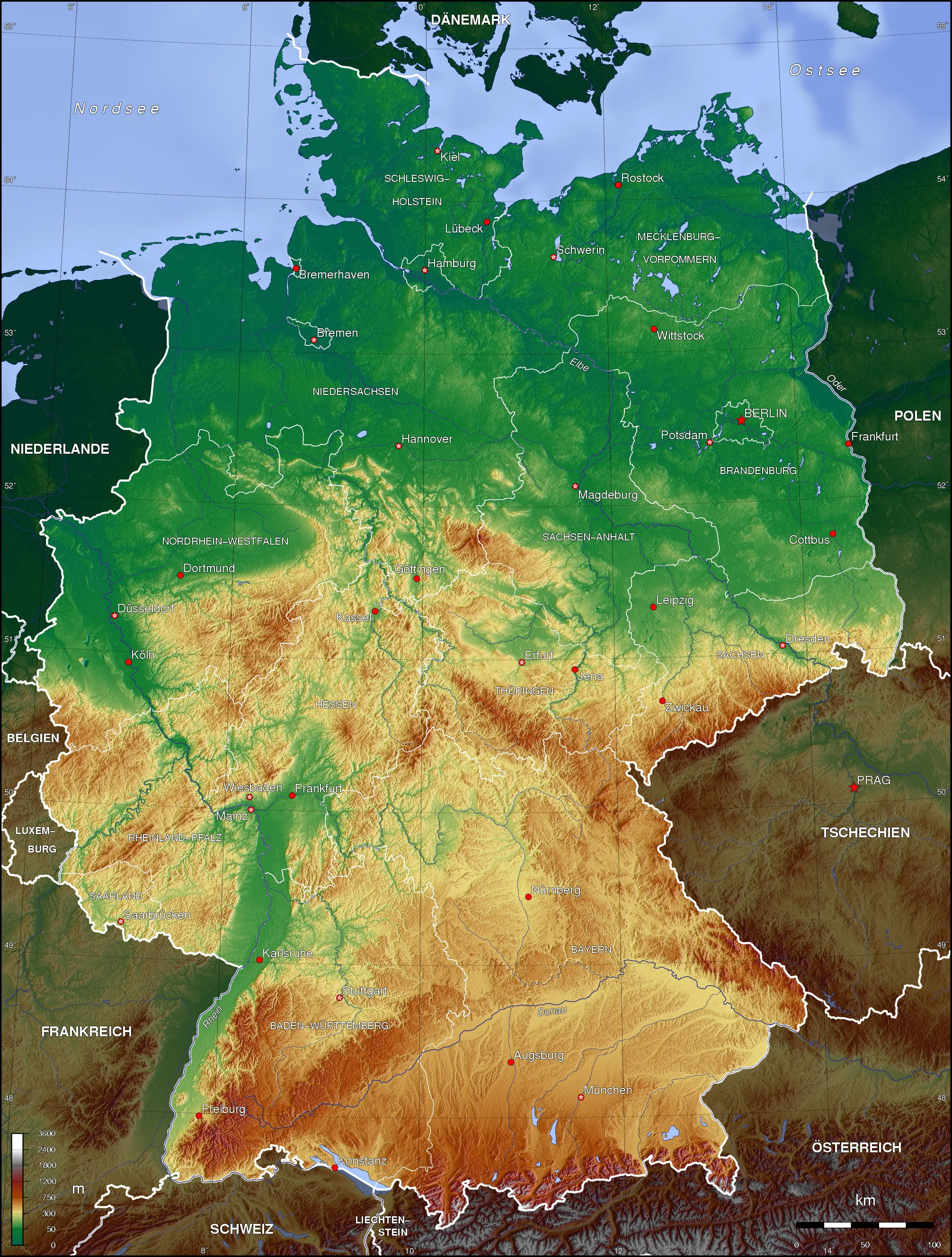
نقشهٔ توپوگرافی آلمان

آلمان هفتمین کشور بزرگ اروپا است که از شمال با دانمارک، از شرق با لهستان و جمهوری چک، از جنوب‌شرقی با اتریش، و از جنوب و جنوب‌غربی با سوئیس مرز مشترک دارد. فرانسه، لوکزامبورگ و بلژیک از سوی غرب، و هلند از سوی شمال‌غرب با آلمان هم‌مرز هستند. آلمان همچنین با دریای شمال و دریای بالتیک از سمت شمال و شمال‌شرقی همسایه است. مساحت کلی آلمان۳۵۷٬۰۲۲ کیلومتر مربع (۱۳۷٬۸۴۷ مایل مربع) است که شامل ۳۴۸٬۶۷۲ کیلومتر مربع (۱۳۴٬۶۲۳ مایل مربع) مساحت زمینی و ۸٬۳۵۰ کیلومتر مربع (۳٬۲۲۴ مایل مربع) مساحت آبی می‌شود.
بازهٔ ارتفاع در آلمان از بلندی‌های آلپ در جنوب آغاز می‌شود و تا کرانه‌های دریای بالتیک در شمال شرق ادامه دارد. ارتفاعات جنگلی در مرکز قرار دارند و سرزمین‌های پست در شمال واقع شده‌اند. بلندترین نقطه در آلمان، کوه تسوگ‌اشپیتسه با ارتفاع ۲٬۹۶۳ متر یا ۹٬۷۲۱ فوت است و پست‌ترین نقطه نیز در نویندورف-ساخزنبانده، قرار دارد که ارتفاع آن ۳٫۵۴ متر یا ۱۱٫۶ فوت زیر سطح دریا است.) شمال آلمان محل عبور رودخانه‌های بزرگی همچون راین، دانوب، و البه است و منابع طبیعی مهم شامل سنگ آهن، زغال‌سنگ، چوب، زغال قهوه‌ای، اورانیوم، مس، گاز طبیعی، نمک و نیکل است.

### آب و هوا
بیشتر آلمان دارای آب و هوای معتدل است که از اقیانوسی در شمال تا قاره‌ای در شرق و جنوب شرقی متغیر است. زمستان‌ها از سرد در رشته‌های آلپ جنوبی تا خنک و عموماً ابری با بارندگی محدود است، در حالی که تابستان‌ها می‌تواند از گرم و خشک تا خنک و بارانی متغیر باشد. در نواحی شمالی بادهای غربی غالب است که هوای مرطوب را از دریای شمال وارد می‌کند و تعدیل دما و افزایش بارندگی را سبب می‌شود. برعکس، مناطق جنوب شرقی دمای شدیدتری دارند.
در بازهٔ فوریهٔ ۲۰۱۹ تا ۲۰۲۰، میانگین دمای ماهانه در آلمان در ژانویهٔ ۲۰۲۰ حداقل ۳٫۳ درجه سلسیوس (۳۷٫۹ درجه فارنهایت) و در ژوئن ۲۰۱۹ حداکثر ۱۹٫۸ درجه سلسیوس (۶۷٫۶ درجه فارنهایت) بود.
میانگین بارندگی ماهانه از ۳۰ لیتر بر متر مربع در فوریه و آوریل ۲۰۱۹ تا ۱۲۵ لیتر بر متر مربع در فوریهٔ ۲۰۲۰ متغیر بود
و میانگین ساعت‌های آفتابی، ماهانه از ۴۵ در نوامبر ۲۰۱۹ تا ۳۰۰ در ژوئن ۲۰۱۹ متغیر بوده است.

### تنوع زیستی

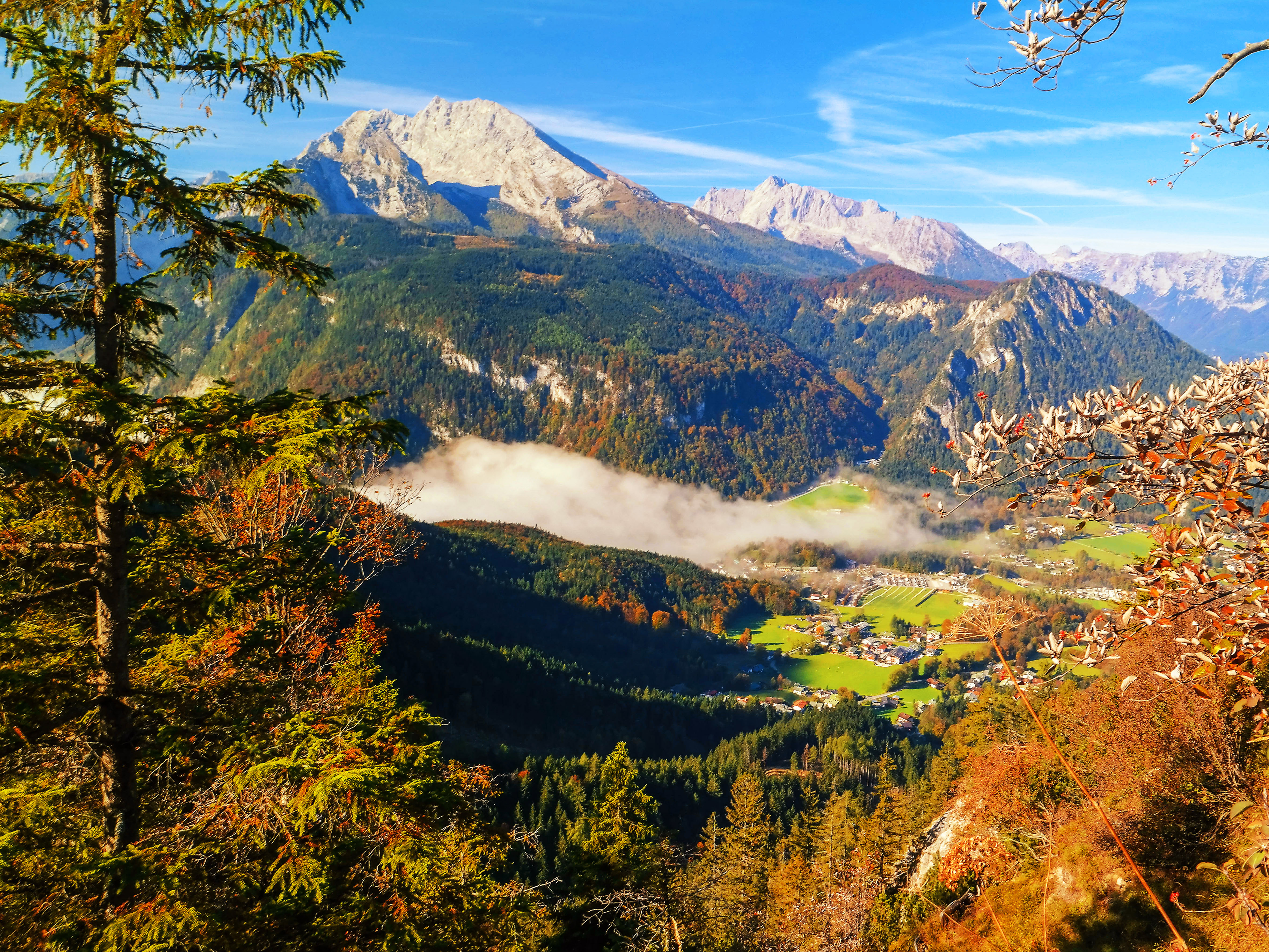
پارک ملی برشتسگادن در بایرن

آلمان را می‌توان به ۵ بوم‌ناحیه تقسیم کرد: جنگل‌های مختلط اطلس، جنگل‌های مختلط بالتیک، جنگل‌های مختلط اروپای مرکزی، جنگل‌های پربرگ اروپای غربی و جنگل‌های مختلط و مخروطی آلپ. تا تاریخ ۲۰۱۶ ۵۱ درصد از مساحت زمین‌های آلمان صرف کشاورزی شده‌بود، در حالی که ۳۰ درصد مساحت را جنگل‌ها تشکیل می‌دادند و ۱۴ درصد آن صرف سکونتگاه‌ها و تأسیسات شده‌بود.
گیاهان و جانوران در آلمان، عموماً شامل همان جاندارانی هستند که در دیگر مناطق اروپای مرکزی نیز یافت می‌شوند. بر اساس فهرست ملی جنگل‌ها، راش‌ها، بلوط‌ها، و دیگر درختان برگ‌ریز کمی بیش از ۴۰ درصد از جنگل‌ها را تشکیل می‌دهند؛ تقریباً ۶۰ درصد نیز متشکل از مخروطیان، به‌ویژه کاج نوئل و کاج هستند. گونه‌های زیادی از سرخس‌ها، گل‌ها، قارچ‌ها، و خزه‌ها نیز یافت می‌شوند. حیوانات وحشی عبارتند از: شوکا، گراز، گوسفند وحشی، روباه سرخ، رودک، خرگوش صحرایی، و تعداد اندکی سگ آبی اوراسیایی. گل گندم آبی قبلاً نشان ملی آلمان بود.
۱۶ پارک ملی در آلمان شامل یاسموند ناتسیونال پارک، وشترن پومرانیا لاگوون آرا ناتسیونال پارک، موریتس ناتسیونال پارک، پارک ملی دریای وادن، هارتس ناتسیونال پارک، هاینایش ناتسیونال پارک، بلاک فورشت ناتسیونال پارک، زاکسون سویتسرلاند ناتسیونال پارک، پارک ملی جنگل بایرن و پارک ملی برشتسگادن هستند. علاوه بر این، ۱۷ ذخیره‌گاه زیست‌کره، و ۱۰۵ پارک طبیعی در این کشور وجود دارد. بیش از ۴۰۰ باغ‌وحش و پارک حیوانات در آلمان فعالیت می‌کنند. باغ‌وحش برلین که در سال ۱۸۴۴ افتتاح شد، قدیمی‌ترین باغ‌وحش در آلمان است و ادعا می‌شود که جامع‌ترین مجموعهٔ گونه‌ها در جهان را داراست.

## اتباع خارجی و خارجی‌تبارها
بالاترین میزان حضور اتباع خارجی در ایالت‌های هامبورگ، هسن، برلین و بادن-وورتمبرگ و نوردراین-وستفالن است. اتباع خارجی در ایالت‌های جدید کمتر از ۲ درصد جمعیت را تشکیل می‌دهند. حدود ۱۹٪ جمعیّت آلمان، از خانواده‌های مهاجر هستند یا خود مهاجر بوده‌اند. هامبورگ بالاترین میزان مهاجران را به خود اختصاص داده است. جمعیت مهاجران این ایالت به نسبت کل جمعیت حدود ۳۰٪ است. جامعهٔ مهاجر آلمان از ۱۷/۹٪ از ترک‌های آلمان، ۱۳/۱٪ لهستانی‌ها، ۸/۷٪ روس‌ها، ۸/۲ قزاق‌ها، ۵/۳٪ ایتالیایی‌تباران، ۲ درصد ایرانیان آلمان و همچنین اقلیت کثیری از مردمان کُرد تشکیل شده است.

## شهرهای بزرگ
| شهر       | جمعیت     |
| --------- | --------- |
| برلین     | ۳٬۶۴۵٬۰۰۰ |
| هامبورگ   | ۱٬۸۴۱٬۰۰۰ |
| مونیخ     | ۱٬۴۷۱٬۰۰۰ |
| کلن       | ۱٬۰۸۵٬۰۰۰ |
| فرانکفورت | ۷۵۳٬۰۰۰   |
| اشتوتگارت | ۶۳۵٬۰۰۰   |
| دوسلدورف  | ۶۱۹٬۰۰۰   |
| لایپزیگ   | ۵۸۸٬۰۰۰   |
| دورتموند  | ۵۸۷٬۰۰۰   |
| اسن       | ۵۸۳٬۰۰۰   |
| برمن      | ۵۶۹٬۰۰۰   |
| درسدن     | ۵۵۴٬۰۰۰   |
| هانوفر    | ۵۳۸٬۰۰۰   |
| نورنبرگ   | ۵۱۸٬۰۰۰   |
| دویسبورگ  | ۴۹۸٬۰۰۰   |

## اشتغال
حدود ۴۰ میلیون نفر از جمعیت مشغول به کار هستند، از این تعداد ۵۳٬۲ درصد مرد و ۴۶٬۸ درصد را زنان تشکیل می‌دهند. تقریباً ۲٬۱ میلیون نفر نیز در آلمان فاقد کار هستند که نرخ بیکاری بین این افراد (۱۵–۶۴ ساله) ۵٬۱٪ تا ٪ ۶٬۴ می‌باشد.

## زبان

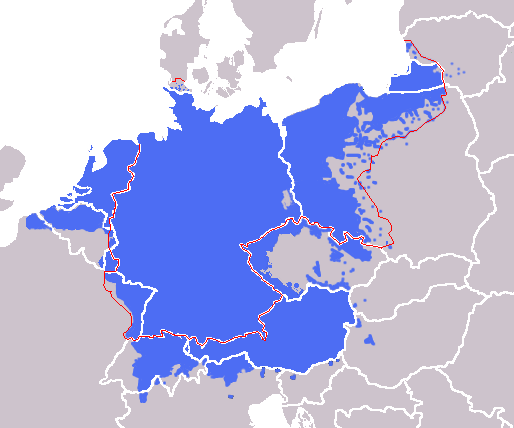
نقشه پراکندگی زبان آلمانی در قاره اروپا

زبان رسمی کشور آلمان، زبان آلمانی است. حدود ۹۵٪ مردم این کشور به این زبان گویش می‌کنند. دو گویش اصلی این زبان، آلمانی معیار و زبان آلمانی پایین است. زبان تلویزیون‌های رسمی و همچنین زبانی که به مهاجرین آموزش داده می‌شود، زبان آلمانی بالا است. بیش‌تر گویش‌وران آلمانی بالا در جنوب و آلمانی پایین در شمال آلمان زندگی می‌کنند. در عین حال زبان‌های اقلیت، دانمارکی ۰٬۰۶٪، زبان فریسی ۰٬۰۱٪، زبان رومانی ۰٬۰۸٪ و سوربی توسط ۰٬۰۹٪ جمعیت نیز در آلمان استفاده می‌شوند.
بزرگ‌ترین گروه زبانی که توسط مهاجران صحبت می‌شود، زبان ترکی استانبولی است.

## نظام سیاسی

### تأسیس دولت
بر اساس دانش روز و رویه قضایی منسجم دادگاه قانون اساسی فدرال، جمهوری فدرال آلمان به عنوان یک دولت کشور و موضوع حقوق بین‌الملل با رایش آلمان و عبارت قبلی آن، کنفدراسیون آلمان شمالی، یکسان است و بنابراین از سال ۱۸۶۷ دارای تداوم دولتی بوده است. قوانین اساسی از نظر تاریخی متفاوت اطلاعاتی در مورد تصویر دولت مربوطه از خود ارائه می‌دهند. پس از اشغال آلمان توسط چهار کشور پیروز جنگ جهانی دوم، در سال ۱۹۴۵، قانون اساسی جمهوری فدرال که در آلمان غربی ایجاد شده بود، در ۲۳ مه ۱۹۴۹ ابلاغ شد و از روز بعد لازم الاجرا شد. دامنه آن با تقسیم آلمان و تا سال ۱۹۵۵ توسط قانون اشغال محدود شد. در بخش شرقی آلمان، به عنوان یک ایالت جداگانه در ۷ اکتبر ۱۹۴۹ تأسیس شد و قانون اساسی را دریافت کرد که در سال ۱۹۶۸ جایگزین شد و در سال ۱۹۷۴ تجدید نظر شد. قانون اساسی پس از اتحاد مجدد ماهیت موقت خود را از دست داد، با پیوستن جمهوری دموکراتیک آلمان به حوزه کاربردی آن در ۳ اکتبر ۱۹۹۰، با پایان مسئولیت چهار کشور، آلمان متحد به حاکمیت کامل دست یافت.

### قلمرو ملی جمهوری فدرال
قلمرو ملی حکومت جمهوری فدرال (کشور فدرال) از مجموع سرزمین‌های ملی ایالت‌های فدرال آن ناشی می‌شود. قلمرو حکومتی طبق نسخه قدیمی ماده ۲۳ بند ۲ قانون اساسی دو بار با الحاق گسترش یافت: در سال ۱۹۵۷ شامل زارلند، در سال ۱۹۹۰ شامل منطقه الحاق جمهوری آلمان شرقی و برلین (بخش شرقی برلین و استاکن غربی). منطقه انحصاری اقتصادی در دریای شمال و بالتیک به قلمرو ملی تعلق ندارد. مسیر مرز ملی درحال حاضر به جز بخش‌هایی از دریاچه کنستانس مشخص است.
تنها کاندومینیوم موجود در آلمان، قلمرو مشترک آلمان و لوکزامبورگ است که توسط رودخانه‌های موزل، زائر و آوری در مرز بین دوک‌نشین بزرگ لوکزامبورگ و جمهوری فدرال آلمان (با ایالت‌های راینلاند-فالتز و زارلند) تشکیل شده است. این به قانون کنگره وین در ۹ ژوئن ۱۸۱۵ برمی گردد که مقررات آن در یک معاهده مرزی در سال ۱۹۸۴ تأیید شد. این منطقه تنها منطقه عاری از شهرداری در ایالت‌های راینلاند-فالتز و زارلند است.

### ساختار سیاسی
قانون اساسی، اصول و مبنای قانون جمهوری فدرال آلمان است. رئیس کشور رئیس‌جمهور فدرال است که در کل وظایف نمایشی دارد. او توسط مجلس فدرال انتخاب می‌شود. پس از او رئیس مجلس بوندستاگ، صدراعظم فدرال، رئیس مجلس بوندسرات که نماینده جایگزین رئیس‌جمهور فدرال است و رئیس دادگاه قانون اساسی فدرال قرار دارند. مقر نهاد قانون اساسی دولت فدرال، پایتخت فدرال برلین است.

ماده ۲۰ قانون اساسی که «بند ابدیت» نامیده شده است، تضمین می‌کند - آلمان باید به عنوان یک دولت دموکراتیک و دولت رفاه اجتماعی بر اساس حاکمیت قانون و بر مبنای فدرال سازماندهی شود. نظام حکومتی دموکراسی جمهوری پارلمانی است. فدرالیسم در نظام سیاسی به دو سطح تقسیم می‌شود: سطح فدرال که نمایانگر سیاست کل کشور آلمان در عرصه بین‌المللی است و سطح ایالتی (استانی) که در هر یک از ۱۶ ایالت (استان) فدرال وجود دارد. هر سطح دارای ارگان‌های دولتی خاص خود است که شامل قوه مجریه (دولت استانی)، قوه مقننه (مجلس استانی) و قوه قضائیه (دادگاه استانی) می‌شود. ایالت‌ها (استان‌ها) به نوبه خود نظم و اداره شهرها و شهرستان‌ها خود را برعهده دارند. به عنوان مثال، پنج استان در مجموع به ۲۲ منطقه اداری تقسیم شده‌اند. استان‌ها قوانین خود را دارند. در اصل، آن‌ها دارای وضعیت ایالتی هستند: برای حفظ کیفیت حکومت استانی، آن‌ها دارای حقوق استانی محدود شده هستند که فقط با موافقت دولت فدرال ملی (کشوری) می‌توانند برخی معاهدات محدود با سایر استان‌ها دیگر منعقد کنند (ماده ۳2 (3)، ماده ۲4 (1) قانون اساسی). جمهوری فدرال را می‌توان به عنوان اتحاد حکومتهای استان‌ها فدرال خود دید و تنها در این صورت است که ویژگی ایالتی پیدا می‌کند، یعنی کشور اتحاد ایالت‌های فدرال به معنای واقعی کلمه است. 

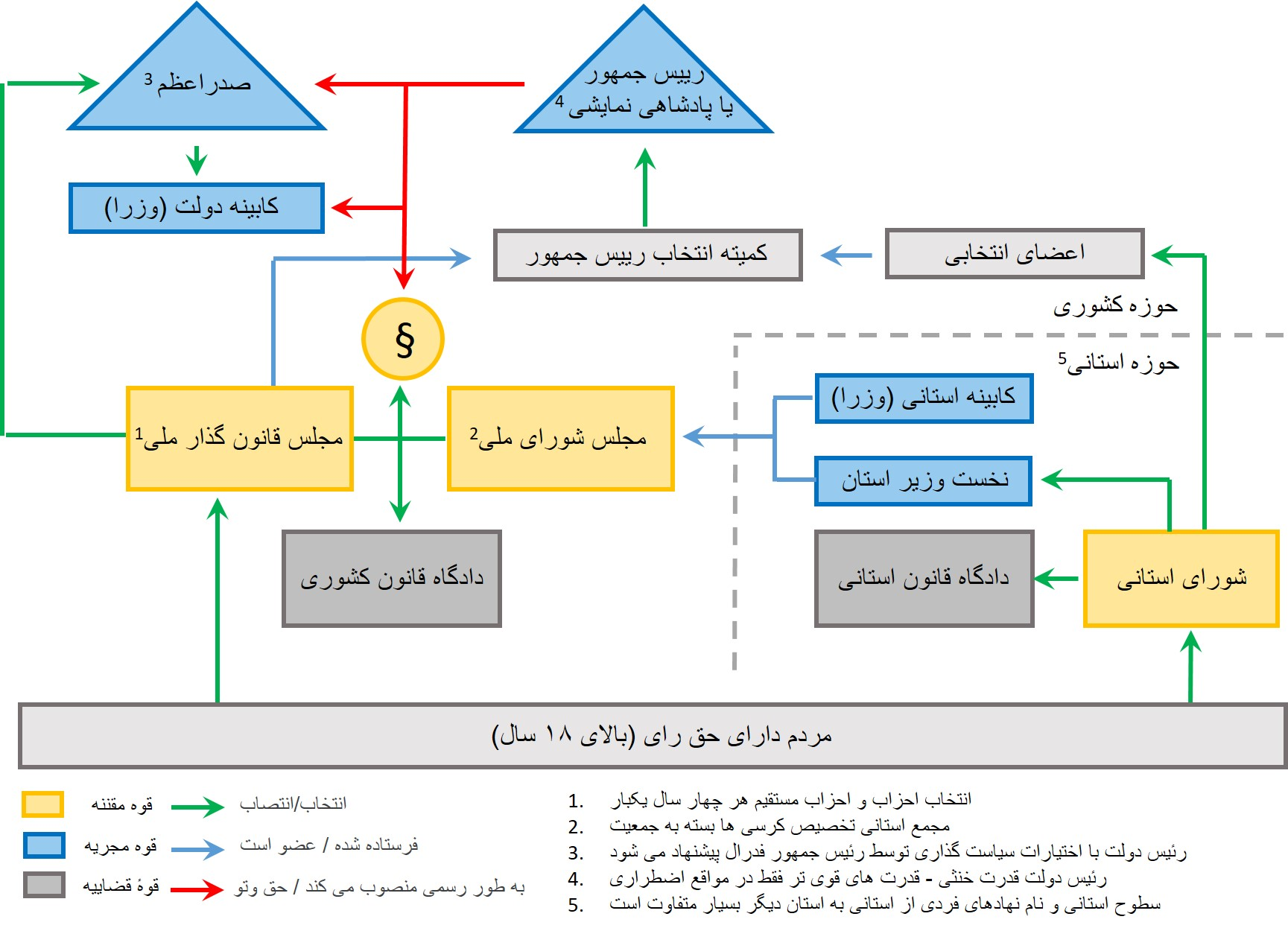
نظام سیاسی جمهوری فدرال آلمان

#### قوه مقننه (قانون گذاری): نظام دو مجلسی
نهادهای قانون‌گذاری فدرال عبارتند از بوندستاگ، بوندسرات و در صورت بروز وضعیت دفاعی، کمیته مشترک، مشروط به الزامات اضافی. قوانین فدرال توسط بوندستاگ با اکثریت ساده تصویب می‌شود. آن‌ها در صورتی تأثیر گذار می‌شوند که بوندسرات اعتراضی اقامه نکرده یا به تصویب نرسانده باشد (ماده ۷۷ قانون اساسی). اصلاح قانون اساسی با اکثریت دو سوم اعضای مجلس بوندستاگ و اکثریت دو سوم اعضای مجلس بوندسرات امکان‌پذیر است (بند ۲ ماده ۷۹ قانون اساسی).
در ایالت‌های فدرال، پارلمان‌های ایالتی در مورد قوانین ایالت خود تصمیم‌گیری می‌کنند. اگرچه نمایندگان اعضای مجلسها بر اساس قانون اساسی (ماده ۳۸ قانون اساسی) ملزم نیستند در قانون‌گذاری از هیچ دستوری پیروی کنند، اما در عمل، تصمیمات مقدماتی احزاب نمایندگان که تبلور خواست و اراده سیاسی مردم هستند، در قانون‌گذاری غالب است (ماده ۲۱ قانون اساسی). صلاحیت قانون‌گذاری غالباً بر عهده ایالت‌های فدرال است، مگر اینکه دولت فدرال ملی دارای اختیارات قانون‌گذاری باشد (ماده‌های ۷۰ تا ۷۲ قانون اساسی) - یعنی قوانین انحصاری یا در موارد خاص.
سازماندهی دولتی بر پایهٔ قانون اساسی است. در رأس کشور رئیس‌جمهور قرار دارد که نقش وی نمادین است. رئیس دولت صدراعظم است. وی تعیین‌کنندهٔ سیاست حکومتی است. اعلامیه جهانی حقوق بشر رکن جدایی‌ناپذیر قانون اساسی آلمان است. ماده ۲۰ قانون اساسی نظام سیاسی، آلمان را با مشخصه‌های دموکراتیک بودن، اجتماعی بودن، مبتنی بر قانون بودن و فدرال بودن معرفی می‌کند. قانون اساسی آلمان با باور به سکولاریسم، هرگونه دخالت نهادهای مذهبی در حکومت را منع می‌کند.

#### قوه مجریه
قوه مجریه در سطح فدرال (کشوری) توسط دولت فدرال ملی تشکیل می‌شود که اعضای آن صدراعظم فدرال به عنوان رئیس دولت و وزرای فدرال هستند. تمام وزارتخانه‌های فدرال یک دفتر در برلین و یک دفتر در شهر فدرال بن دارند. برخی از آن‌ها دفتر اصلی خود را اغلب در بن دارند. در ۱۳ سطح ایالتی (از ۱۶ ایالت) نخست وزیران، در ایالت‌های هامبورگ و برمن رؤسای مجلس سنا، و در ایالت برلین، شهردار حاکم، ریاست قوه مجریه را بر عهده دارد. ایالت‌های فدرال نیز دموکراسی پارلمانی هستند و رؤسای دولت آن‌ها توسط پارلمان ایالتی انتخاب می‌شوند. اداره‌های فدرال (کشور) و ایالتی (استان) هر کدام توسط وزرای مربوطه اداره می‌شوند.

##### صدر اعظم و وزیران (دولت فدرال)
صدراعظم فدرال به پیشنهاد رئیس‌جمهور فدرال توسط مجلس بوندستاگ با اکثریت آرا انتخاب می‌شود (ماده ۶۳ قانون اساسی)، دوره مسئولیت وی با دوره انتخاباتی مجلس بوندستاگ پایان می‌یابد (ماده ۶۹ بند ۲ قانون اساسی). وی را پیش از انتخابات مجلس فقط می‌توان با «رأی عدم اعتماد سازنده» برانداخت. منظور از سازنده این است که مجلس باید جانشینی برای او داشته باشد و تا زمانی که مشخص نباشد چه کسی به جای او می‌نشیند، نمی‌توان او را برکنار کرد (ماده ۶۷ قانون اساسی، اصطلاحاً رای عدم اعتماد سازنده).
صدراعظم لزوماً عضو مجلس بوندستاگ است، وزیران معمولاً از دل مجلس بوندستاگ در می‌آیند، اما حتماً لازم نیست چنین باشد. صدراعظم در عمل قدرتمندترین مقام سیاسی است اما مقام تشریفاتی آن پس از رئیس‌جمهور و رئیس بوندس‌تاگ قرار دارد. وزرای فدرال به پیشنهاد صدراعظم منصوب می‌شوند (ماده ۶۴ بند ۱ قانون اساسی)، آن‌ها و صدراعظم دولت فدرال را تشکیل می‌دهند (ماده ۶۲ قانون اساسی) که قدرت سیاست گذاری آن با صدراعظم است (ماده ۶۵ جمله اول قانون اساسی). نقش رهبری در «دموکراسی قوه مجریه» آلمان بر عهده صدراعظم فدرال است. صدراعظم همچنین نامزد آلمان را برای پست کمیسر اتحادیه اروپا معرفی می‌کند. اعمال و اجرای قوانین اصولاً به عهده ایالت‌های فدرال است، مگر اینکه قانون اساسی قانون‌گذاری و اجرای آن را در سطح فدرال (کشوری) تصریح کرده یا اجازه دهد (ماده ۳۰، ماده ۸۳ قانون اساسی).

##### رئیس‌جمهور
رئیس‌جمهور توسط همایش اتحادیه که آن را به فارسی اجلاس فدرال نیز گفته‌اند، انتخاب می‌شود. همایش اتحادیه تشکیل شده است از کل نمایندگان بوندستاگ به‌علاوهٔ به تعداد همینان، نمایندگان برگزیدگان مجلس‌های ایالتی. این برگزیدگان لزوماً عضو مجلس ایالتی یا سیاست‌مدار رسمی نیستند، ممکن است مثلاً از چهره‌های فرهنگی و هنری باشند.

#### قوهٔ قضاییه
دادرسی به قصد رعایت حق نیرویی می‌طلبد که در قوهٔ قضاییه جمع است. بیان حق بر عهدهٔ قاضی است و امر قاضیان را قوهٔ قضاییه سامان می‌دهد. قضاوت یا تخصصی است یا عمومی در حد قانون اساسی. شاخه‌های تخصصی قضاوت در دادگاه کار، دادگاه امور اداری، دادگاه امور اجتماعی و دادگاه امور مالی تجسم می‌یابند. قضاوت در عمومی‌ترین سطحش از نظر بررسی همخوانی تصمیمی، رأیی یا قانونی با قانون اساسی اتحادیه، بر عهدهٔ دادگاه فدرال قانون اساسی است که مرکز آن در کارلسروهه است. در کارلسروهه قاضیان تک تک قوانین مجلس را بررسی نمی‌کنند. آن قانونی بررسی می‌شود که شکایت شود که با قانون اساسی تضاد دارد. شکایت پس از طی سلسله مراتبی به دادگاه کارلسروهه می‌رسد. از آنجایی که دادگاه قانون اساسی فقط از طریق شکایت فعال می‌شود، به اصطلاح گفته می‌شود که از خود ابتکار ندارد، یعنی حق ندارد خود رأساًّ تصمیم بگیرد امری را برای بررسی از نظر سازگاری با قانون اساسی در دستور کار خود قرار دهد. دادگاه فدرال قانون اساسی دارای دو مجلس سناست. مجلس اول به قانونهای پایه و مجلس دوم به قانونهای مربوط به امور دولتی می‌پردازد. هر سنا هشت عضو دارد. نیمی از قاضیان دادگاه قانون اساسی از سوی یک کمیتهٔ ویژهٔ بوندستاگ و نیمی دیگر از سوی بوندس‌رات انتخاب می‌شوند. مدت قضاوت آنان در این دادگاه عالی ۱۲ سال است.

### ایالت‌ها
آلمان دارای شانزده ایالت می‌باشد. هر ایالت دارای یک دولت و قانون اساسی و تا حد زیادی خود مختار و بر اساس سازمان داخلی خود مدیریت می‌شود. مساحت و جمعیت بخش‌های ایالت‌ها متفاوت است، مخصوصاً بین شهرها و سرزمین‌های بزرگ هر ایالت. برای مناطق اداری پنج دولت محلی وجود دارد، یعنی بادن-وورتمبرگ، بایرن، هسن، نوردراین-وستفالن و ساکسونی شامل ۲۲ عدد دولت محلی می‌باشند. از سال ۲۰۰۹ آلمان ۴۰۳ منطقه می‌باشد، این مناطق شامل ۳۰۱ منطقه روستایی و ۱۰۲ منطقه شهری می‌باشد.
ایالت‌های آلمان به صورت زیر می‌باشد:
| ایالت               | پایتخت    | مساحت (کیلومتر مربع) | جمعیت      |
| ------------------- | --------- | -------------------- | ---------- |
| نوردراین - وستفالن  | دوسلدورف  | ۳۴٬۰۴۳               | ۱۷٬۸۴۵٬۱۵۴ |
| بایرن               | مونیخ     | ۷۰٬۵۴۹               | ۱۲٬۵۳۸٬۶۹۶ |
| بادن - وورتمبرگ     | اشتوتگارت | ۳۵٬۷۵۲               | ۱۰٬۷۵۳٬۸۸۰ |
| نیدرزاکسن           | هانوفر    | ۴۷٬۶۱۸               | ۷٬۹۱۸٬۲۹۳  |
| هسن                 | ویسبادن   | ۲۱٬۱۱۵               | ۶٬۰۶۷٬۰۲۱  |
| زاکسن               | درسدن     | ۱۸٬۴۱۶               | ۴٬۱۴۹٬۴۷۷  |
| راینلاند - فالتس    | ماینز     | ۱۹٬۸۴۷               | ۴٬۰۰۳٬۷۴۵  |
| برلین               | برلین     | ۸۹۲                  | ۳٬۴۶۰٬۷۲۵  |
| شلسویگ - هولشتاین   | کیل       | ۱۵٬۷۶۳               | ۲٬۸۳۴٬۲۵۹  |
| براندنبورگ          | پوتسدام   | ۲۹٬۴۷۷               | ۲٬۵۰۳٬۲۷۳  |
| زاکسن - آنهالت      | ماگدبورگ  | ۲۰٬۴۴۵               | ۲٬۳۳۵٬۰۰۶  |
| تورینگن             | ارفورت    | ۱۶٬۱۷۲               | ۲٬۲۳۵٬۰۲۵  |
| هامبورگ             | هامبورگ   | ۷۵۵                  | ۱٬۷۸۶٬۴۴۸  |
| مکلنبورگ - فورپومرن | شورین     | ۲۳٬۱۷۴               | ۱٬۶۴۲٬۳۲۷  |
| زارلاند             | زاربروکن  | ۲٬۵۶۹                | ۱٬۰۱۷٬۵۶۷  |
| برمن                | برمن      | ۴۰۴                  | ۶۶۰٬۹۹۹    |

### احزاب سیاسی

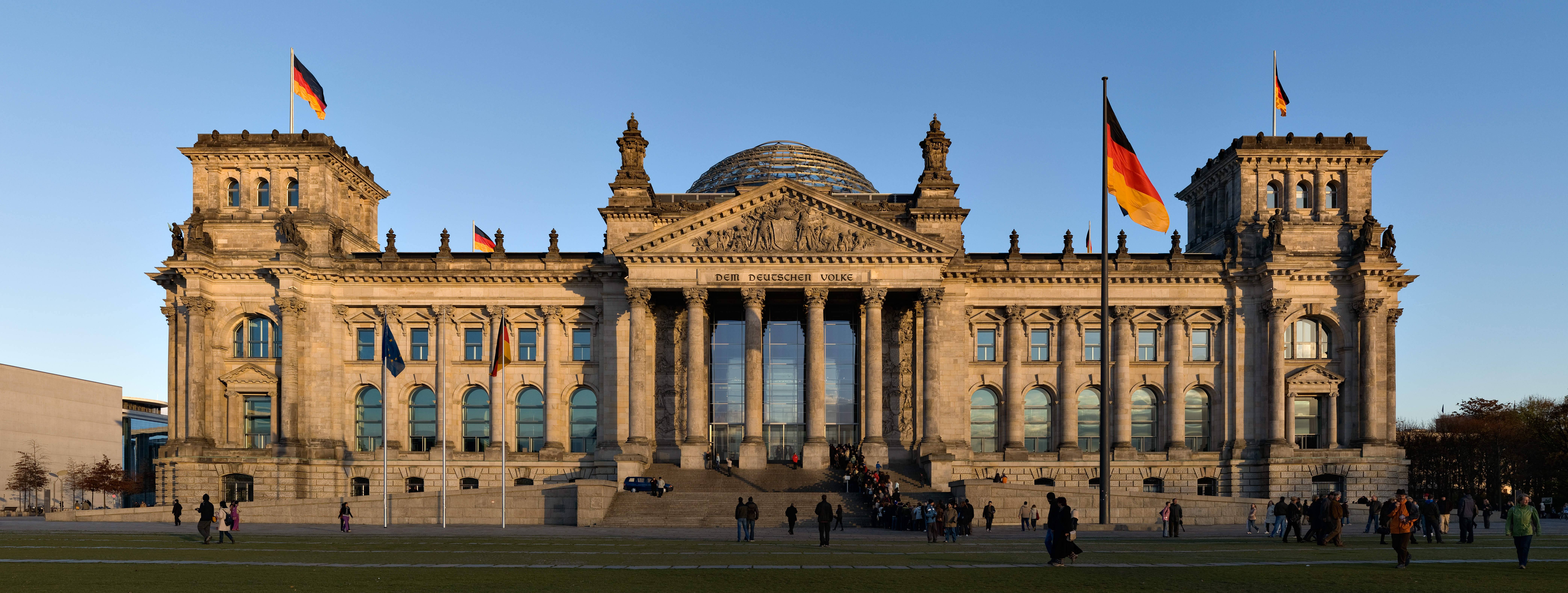
رایشستاگ، محل پارلمان مرکزی آلمان فدرال

امر سیاسی در آلمان در سطوح کشوری و ایالتی و تا حدی کمتر در سطح امور شهری از طریق حزبها و با جانبداری حزبی پیش برده می‌شود. ادعای پیشبرد سیاست غیرحزبی یا فراحزبی در آلمان بی‌معنا و حتی فریبکارانه جلوه می‌کند. علاوه بر احزاب، مردم می‌توانند خواسته‌های سیاسی خود را از طریق انواع و اقسام تشکل‌های پایدار یا موقتی پیش برند. مردم آلمان اهل تشکل هستند. به ندرت خواسته‌ای وجود دارد که برای پیشبرد آن تشکلی تشکیل نشود.
بر اساس ماده ۲۱ قانون اساسی احزاب در شکل‌گیری اراده سیاسی مردم مشارکت دارند. طیف احزاب توسط احزاب نمایندگی در بوندستاگ شکل می‌گیرد و احزاب جریان اصلی، حزب سوسیال دموکرات (SPD) و احزاب اتحادیه (در جناح‌های حزب دموکرات مسیحی (CDU) و حزب سوسیال مسیحی (CSU) همیشه به آن تعلق داشته‌اند. پس از انتخابات فدرال آلمان در سال ۲۰۲۱، سایر احزاب نیز در آنجا حضور خواهند داشت: حزب چپ (Die Linke)، سبزها (Die Grünen) و همچنین آلترناتیو برای آلمان (AFD) و دموکرات آزاد (FDP). همه احزاب ذکر شده در گروه‌های سیاسی در پارلمان اروپا نمایندگی دارند. تقریباً همه احزاب با نفوذ توسط سازمان‌های جوانان حمایت می‌شوند، سایر سازمان‌های سیاسی شامل نمایندگان مدارس، انجمن‌های دانشجویی، سازمان‌های زنان و سالمندان، انجمن‌های تجاری، سازمان‌های شهرداری و انجمن‌های بین‌المللی هستند. بنیادهای وابسته به احزاب به تعیین گفتمان سیاسی کمک می‌کنند - از نظر قانونی مستقل از احزاب.

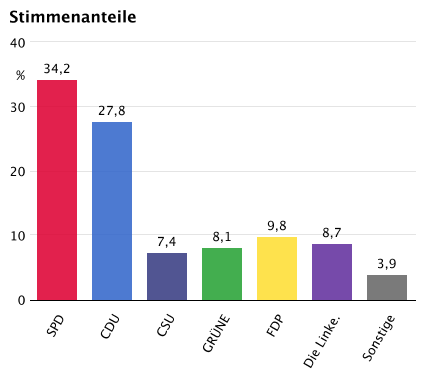
جدول نتایج انتخابات فدرال آلمان در ۲۰۰۵

امور و مسائل سیاسی در آلمان در سطوح کشوری و ایالتی و تا حدی کمتر در سطح امور شهری از طریق حزبها و با جانبداری حزبی پیش برده می‌شود. ادعای پیشبرد سیاست غیرحزبی یا فراحزبی در آلمان بی‌معنا و حتی فریبکارانه جلوه می‌کند.
احزاب نیرومند آلمان در سال‌های اخیر ۲۰۲۰ عبارت اند از:
- حزب دموکرات مسیحی (CDU)
- حزب سوسیال مسیحی (CSU)
- حزب سوسیال دموکرات (SPD)
- حزب لیبرال (دموکرات‌های آزاد FDP)
- حزب اتحاد ۹۰/سبزها (Bündnis 90/Die Grünen)
- حزب چپ (Die Linke)
- حزب آلترناتیو برای آلمان (AFD)

تعداد کثیری هم حزب‌های کوچک وجود دارند که به ندرت می‌توانند به مجلس راه یابند، زیرا برای ورود به مجلس در هردو سطح ایالتی و کشوری باید ۵ درصد آرا را به دست آورد.

حزب سوسیال دموکرات
حزب دموکرات مسیحی
اتحاد ۹۰/سبزها
حزب لیبرال
حزب چپ
آلترناتیو برای آلمان

### شاخص‌های سیاسی
| سال  | کمک تفسیر                                                                     | رتبه جهانی | مقدار شاخص   | نام شاخص                    |
| ---- | ----------------------------------------------------------------------------- | ---------- | ------------ | --------------------------- |
| ۲۰۲۳ | ثبات کشور: پایدار ۰ = بسیار پایدار / ۱۲۰ = بسیار هشدار دهنده                  | ۱۶۶ از ۱۷۹ | ۲۴٬۶ از ۱۲۰  | شاخص پایداری کشورها         |
| ۲۰۲۲ | دموکراسی کامل ۰ = رژیم استبدادی / ۱۰ = دموکراسی کامل                          | ۱۴ از ۱۶۷  | ۸٬۸ از ۱۰٬۰  | شاخص دموکراسی               |
| ۲۰۲۳ | وضعیت آزادی: آزاد ۰ = آزاد نیست / ۱۰۰ = آزاد                                  | —          | ۹۴ از ۱۰۰    | شاخص آزادی در جهان          |
| ۲۰۲۳ | وضعیت رضایت بخش برای آزادی مطبوعات ۰ = بسیار جدی / ۱۰۰ = حداکثر آزادی مطبوعات | ۲۱ از ۱۸۰  | ۸۱٬۹۱ از ۱۰۰ | شاخص آزادی مطبوعات          |
| ۲۰۲۲ | 0 = بسیار فاسد / ۱۰۰ = بسیار تمیز                                             | ۹ از ۱۸۰   | ۷۹ از ۱۰۰    | شاخص ادراک فساد اداری (CPI) |
| ۲۰۲۲ | 1 = صلح آمیزترین / ۵ = کمترین صلح                                             | ۹ از ۱۶۳   | ۱٬۳۹۷ از ۵   | شاخص صلح مثبت (PPI)         |

## سیاست خارجی
آلمان در سیاست خارجی بازیگر تنها نیست. سیاست آن تقویت بلوکی است که «غرب» خوانده می‌شود. آلمان در این بلوک سیاست خود را پیش می‌برد. یک وجه اصلی سیاست خارجی آلمان فعّالیّت آن در صحنهٔ اروپا و جهان در چارچوب اتحادیهٔ اروپاست. آلمان نزدیکی ویژه‌ای با فرانسه دارد. همکاری و همراهی با ایالات متحده آمریکا رکن دیگری از سیاست خارجی آلمان فدرال است. آلمان با اسرائیل روابط دوستانهٔ ویژه‌ای دارد و تقویت مناسبات با کشورهای عربی را نیز همواره جزو اولویتهای سیاسی خود قرار داده است. در سرتاسر جهان مبنای اعلام‌شده سیاست خارجی آلمان تحکیم صلح، گسترش روابط مودت‌آمیز و کمک به رشد اقتصادی خاصه در جهان سوم است. در سالهای اخیر حقوق بشر به یک مفهوم راهنمای عمدهٔ در سیاست خارجی آلمان بدل شده است.

### سیاست اروپا

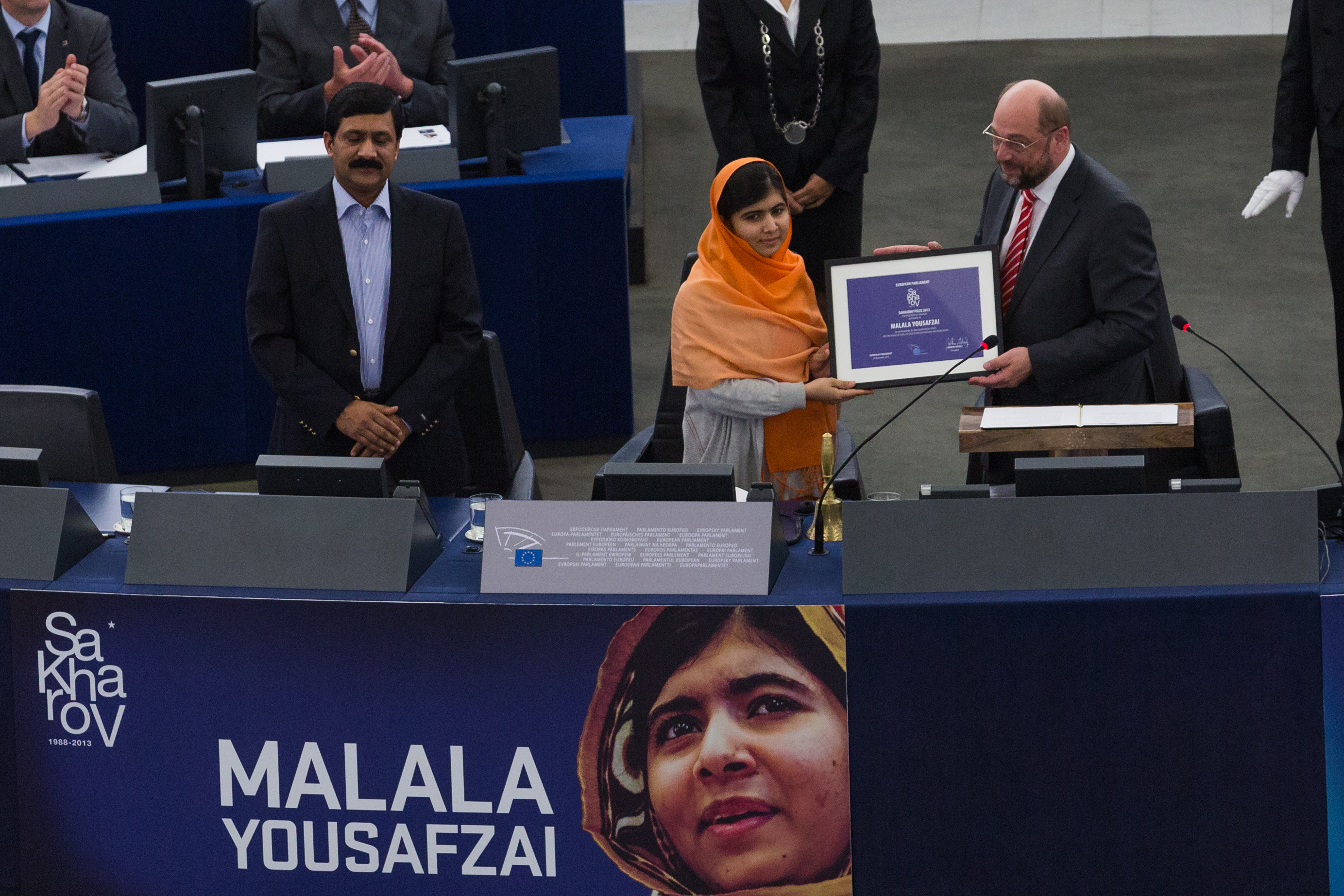
مارتین شولتس، رئیس پیشین پارلمان اروپا و ملاله یوسف‌زی، فعال حقوق بشر پاکستانی

آلمان یکی از اعضای مؤسس شورای اروپا و جوامع اروپایی است که در دهه ۱۹۹۰ از طریق یکپارچگی عمدتاً اقتصادی، با هم رشد کردند و به اتحادیه اروپا (EU) تبدیل شدند. جمهوری فدرال آلمان در سال ۱۹۹۰ به اتحادیه پولی اروپا پیوست و بخشی از بازار واحد اروپا است. یورو از سال ۲۰۰۲ به عنوان وسیله پرداخت معرفی شد و جایگزین مارک آلمان در این کشور شد. آلمان همچنین بخشی از منطقه شنگن و همکاری قضایی و پلیسی از طریق یوروپل و یوروجاست است. سیاست خارجی و امنیتی مشترک اتحادیه اروپا تعیین‌کننده سیاست خارجی آلمان است. ماده ۲۳ قانون اساسی چارچوب قانونی سیاست اروپای آلمان در اتحادیه اروپا را تعیین می‌کند. همچنین چندین مؤسسه اتحادیه اروپا در آلمان دفتر مرکزی دارند: بانک مرکزی اروپا در فرانکفورت، مرجع نظارت بر بیمه اتحادیه اروپا نیز در فرانکفورت، آژانس ایمنی هوانوردی اروپا در کلن و دفتر ثبت اختراع اروپا در مونیخ.

### آلمان و ایران

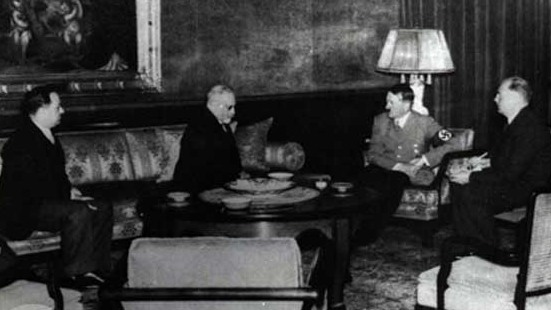
حسن اسفندیاری، رئیس مجلس وقت و موسی نوری اسفندیاری، سفیر وقت ایران در دیدار با هیتلر

در سایت سفارت آلمان در تهران روابط آلمان و ایران چنین توصیف شده است: «ایران و آلمان به تاریخی طولانی در روابط سیاسی خود می‌نگرند که تا به اوایل قرن هفدهم می‌رسد. در سال ۱۸۸۵ اولین نمایندگان سیاسی بین ایران و در آن زمان امپراتوری آلمان اعزام شدند. روابط دیپلماتیک بین ایران و جمهوری فدرال آلمان از سال ۱۹۵۲ وجود دارد. این روابط در سال‌های گذشته خالی از تشنج نبوده. به عنوان مثال اعلام رأی دادگاه معروف به میکونوس در آوریل ۱۹۹۷ بحرانی طولانی را به دنبال داشت. با سفر موفقیت‌آمیز ریاست جمهوری اسلامی ایران، خاتمی به آلمان در ژوئن ۲۰۰۰ زیربنایی استوار برای روابط دو کشور گذاشته شد. اخیراً در کنار روابط بازرگانی و فرهنگی، مسئله حقوق بشر و به ویژه نگرانی جامعه بین‌المللی در ارتباط با برنامه هسته‌ای ایران درکانون روابط قرار گرفته است.»
در سایت سفارت جمهوری اسلامی ایران در برلین روابط ایران و آلمان چنین توصیف شده است: «جمهوری اسلامی ایران و جمهوری فدرال آلمان از دیرباز دارای روابطی خوب و سنتی بوده‌اند. روابط ایران و آلمان که از سابقه‌ای پانصد ساله برخوردار است متکی به خواست و تمایل ملت‌های آن‌هاست که در دوران‌های مختلف نظر به ملاحظات امنیتی و منافع مشترک آن‌ها بوده است. از نظر تاریخی مجموعه‌ای از ملاحظات و عوامل سیاسی، اقتصادی، بازرگانی و فرهنگی باعث نزدیکی دو کشور به هم بوده است. تاریخ دو کشور فراز و نشیب‌های زیادی داشته و مناسبات دوجانبه را در دوران‌های مختلف تحت تأثیر قرار داده است.»

### سیاست خارجی و امنیتی
رهنمودهای سیاست خارجی آلمان روابط غربی و همگرایی اروپایی است. از نظر سیاست امنیتی، عضویت در ائتلاف دفاعی فراآتلانتیکی ناتو از سال ۱۹۵۵ در کانون توجه بوده است. در طول جنگ سرد، سیاست خارجی آلمان غربی محدود بود. یکی از مهم‌ترین اهداف اتحاد مجدد بود. عملیات نظامی در خارج از کشور مطرح نبود. طبق قانون اساسی، بوندس‌ور مجاز به شرکت در جنگ‌های تهاجمی نیست، تنها وظیفه آن دفاع از کشور و اتحاد است. «سیاست جدید شرق» (به آلمانی Neu Ostpolitik) که توسط ائتلاف سوسیال لیبرال از سال ۱۹۶۹ با شعار تغییر از طریق نزدیکی آغاز شد، که متحدان مهم در ابتدا نسبت به آن شک داشتند، توانست مسیر خود را تعیین کند و توسط دولت لیبرال-محافظه کار هلموت کهل از سال ۱۹۸۲ ادامه یافت. از زمان اتحاد مجدد، آلمان مسئولیت بین‌المللی بیشتری داشته است. از سال ۱۹۹۱، بوندس‌ور در مأموریت‌های حفظ صلح و اجرای صلح در خارج از آلمان و قلمرو متحدان ناتو (ماموریت‌های خارج از منطقه) تحت نظارت بوندستاگ و همراه با ارتش‌های متحد شرکت می‌کند. دولت فدرال گرهارد شرودر در سال ۲۰۰۳ جنگ عراق را رد کرد و در نتیجه با متحد مهم ایالات متحده مخالفت کرد.
آلمان به‌طور سنتی همراه با فرانسه نقش پیشرو در اتحادیه اروپا ایفا می‌کند. آلمان در تلاش برای ایجاد یک سیاست خارجی و امنیتی یکسان و مؤثر اروپا است که فراتر از اتحادیه اقتصادی و پولی است. اهداف دیگر سیاست خارجی، اجرای پروتکل کیوتو در مورد حفاظت از آب و هوا و به رسمیت شناختن دادگاه بین‌المللی کیفری در سراسر جهان است. آلمان علاقه خاصی به راه حل مسالمت‌آمیز برای مناقشه خاورمیانه دارد که عمدتاً از طریق فرصت‌های تماس غیررسمی بین طرف‌های درگیر از آن حمایت می‌کند. آلمان به همراه متحدانش بریتانیا و فرانسه در تلاش است تا ایران را متقاعد کند که برنامه انرژی هسته‌ای خود را متوقف کند. در ۱۳ ژوئیه ۲۰۱۶، دولت فدرال کتاب سفید جدید سیاست امنیتی و آینده بوندس‌ور را به عنوان سند اصلی سیاست امنیتی آلمان تصویب کرد.

## نیروی نظامی
پس از تأسیس در سال ۱۹۴۹ میلادی، جمهوری فدرال آلمان در ابتدا به دلیل قانون اشغال، اجازه ایجاد نیروهای مسلح خود را نداشت. با این حال، تحت تأثیر جنگ کره و شوروی شدن اروپای شرقی، به جمهوری فدرال اجازه داده شد، به عنوان بخشی از تسلیح مجدد، گارد مرزی فدرال شبه نظامی را به عنوان پلیس مرزی، ابتدا در سال ۱۹۵۱ و سپس نیروهای مسلح کامل از ۱۹۵۵، به منظور پیوستن به ناتو. تأسیس این بوندس‌ور به عنوان پیش‌نیاز برای الحاق، کمک مهمی به غرب و در نتیجه به رسمیت شناختن بین‌المللی جمهوری فدرال بود، اما در داخل کشور تحت تأثیر جنگ جهانی دوم بسیار بحث‌برانگیز بود. پس از اتحاد مجدد در سال ۱۹۹۰، بخش‌هایی از ارتش ملی خلق آلمان در این نیروهای مسلح گنجانده شد. از سال ۱۹۵۶ تا ۲۰۱۱، طبق ماده ۱۲ الف قانون اساسی، همه مردان بالای ۱۸ سال مشمول خدمت سربازی اجباری در آلمان بودند. در سال ۲۰۱۱ به حالت تعلیق درآمد و با خدمت داوطلبانه سرباز جایگزین شد. از سال ۲۰۰۱، زنان نیز دسترسی نامحدودی به خدمت در نیروهای مسلح داشته‌اند. سهم آن‌ها ۱۲٫۴ درصد از سربازان (تا سال ۲۰۲۰) است. حدود ۳۱۰۰ سرباز آلمانی در اواسط سال ۲۰۱۹ در خارج از کشور مستقر شدند.
بوندس‌ور به ارتش، نیروی هوایی و نیروی دریایی و همچنین حوزه‌های سازمانی پشتیبانی پایگاه نیروهای مسلح، خدمات پزشکی مرکزی و فضای سایبری و اطلاعاتی تقسیم می‌شود. پس از پایان جنگ سرد، پس از آنکه حداکثر نیروی آلمانی در زمان صلح ۳۷۰۰۰۰ سرباز آلمانی طبق قوانین بین‌المللی در دو به‌علاوه چهار الزام‌آور تعریف شده بود، به تدریج از حدود ۵۰۰۰۰۰ سرباز به کمتر از ۱۸۰۰۰۰ سرباز تا سال ۲۰۱۵ کاهش یافت. معاهده. تعلیق سربازی اجباری در سال ۲۰۱۱ همچنین با اصلاحات جامع بوندس‌ور همراه بود که در درجه اول به معنای تعیین حداکثر نیروی پرسنلی ۱۸۵۰۰۰ سرباز و ۵۵۰۰۰ کارمند غیرنظامی بود. علاوه بر این، تعداد تجهیزات سنگین (تانک‌های جنگی، توپخانه) به میزان قابل توجهی کاهش یافت. پس‌زمینه این تغییرات ساختاری تمرکز بوندس‌ور بر مشارکت در مأموریت‌های بین‌المللی سازمان ملل و ناتو از اواسط دهه ۱۹۹۰ بود، که برای آن پرسنل نظامی کمتر و مهم‌تر از همه، مواد سبک‌تر و سریع‌تر مورد نیاز بود. با الحاق کریمه به روسیه در سال ۲۰۱۴ و جنگ در کل اوکراین از سال ۲۰۲۲، تمرکز وظایف بوندس‌ور به دفاع ملی و اتحادی در چارچوب ناتو و اتحادیه اروپا تغییر کرد.
بوندس‌ور اولین ارتش یک دولت-ملت آلمان است که یک ارتش پارلمانی است که استقرار آن منحصراً توسط بوندستاگ به توصیه دولت فدرال تعیین می‌شود. در زمان صلح، فرمانده کل (دارنده اختیار فرماندهی و فرماندهی) وزیر دفاع فدرال است. در مورد دفاع، این وظیفه به صدراعظم فدرال منتقل می‌شود. درک بوندس‌ور از سنت هم از ورماخت دوران نازی و هم از ارتش ملی خلق جمهوری دموکراتیک فاصله می‌گیرد. این به اصلاحات ارتش پروس در حوالی سال ۱۸۱۰، جنگهای آزادی‌بخش علیه ناپلئون، مقاومت نظامی علیه ناسیونال سوسیالیسم و تاریخ خود اشاره دارد (به فرمان سنتی مراجعه کنید). الگوی «شهروند با لباس فرم» در مورد سربازان اعمال می‌شود. خالکوبی بزرگ مهم‌ترین مراسم نظامی محسوب می‌شود. ادای سوگند و سوگندهایی که معمولاً توسط سربازان خارج از تأسیسات نظامی گرفته می‌شود تأثیر عمومی بالایی دارد. در سال ۲۰۲۰، جمهوری فدرال آلمان ۴۵٫۲ میلیارد یورو برای بوندس‌ور هزینه کرد. بنابراین آلمان یکی از ده کشور جهان با بالاترین بودجه دفاعی است. هزینه‌های آلمان که حدود ۱٫۳ درصد تولید ناخالص داخلی است، کمتر از میانگین کشورهای عضو ناتو (۱٫۶ درصد) است.
نیروی نظامی آلمان شامل نیروی زمینی، نیروی هوایی، نیروی دریایی و خدمات پزشکی و پشتیبانی مشترک می‌شود؛ در شرایط مطلق، هزینه‌های نظامی ارتش آلمان، نهمین در جهان است.
کارل تئودور تسو گوتنبرگ وزیر دفاع وقت آلمان در ژانویه سال ۲۰۱۱، لغو خدمت وظیفه عمومی در آلمان را اعلام کرد. خدمت وظیفه عمومی در آلمان از سال ۱۹۵۶ میلادی اجباری بود و هر مرد جوان آلمانی که ۱۸ ساله می‌شد، مکلف بود این دوره را پشت سر بگذارد یا به جای آن خدمات اجتماعی مانند کار در بیمارستان یا نگهداری سالمندان انجام دهد.

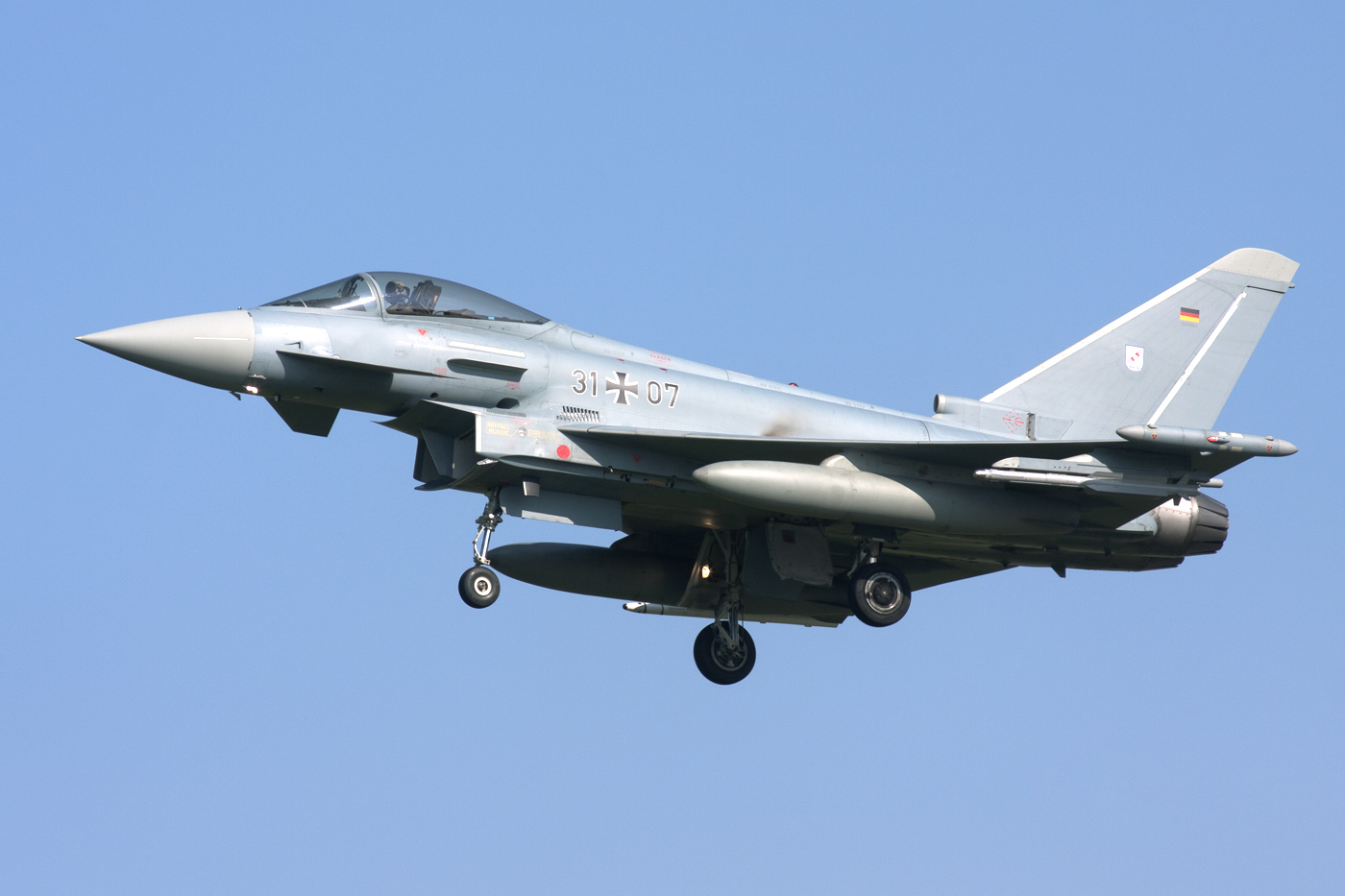
یوروفایتر تایفون متعلق به نیروی هوایی آلمان
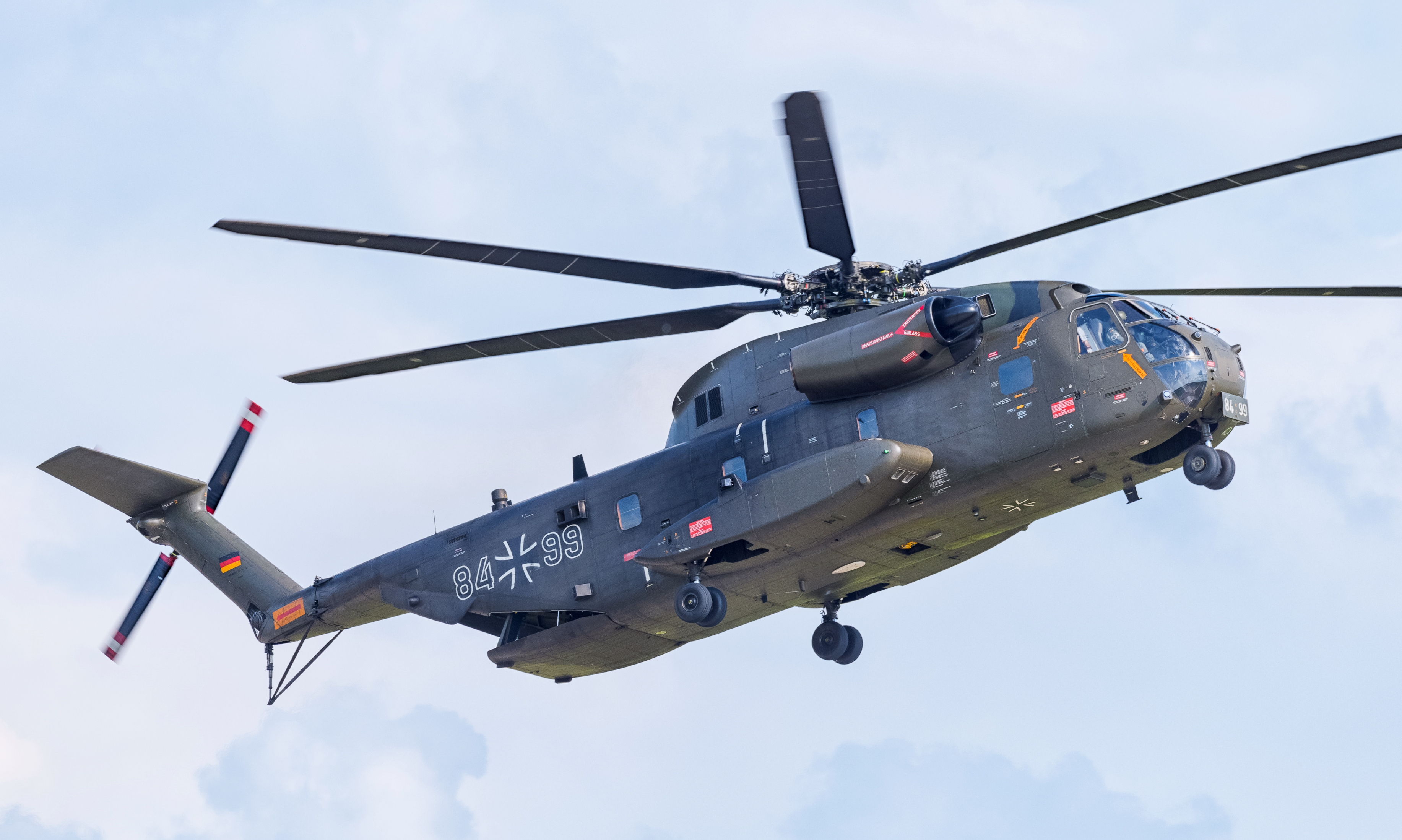
یک بالگرد متعلق به نیروی هوایی آلمان
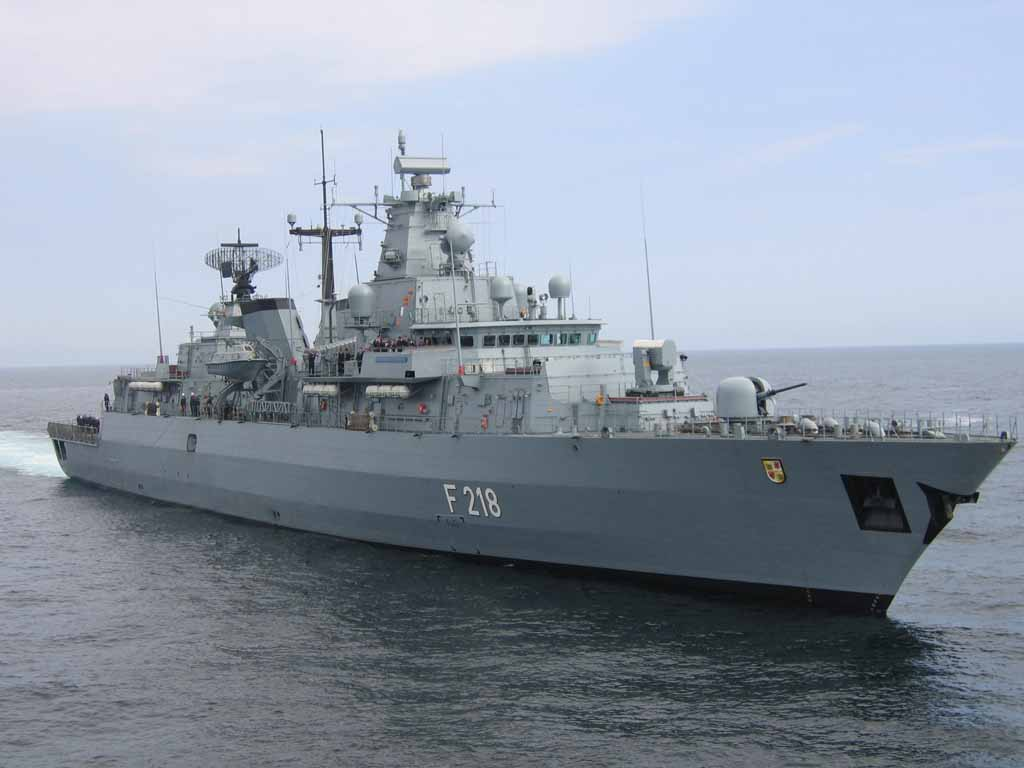
یک ناوچه متعلق به نیروی دریایی آلمان
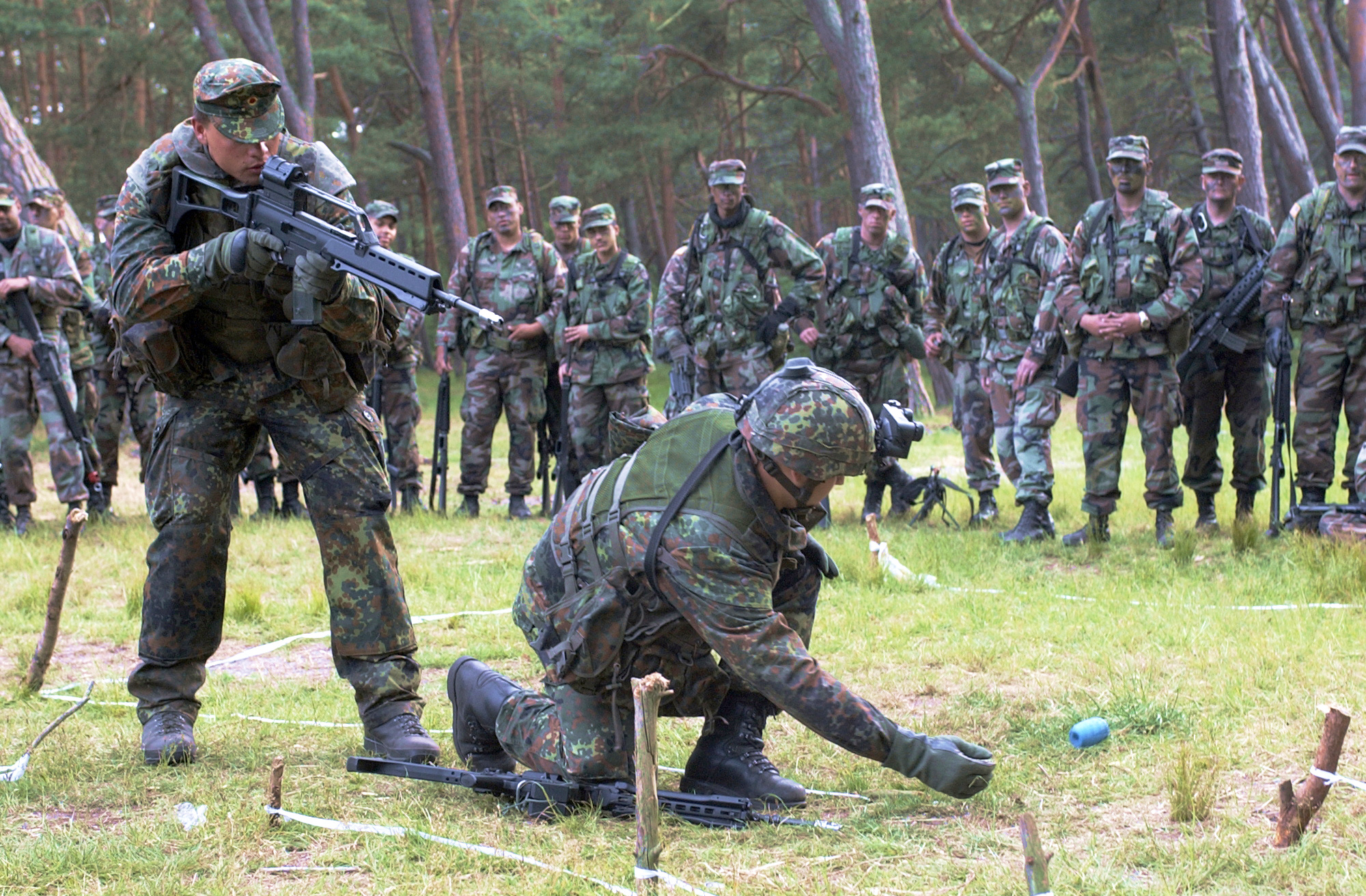
پیاده‌نظام آلمانی در حال تمرین، نیروهای آمریکایی در پس زمینه تماشا می‌کنند.
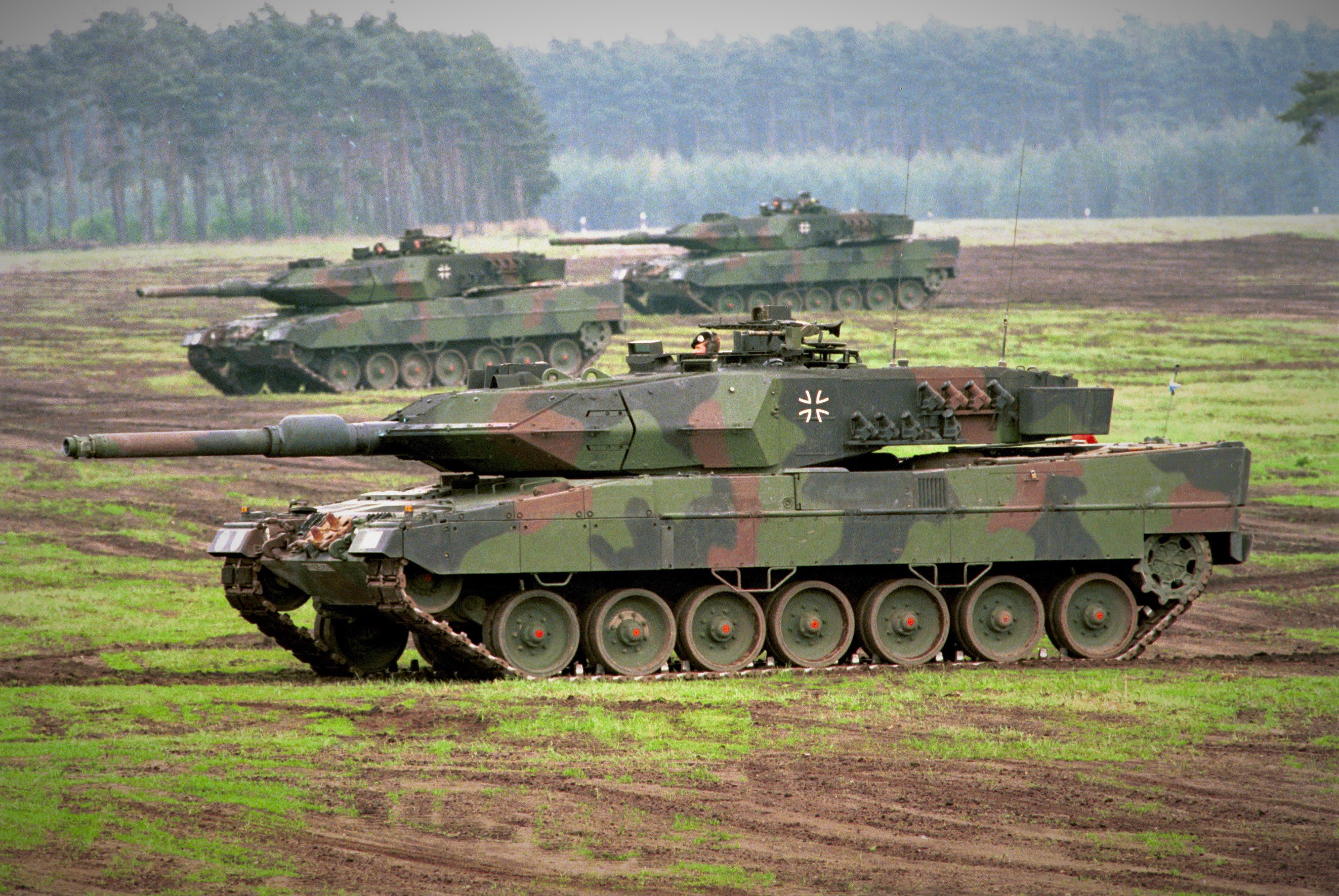
تانک لئوپارد۲

### پلیس و سرویس‌های اطلاعاتی
با توجه به فدرالیسم در آلمان، ایالت‌های فدرال مسئول امنیت داخلی جمهوری فدرال و در نتیجه به ویژه پلیس ایالتی و دفاتر تحقیقات جنایی ایالتی هستند. در داخل پلیس، تمایز بیشتری بین پلیس محافظ، پلیس ضد شورش، پلیس جنایی، واحدهای ویژه (مانند گروه ویژه یا گروه ضربت سیار) و مقامات نظارتی ایجاد می‌شود. به منظور حفظ نظم عمومی، در برخی از شهرداری‌ها توسط ادارات نظم عمومی حمایت می‌شود. با این وجود، چندین سازمان برای حفاظت از امنیت عمومی در سطح فدرال نیز وجود دارد. این به ویژه شامل پلیس فدرال (گارد مرزی فدرال سابق) می‌شود که وظایفی مانند حفاظت از مرزها، پلیس راه‌آهن و مبارزه با تروریسم را بر عهده می‌گیرد و همچنین واحد ویژه و همچنین اداره پلیس جنایی فدرال را حفظ می‌کند. از جمله موارد دیگر، جرایم خاص را دنبال می‌کند. هر دو مستقیماً تابع وزارت کشور فدرال و میهن هستند. علاوه بر این، مقامات اجرایی اداره گمرک فدرال (به عنوان مثال سرویس تحقیقات گمرکی، اداره پلیس جنایی گمرک و گروه پشتیبانی گمرک مرکزی) وجود دارند که مسئول اجرای مقررات مالی، تجاری و قانون کار هستند و به فدرال گزارش می‌دهند. وزارت امور مالی. همچنین سه سرویس اطلاعاتی فدرال در آلمان وجود دارد: آژانس اطلاعات فدرال (BND) به عنوان یک سرویس اطلاعاتی خارجی، اطلاعات غیرنظامی و نظامی سایر کشورها را جمع‌آوری و ارزیابی می‌کند. به عنوان سرویس‌های اطلاعاتی داخلی، اداره فدرال برای حفاظت از قانون اساسی (BfV)، سرویس ضد جاسوسی نظامی (MAD) برای مجموعه وزارت دفاع فدرال (BMV) و یک مقام ایالتی برای حفاظت از قانون اساسی در هر یک از ایالت‌های فدرال مسئول وظایف مربوط به حفاظت از قانون اساسی و ضد جاسوسی هستند. سرویس‌های اطلاعاتی در آلمان به دلیل الزام جدایی از اختیارات اجرای پلیس برخوردار نیستند.

### جرم و جنایت

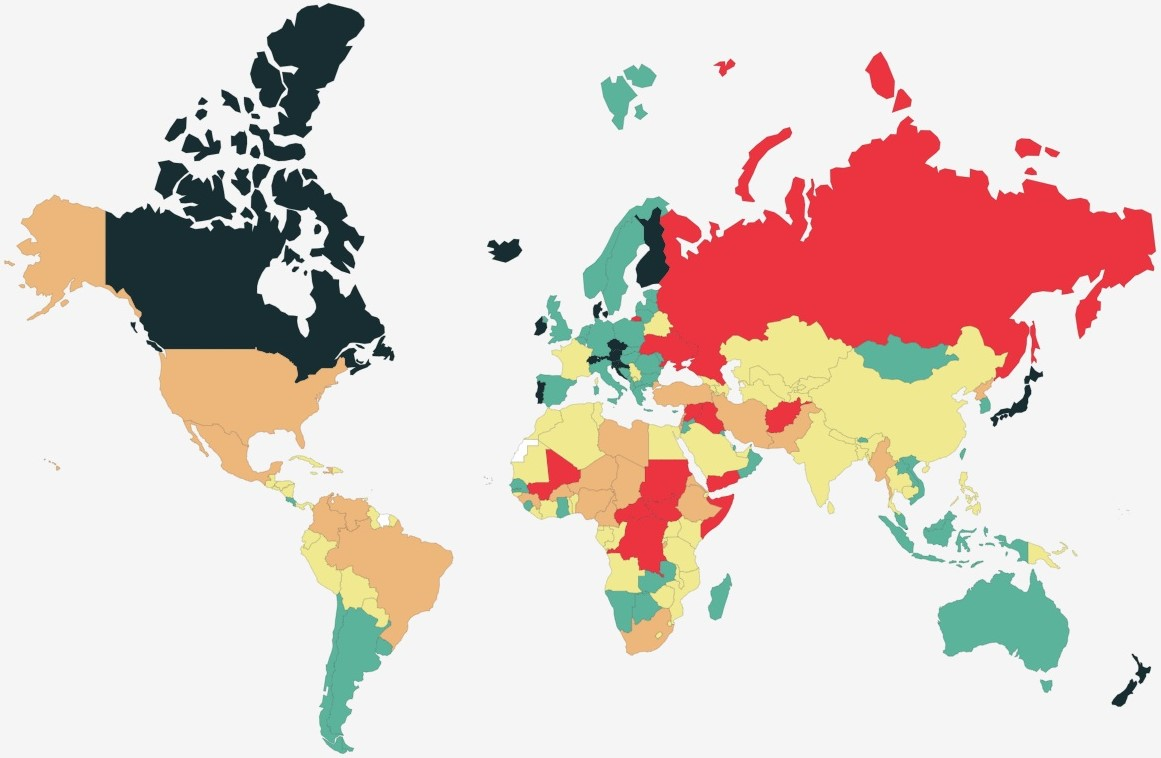
آلمان جزو ۲۰ کشور نخست در زمینه شاخص جهانی صلح

آلمان یکی از امن‌ترین کشورهای جهان است. مانند همه کشورهای مرفه جهان غرب، افزایش جرم و جنایت از اوایل دهه ۱۹۶۰ تا اوایل دهه ۱۹۹۰ و از آن زمان کاهش یافت، به ویژه در جرایم خشن و سرقت. نرخ قتل در سال به عنوان شاخصی برای مقایسه گرایش به خشونت در دوره‌های زمانی طولانی و در فواصل جغرافیایی زیاد استفاده می‌شود. آلمان در سال ۲۰۱۸ به ازای هر ۱۰۰۰۰۰ نفر ۰٫۹ مورد ابتلا داشت که با میانگین اروپای غربی مطابقت دارد. میانگین کل اروپا ۲٫۸ مورد در هر ۱۰۰۰۰۰ نفر بود، میانگین جهانی ۵٫۸ بود. کشورهای آسیای شرقی به‌طور متوسط ۰٫۵، سنگاپور تنها ۰٫۲ مورد در هر ۱۰۰۰۰۰ نفر جمعیت است. داده‌های دقیق و جامع از سال ۱۹۵۳ در آمار جنایات پلیس ثبت شده است (تا سال ۱۹۹۰ فقط برای ایالت‌های فدرال قدیمی). به‌طور کلی جرم در سال ۱۹۹۳ به اوج خود رسید. تا سال ۲۰۲۱، این میزان ۲۷ درصد کاهش یافته بود. نرخ سرقت از سال ۱۹۹۳ تا ۲۰۲۱ ۶۵ درصد کاهش یافته است. با این حال، اوج جنایات خشونت‌آمیز گزارش شده در دهه ۱۹۹۰ به دست نیامد، بلکه در سال ۲۰۰۷ بود. کاهش در اینجا ۲۵ درصد تا سال ۲۰۲۱ بود. فرض بر این است که تمایل فزاینده‌ای برای گزارش جنایات و کاهش تعداد موارد گزارش نشده، به ویژه در مورد خشونت علیه زنان وجود خواهد داشت.

### حقوق

#### منشأ

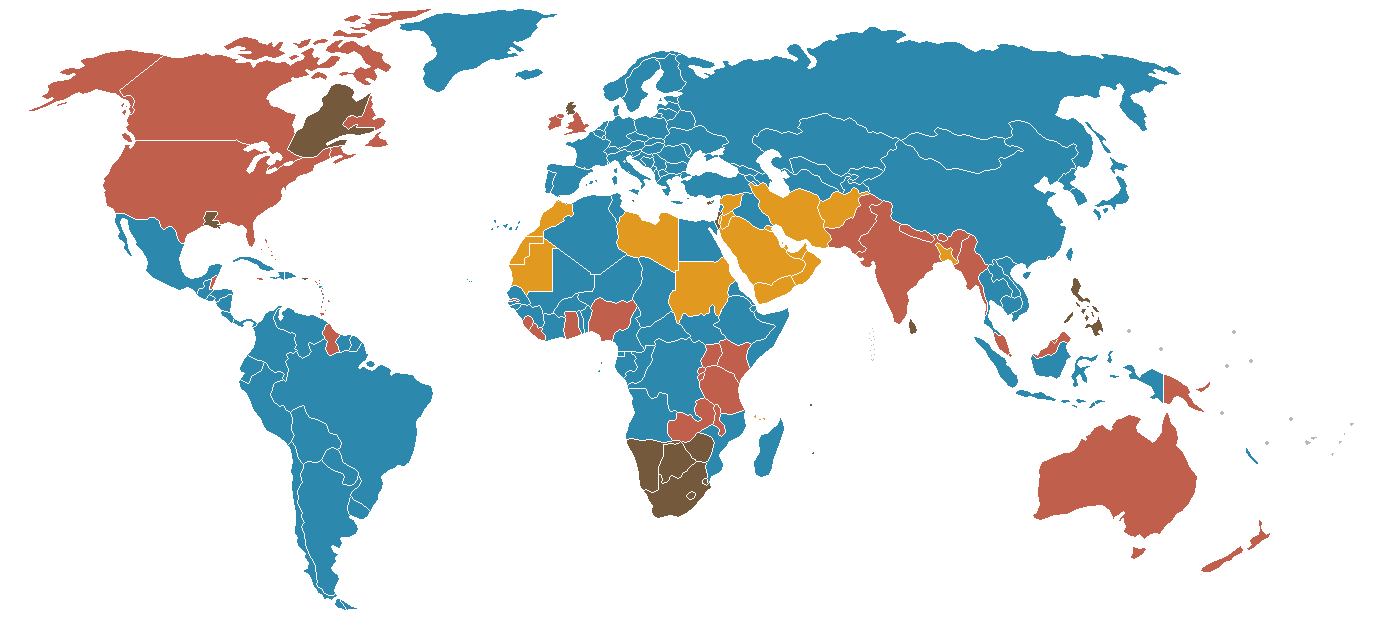
آلمان مانند بیشتر کشورهای جهان از نظام حقوقی مدنی استفاده می‌کند.

حقوق آلمان به خانواده حقوقی قاره‌ای تعلق دارد و بیشتر دوران حیات خود را بدون دستور دولت ملی آلمان توسعه داده است؛ بنابراین بر اساس قوانین آلمانی منتقل شده از لحاظ تاریخی است که به قوانین قبیله‌ای آلمانی و مجموعه‌های حقوقی قرون وسطایی مانند Sachsenspiegel و استقبال از قانون روم از قرن دوازدهم برمی گردد که به دلیل دقیق بودن و جهانی بودن آن برتر تلقی می‌شد. به استثنای چند مصوبه قانونی مانند Constitutio Criminalis Carolina در سال ۱۵۳۲، امپراتوری مقدس روم دارای حقوق خاصی بود. استانداردسازی حقوقی تنها در طول قرن نوزدهم آغاز شد و یک قانون تجاری عمومی آلمان در کنفدراسیون آلمان در سال ۱۸۶۱ و دادگاه امپراتوری در سال ۱۸۷۷ و قوانین عدالت امپراتوری در سال ۱۸۷۹، از جمله موارد دیگر، در امپراتوری آلمان معرفی شد. در سال ۱۹۰۰ قانون مدنی لازم الاجرا شد.

#### دیکتاتوری و دوران پس از جنگ
ناسیونال سوسیالیسم قانون را به عنوان وسیله‌ای برای استبداد منحرف کرد، که برای آن احکام وحشتناک دادگاه خلق، قوانین نورنبرگ و بسیاری از قوانین حقوقی دیگر وجود دارد، که فقط توسط قانون اشغال متفقین، یک منبع قانون غیر آلمانی، لغو شدند. اگرچه قانون اشغال در پنج قانون فدرال لغو شد و بیشتر مفاد آن به قوانین آلمان راه یافت، اداره دادگستری آلمان همچنان در تلاش است تا قانونی را که توسط دولت غیرقانونی ناسیونال سوسیالیست پاره شده بود، بازگرداند. برای مثال، تعریف قانون کیفری از قتل، که به دوران ناسیونال سوسیالیست بازمی‌گردد، در میان قضات آلمانی مورد مناقشه است. نسخه § ۱۷۵ که در رایش سوم تشدید شد، همچنین به آزار و اذیت گسترده همجنس‌گرایی در جمهوری فدرال انجامید. فقط در سال ۱۹۶۹ اصلاح شد و در سال ۱۹۹۴ از قانون جزا حذف شد. در جمهوری دموکراتیک آلمان، حکومت تک حزبی بود و قانون توسط حزب اتحاد سوسیالیستی آلمان (SED) اجرا می‌شد. تفکیک قوا و استقلال دادگاه‌ها که در قانون اساسی مقرر شده بود در واقعیت قانون اساسی دور زده شد. در اجرای عدالت و قانون‌گذاری، جمهوری دموکراتیک آلمان در طول دوره حیات خود تلاش کرد تا از سنت حقوقی بورژوایی که در امپراتوری آلمان پایه‌گذاری شده بود و در جمهوری فدرال ادامه داشت، فاصله بگیرد و منابع حقوقی مستقل از نظر تاریخی ایجاد کند. برخلاف جمهوری فدرال، جمهوری دموکراتیک آلمان از نظر قانونی هم هویت و هم جانشینی قانونی رایش آلمان را رد کرد. در قانون مدنی جمهوری دموکراتیک آلمان که در سال ۱۹۷۶ لازم الاجرا شد، «روابط عرضه» شهروندان در پیش زمینه بود. مسائل مربوط به مالکیت تحت نشانه روشن اقتصاد برنامه‌ریزی شده سوسیالیستی تنظیم می‌شد، با معرفی قانون مدنی، دیگر تعریفی از مالکیت وجود نداشت. به جز موارد قدیمی در اجرای عدالت، دیگر هیچ تأثیری بر قوانین کنونی آلمان ندارد. مجازات اعدام در جمهوری فدرال آلمان با ماده ۱۰۲ قانون اساسی در زمان ابلاغ در سال ۱۹۴۹ لغو شد. مجازات اعدام در جمهوری دموکراتیک آلمان، چند سال قبل از پایان آن در سال ۱۹۸۷ لغو شد.

#### در حال حاضر

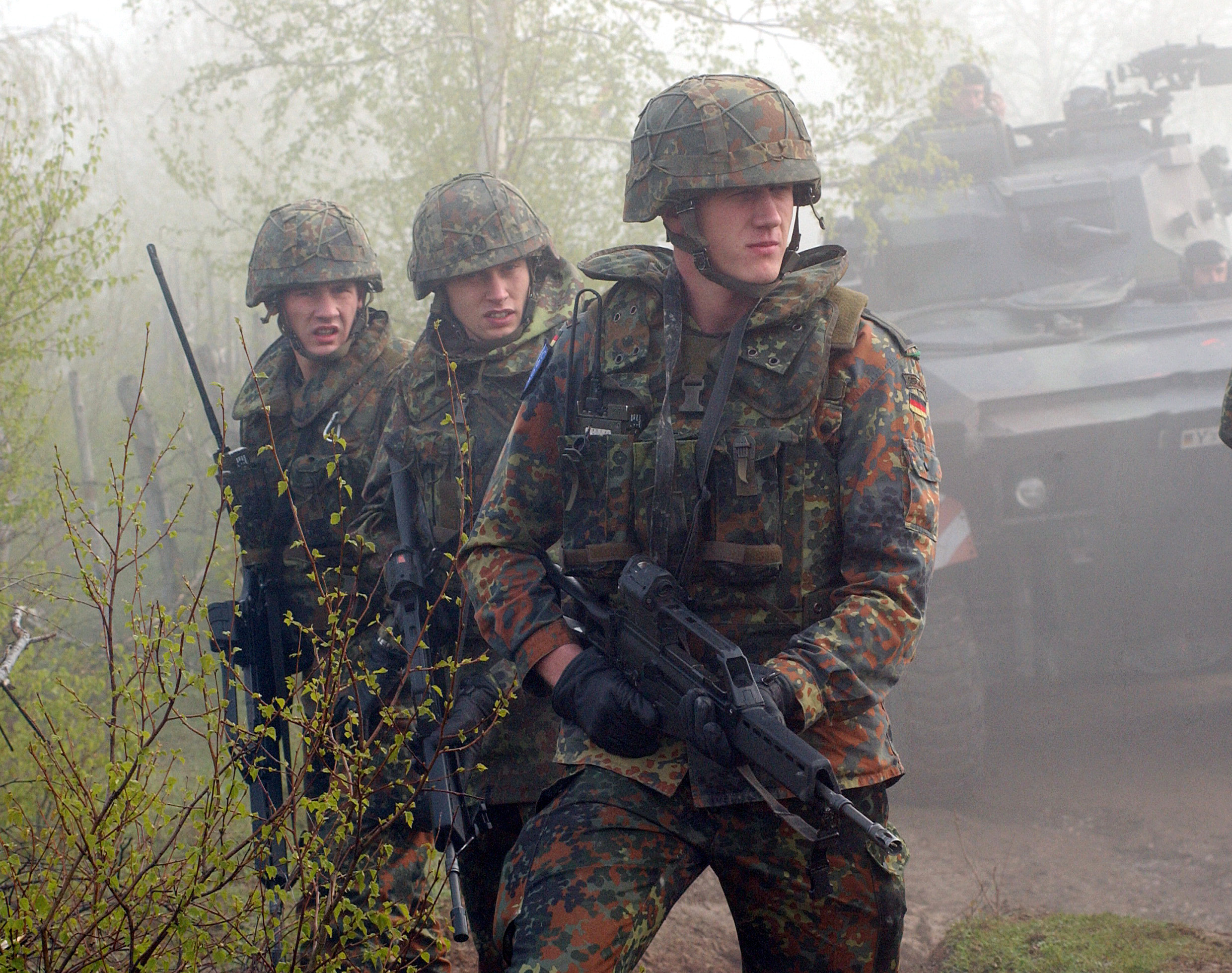
رزمایش در بوسنی و هرزگوین توسط سربازان گروه دوم پیاده‌نظام تقویت شده گروه نبرد آلمان

جمهوری فدرال آلمان خود را به عنوان یک کشور قانون اساسی می‌بیند (ماده ۲۰، ماده ۲۸ بند ۱ جمله 1 GG)، به این معنی که فعالیت دولتی فقط توسط قانون قابل توجیه است و توسط قانون محدود می‌شود؛ بنابراین، محتوای قوانین آلمان معمولاً قبل از ایجاد قانون، ابتدا حد حوزه عمل آن‌ها است. به عنوان مثال در بند ۱ قانون جزا کلیه اعمالی که در زمان ارتکاب جرم دارای مجازات قانونی نبوده‌اند از مجازات خارج می‌شوند. هر کس حقوقش توسط مقامات دولتی نقض شود حق دارد در برابر این امر در دادگاه حمایت قانونی کند (بند ۴ ماده ۱۹ قانون اساسی). قضات در اجرای عدالت مشمول هیچ دستورالعملی نیستند و از سایر اختیارات دولتی یا سیاسی مستقل هستند. آلمان دارای دادگاه‌های هیئت منصفه است که اگر انتظار مجازات خیلی زیاد نباشد، قضاوت مشترکاً توسط قضات افتخاری و قضات حرفه‌ای صادر می‌شود. محاکمه هیئت منصفه در آلمان در سال ۱۹۲۴ لغو شد. قوانین آیین دادرسی گسترده‌ای مانند قانون آیین دادرسی کیفری و قانون آیین دادرسی مدنی، روند دقیق رسیدگی دادگاه را تعیین می‌کند، بلکه روند رسیدگی قبل، خارج و بعد از دادگاه را نیز تعیین می‌کند. صلاحیت اساساً توسط دادگاه‌های ایالت‌های فدرال اعمال می‌شود: در امور مدنی و کیفری توسط دادگاه‌های ناحیه، دادگاه‌های منطقه‌ای و دادگاه‌های منطقه‌ای بالاتر (صلاحیت قضایی عادی). از نظر صلاحیت تخصصی، صلاحیت‌های کاری، اداری، اجتماعی و مالی وجود دارد. دادگاه ثبت اختراع فدرال مسئول حمایت قانونی تجاری است. دادگاه‌های فدرال عالی (ماده 95 GG) به عنوان دادگاه‌های استیناف عمل می‌کنند: دادگاه فدرال به عنوان دادگاه مدنی و کیفری عالی، دادگاه فدرال کار، دادگاه اداری فدرال، دادگاه اجتماعی فدرال و دادگاه مالی فدرال. دادگاه‌های قانون اساسی ایالت‌های فدرال و دادگاه قانون اساسی فدرال (ماده 93 GG) در مورد اختلافات قانون اساسی تصمیم می‌گیرند که تصمیمات آن‌ها می‌تواند قدرت قانون داشته باشد و بنابراین سایر دادگاه‌ها را ملزم می‌کند (به بخش ۳۱ قانون دادگاه قانون اساسی فدرال مراجعه کنید).

#### رویه قضایی قانون اساسی توسط دادگاه‌های اتحادیه اروپا
حقوق اروپا و رویه قضایی دیوان دادگستری اتحادیه اروپا (CJEU) اهمیت فزاینده‌ای پیدا می‌کنند. در نتیجه قراردادهای بلندمدت آلمان با اتحادیه اروپا و فعالیت‌های حقوقی مبتنی بر آن‌ها، قوانین آلمان به‌طور قابل توجهی تحت تأثیر قوانین اتحادیه قرار گرفته است. در دسامبر ۲۰۲۱، دیوان دادگستری اروپا (ECJ) در حکمی مبتکرانه برای کل اتحادیه اعلام کرد که قانونی که اعلام کرده می‌تواند رویه قضایی دادگاه‌های قانون اساسی کشورهای عضو را نیز نقض کند؛ بنابراین، به گفته ناظران، دیوان دادگستری اروپا نیز مدعی است که آخرین صلاحیت صلاحیت کشورهای عضو است. اینها دیگر نمی‌توانند برخلاف قوانین اتحادیه اروپا به قانون اساسی خود استناد کنند. پیش از این حکم، درگیری‌های مختلفی بین اتحادیه اروپا و کشورهای عضو آن در مورد آخرین نمونه، رویه قضایی قانون اساسی وجود داشت - از جمله رسیدگی به تخلفات (توقف) علیه آلمان به دلیل حکم دادگاه قانون اساسی فدرال این کشور در مورد نظارت مالی که در تضاد با دیوان دادگستری اروپا بود.

## اقتصاد

آلمان بخشی از اتحاد پولی منطقه یورو (کبود) است، و کشورهای کبود رنگ تنها بازارهای مالی منطقه یورو هستند.

آلمان دارای یک بازار اقتصادی اجتماعی با نیروی کار مجرب، موجودی سرمایه بزرگ، سطح پایین فساد، و سطح بالا از نوآوری است. آلمان بزرگ‌ترین اقتصاد ملی در اروپاست و هم چنین جزو چهار تولیدکننده بزرگ در سال ۲۰۰۹ است. بخش خدمات ۷۱٪ از کل تولید ناخالص داخلی، صنعت ۲۸٪ و کشاورزی ۱٪ است. به‌طور متوسط نرخ بیکاری در ماه مه در آلمان ۶٬۷٪ بوده است. عرضه نیروی کار نیز با کمبود روبرو بوده است و تعداد زیادی «کارگر مهمان» (به آلمانی Gastarbeiter) به ویژه از ترکیه و یوگسلاوی سابق به کار گرفته شده‌اند. از ۱۹۹۰ کمبود نیروی کار در غرب کشور با مهاجرت از شرق، جمهوری دموکراتیک آلمان سابق، نیز مواجه شده است. با این حال نرخ متوسط بیکاری در این کشور با افراد نیمه کار به دنبال کار تمام وقت گرفته شده است. نرخ بیکاری غیررسمی در این کشور در سال ۲۰۱۱ ۵٬۷٪ بوده است.

### تجارت خارجی و توسعه اقتصادی

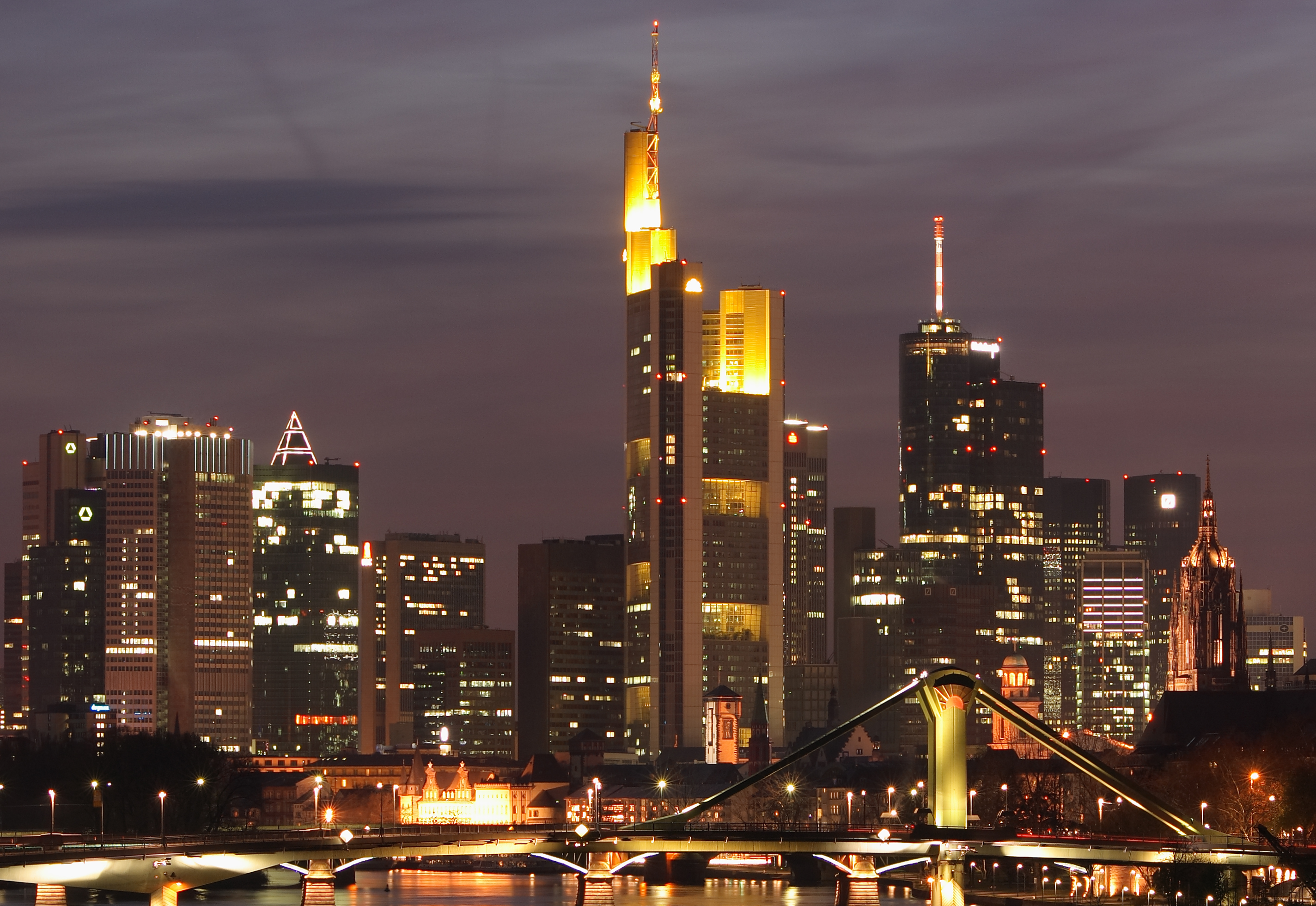
فرانکفورت یک مرکز مالی مهم و مقر بانک مرکزی اروپاست.

از سال ۱۹۸۶ تا ۱۹۸۸، و همچنین از سال‌های ۱۹۹۰ و ۲۰۰۳ تا ۲۰۰۸، اقتصاد آلمان بیش از هر کشور دیگری مازاد صادرات را به ثبت رساند («قهرمان جهانی صادرات»). در طول دهه ۲۰۱۰، آلمان سومین کشوری بود که بالاترین ارزش صادرات را در سرتاسر جهان داشت. در سال ۲۰۲۰، صادرات به ارزش کل ۱۲۰۵ میلیارد یورو رسید، ارزش واردات ۱۰۲۵ میلیارد یورو بود - مازاد تراز تجارت خارجی ۱۸۰ میلیارد یورو. مازاد حساب جاری در سال ۲۰۱۶ بالاترین میزان در جهان بود و بیش از ۷ درصد تولید اقتصادی بود که انتقادهای داخلی و خارجی را برانگیخت. مهم‌ترین شرکای تجاری (واردات و صادرات) در سال ۲۰۲۰ عبارتند از جمهوری خلق چین (۲۱۳ میلیارد یورو حجم تجارت)، هلند (۱۷۳ میلیارد یورو)، ایالات متحده (۱۷۲ میلیارد یورو)، فرانسه (۱۴۷ میلیارد یورو)، لهستان (۱۲۳ میلیارد یورو) و ایتالیا (۱۱۴ میلیارد یورو). بزرگ‌ترین بازارهای صادراتی ایالات متحده آمریکا، چین، فرانسه و هلند بودند. آلمان بیش از نیمی از تجارت خارجی خود را با کشورهای اتحادیه اروپا انجام می‌دهد. ارزش کل صادرات کالاها و خدمات ۴۷ درصد از تولید اقتصادی در سال ۲۰۱۹ را به خود اختصاص داده است که در بین اقتصادهای بزرگتر بالا است. بنابراین، این کشور به‌طور بالقوه در برابر نوسانات در تجارت جهانی آسیب‌پذیر است، حتی اگر رشد سال‌های اخیر عمدتاً مصرف‌کننده باشد.

### صنعت خودرو

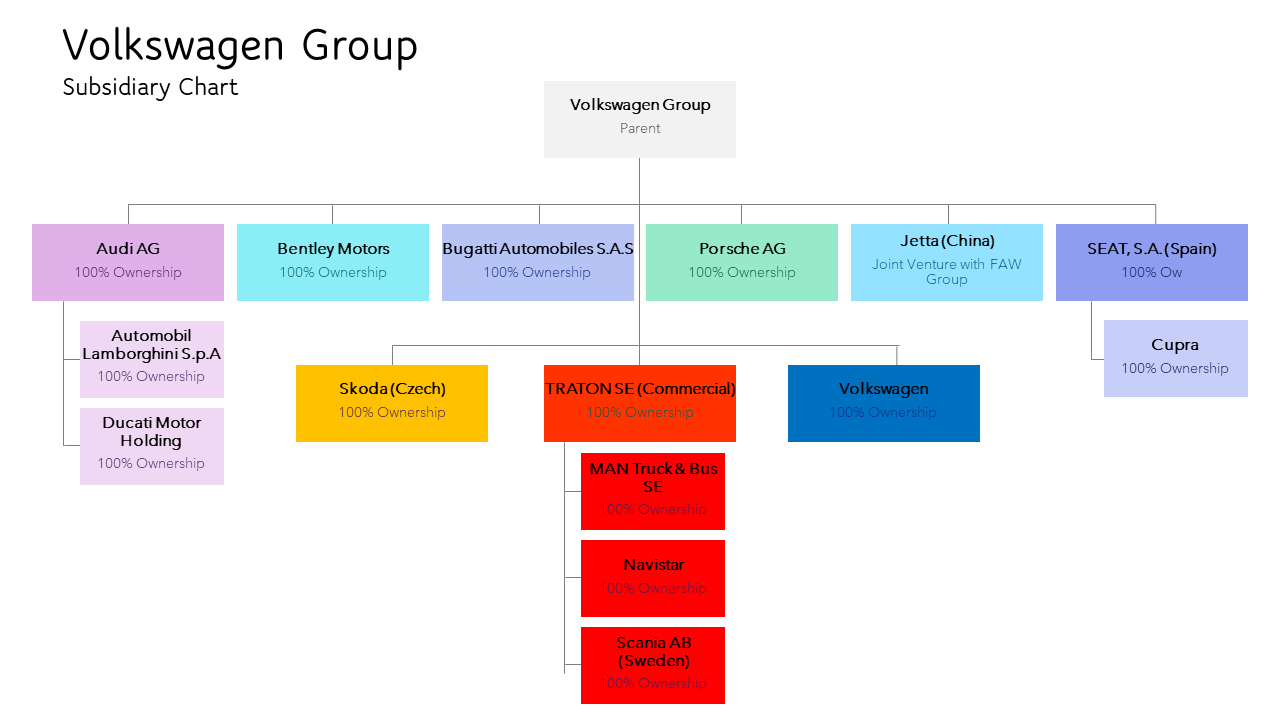
شرکت‌های تابعه از گروه فولکس‌واگن

صنعت خودروسازی در آلمان از اهمیت ویژه‌ای برخوردار است. از جمله برندهای معروف آلمانی در صنعت خودروسازی می‌توان به فولکس‌واگن، مرسدس-بنز، ب‌ام‌و، پورشه و آئودی اشاره کرد.

کشور آلمان در اتحادیه اروپا قانون تعیین می‌کند و آلمان مدافع سیاسی و اقتصادی اتحادیه اروپا است. آلمان سیاست‌های تجاری خود را به‌طور فزاینده‌ای در موافقت نامه اتحادیه اروپا تأیید می‌کند. آلمان واحد پولی مشترک اروپا، یورو را از ۱ ژانویه سال ۲۰۰۲ معرفی کرده است. سیاست‌های پولی آلمان را اعضای بانک مرکزی اروپا تعیین می‌کنند. دو دهه پس از اتحاد دو آلمان، استانداردهای زندگی و درآمد سرانه به‌طور قابل ملاحظه بالا رفته است. نوسازی و یکپارچه‌سازی اقتصاد شرق آلمان یک فرایند طولانی مدت است که تا سال ۲۰۱۹ به طول می‌انجامد، با انتقال سالانه از غرب به شرق بالغ به حدود ۸۰ میلیارد دلار برنامه‌ریزی شده است. در ژانویه ۲۰۰۹ دولت آلمان تصویب طرح محرک اقتصاد ۵۰ میلیارد یورو برای محافظت بخش‌های مختلف از رکود و متعاقب آن افزایش بیکاری است. 

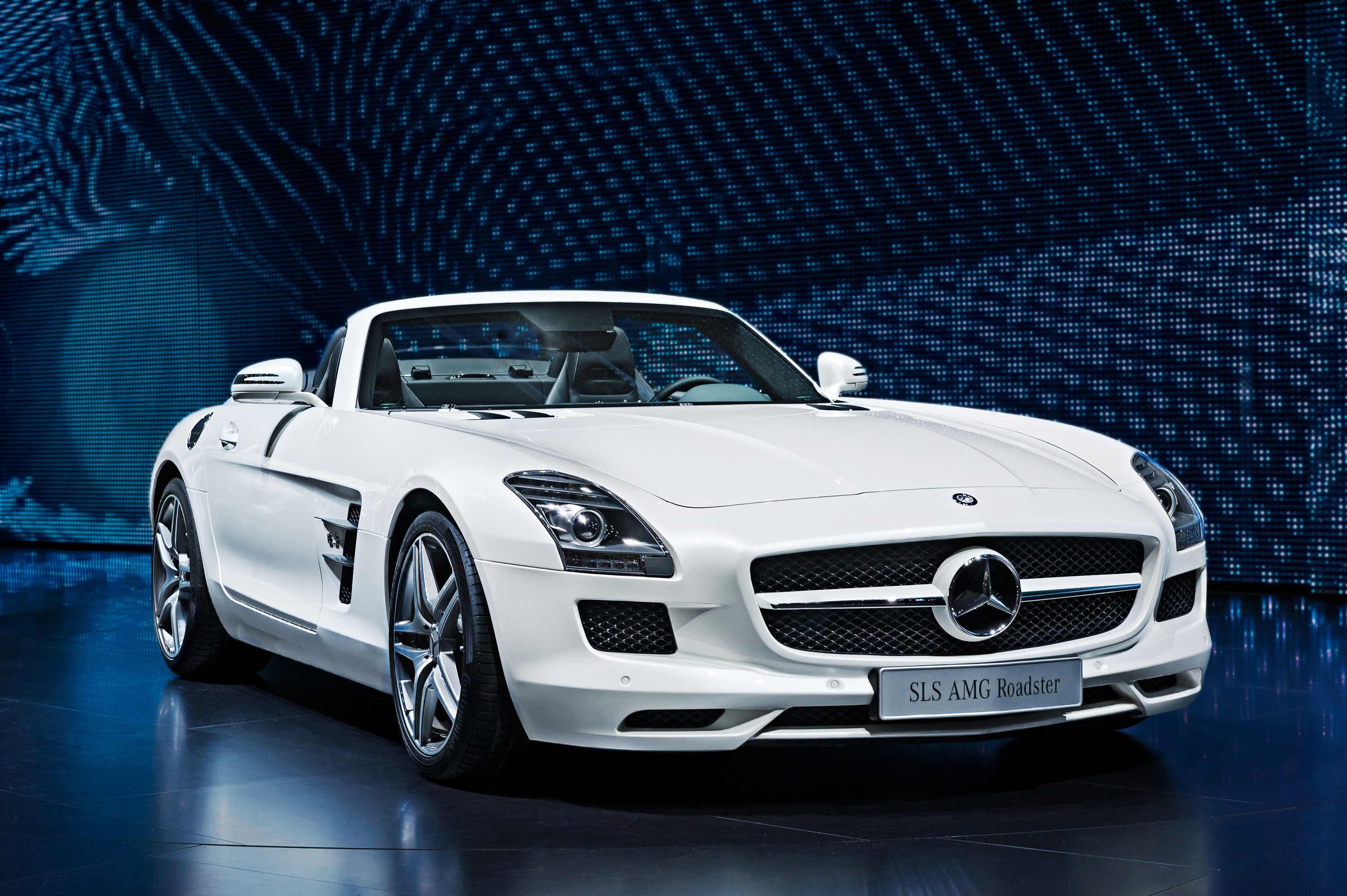
یک خودروی مرسدس بنز. آلمان صادرکننده پیشرو کالا در سال‌های ۲۰۰۳ تا ۲۰۰۸ بود.

از بین ۵۰۰ شرکت بزرگ دنیا «از لحاظ سرمایه» ۳۷تای آن‌ها در آلمان می‌باشد. ده شرکت برتر به ترتیب: دایملر، فولکس‌واگن، آلیانتس «سودده‌ترین»، زیمنس، دویچه بانک «دوم در سودده»، ا.آن، دویچه پست، دویچه تلکوم، مترو و ب‌آاس‌اف است. در این میان بیشترین تعداد کارمند برای دویچه پست و بوش است. از برندهای معروف آلمان می‌توان به مرسدس-بنز، ب‌ام‌و، آدیداس، پورشه، فولکس‌واگن و نیوآ اشاره کرد. آلمان برای شرکت‌های کوچک و متوسط تخصصی خود را به رسمیّت شناخته شده است. حدود ۱۰۰۰ عدد از این نوع شرکت‌ها، رهبران بازار جهانی در بخش خود هستند و دارای برچسب قهرمان پنهان (واضح نیست برای عموم) هستند.
این فهرست شامل بزرگ‌ترین گردش مالی در سال ۲۰۰۹ است:
| رتبه | نام            | مرکز اداری   | درآمد (میلیون یورو) | سود (میلیون یورو) | کارمندان (جهان) |
| ---- | -------------- | ------------ | ------------------- | ----------------- | --------------- |
| ۱    | گروه فولکس‌واگن | وولفسبورگ    | ۱۰۸٬۸۹۷             | ۴٬۱۲۰             | ۳۲۹٬۳۰۵         |
| ۲    | دایملر         | اشتوتگارت    | ۹۹٬۳۹۹              | ۳٬۹۸۵             | ۲۷۲٬۳۸۲         |
| ۳    | زیمنس          | مونیخ/برلین  | ۷۲٬۴۸۸              | ۳٬۸۰۶             | ۳۹۸٬۲۰۰         |
| ۴    | ا.آن           | دوسلدورف     | ۶۸٬۷۳۱              | ۷٬۲۰۴             | ۸۷٬۸۱۵          |
| ۵    | مترو           | دوسلدورف     | ۶۴٬۳۳۷              | ۸۲۵               | ۲۴۲٬۳۷۸         |
| ۶    | دویچه پست      | بن           | ۶۳٬۵۱۲              | ۱٬۳۸۹             | ۴۷۵٬۱۰۰         |
| ۷    | دویچه تلکوم    | بن           | ۶۲٬۵۱۶              | ۵۶۹               | ۲۴۱٬۴۲۶         |
| ۸    | ب آ اس اف      | لودویگسهافن  | ۵۷٬۹۵۱              | ۴٬۰۶۵             | ۹۵٬۱۷۵          |
| ۹    | ب ام و         | مونیخ        | ۵۶٬۰۱۸              | ۳٬۱۲۶             | ۱۰۷٬۵۳۹         |
| ۱۰   | تیسن‌کروپ       | اسن/دویسبورگ | ۵۱٬۷۲۳              | ۲٬۱۰۲             | ۱۹۱٬۳۵۰         |

### فناوری اطلاعات و مخابرات

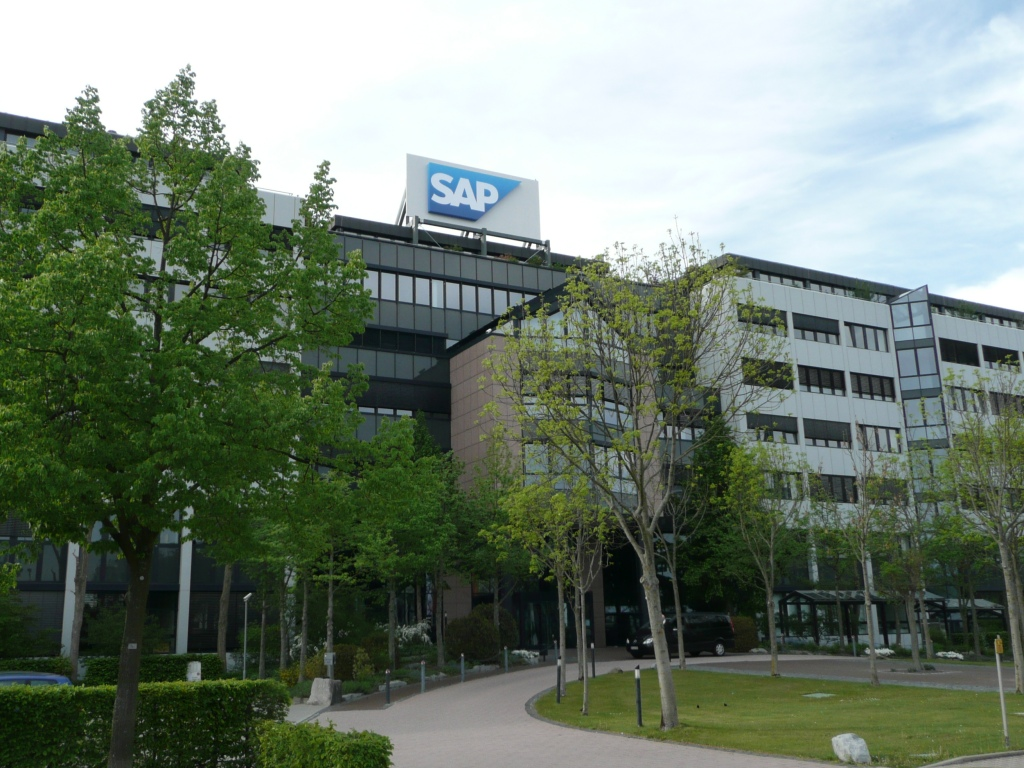
اس‌آپ شرکت نرم‌افزاری آلمانی

فناوری اطلاعات و ارتباطات (ICT) یک عامل کلیدی مکان‌یابی در نظر گرفته می‌شود. دیجیتالی شدن اقتصاد آلمان با نام انقلاب صنعتی چهارم (Industry 4.0) ترویج می‌شود. شرکت مخابراتی با بیشترین گردش مالی در آلمان دویچه تلکوم است. سافتور آگ (Software)، اس‌آپ (SAP) و داتو (Datev) از مهم‌ترین تولیدکنندگان نرم‌افزار در جهان هستند که دفتر مرکزی آن‌ها در آلمان است. در بخش سخت‌افزار، توسعه از اهمیت ویژه‌ای برخوردار است، به عنوان مثال در اینفینئون (Infineon) و اف‌تی‌اس (FTS). علاوه بر شرکت‌های تأسیس شده در بخش فناوری اطلاعات و ارتباطات، استارت آپ‌های نوآورانه و سرمایه‌گذاری‌های الکترونیکی در آلمان اهمیت بیشتری پیدا می‌کنند. در سال ۲۰۱۷، ۸۸ درصد از جمعیت به اینترنت دسترسی داشتند. حدود ۸۷ درصد توانستند به اتصال پهنای باند برگردند.

### انرژی
آلمان چهارمین تولیدکننده بزرگ انرژی اولیه در اروپا در سال ۲۰۱۰ بود و در بین تولیدکنندگان انرژی جهان در رتبه ۲۴ قرار گرفت. در سال ۲۰۱۲، مصرف انرژی اولیه در آلمان ۱۳۷۵۷ ژول (PJ) بود. بر این اساس، این کشور دومین مصرف‌کننده انرژی در اروپا و هفتمین مصرف‌کننده انرژی در جهان است. در سال ۲۰۱۲، ۱۰۵۹ شرکت مستقر در آلمان، منبع تغذیه را تضمین کردند. در سال ۲۰۱۶، انرژی‌های تجدیدپذیر ۲۹٬۲ درصد از تولید ناخالص برق، ۱۳٬۴ درصد از انرژی نهایی مورد نیاز در بخش گرمایش و ۵٬۱ درصد از سوخت را تأمین کردند. به عنوان بخشی از سیاست انرژی، برنامه‌ریزی شده است تا سهم انرژی‌های تجدیدپذیر در مصرف برق تا سال ۲۰۵۰ به ۸۰ درصد، کاهش مصرف انرژی اولیه تا ۵۰ درصد نسبت به سال ۲۰۰۸ و کاهش انتشار گازهای گلخانه‌ای ۸۰ تا ۹۵ درصد در مقایسه با ۱۹۹۰ در راستای اهداف اتحادیه اروپا تغییر کند. در مجموع، حداقل ۶۰ درصد مصرف انرژی باید تا سال ۲۰۵۰ توسط انرژی‌های تجدیدپذیر پوشش داده شود.

### گردشگری
آلمان با بیش از ۳۵ میلیون مهمان خارجی که در این کشور اقامت کردند در سال ۲۰۱۶، یکی از هفت کشور پربازدید در جهان بود. در سال ۲۰۲۳ آلمان در مقام نهمین کشور رتبه‌بندی گردشگری جهان قرار گرفت. حدود ۴۰۰۰ از ۱۱۱۱۶ شورای شهر در آلمان در انجمن‌های گردشگری سازماندهی شده‌اند. ۶۱۳۵ موزه، ۳۶۶ تئاتر، ۳۴ پارک تفریحی و ماجراجویی، ۴۵۰۰۰ زمین تنیس، ۶۴۸ زمین گلف، ۱۹۰۰۰۰ کیلومتر مسیر پیاده‌روی، ۴۰۰۰ کیلومتر مسیرهای دوچرخه سواری مسافت طولانی و مسیرهای تفریحی و موضوعی وجود دارد. گردشگری تجاری و نمایشگاه‌های صنعتی از اهمیت بالایی برخوردار است. آلمان مهم‌ترین مکان نمایشگاه بین‌المللی با چندین نمایشگاه تجاری پیشرو در جهان است. نمایشگاه بین‌المللی گردشگری برلین (ITB)، برترین نمایشگاه گردشگری جهان است. علاوه بر این، آلمان بیشترین تراکم برگزاری جشنواره‌ها را دارد.

### زیرساخت

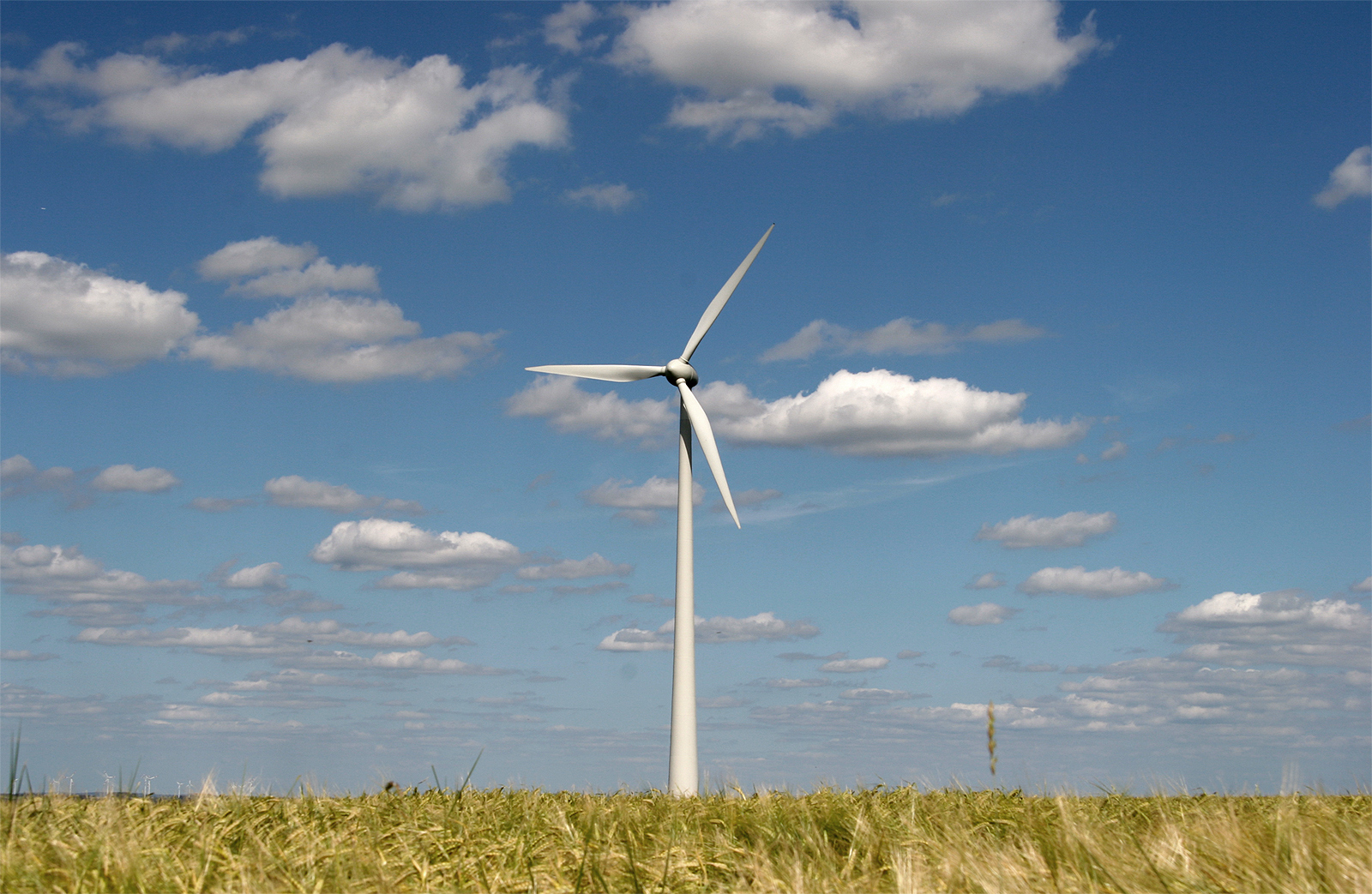
توربین بادی

آلمان چهارمین کشور جهان از نظر تولید ناخالص داخلی است و بزرگ‌ترین صادرکننده کالا (از نظر درآمد) و دومین کشور واردکننده کالا در جهان است. بر اساس آمارهای سازمان جهانی تجارت میزان صادرات آلمان در سال ۲۰۰۶میلادی ۱۳۳/۱ تریلیون دلار بود.
آلمان به‌جز زغال‌سنگ معادن نسبتاً کوچک سنگ‌آهن، بوکسیت، سنگ مس، نیکل، قلع، نقره، پتاس و نمک ذخایر طبیعی نسبتاً کمی دارد و شدیداً به واردات مواد اولیه متکی است. در آلمان صنایع زیادی فعالند، صنایعی چون الکتریکی، مکانیکی، مواد شیمیایی، منسوجات، غذایی و وسایل نقلیه. از آغاز دهه ۱۹۸۰ رشد کلانی در صنایع فناوری پیشرفته روی داده است. کارخانه‌های خودروسازی بنز، بی‌ام‌و و فولکس‌واگن محصولات خود را در تمام دنیا عرضه می‌کنند. مهم‌ترین صادرات این کشور وسایل نقلیه موتوری و وسایل الکتریکی است.
تعداد افراد شاغل در صنایع خدماتی نزدیک به دو برابر کارکنان صنعت تولیدی است. بانکداری و امور مالی از منابع مهم درآمد ارز خارجی است و شهر فرانکفورت یکی از مراکز اصلی امور مالی و تجاری در جهان و مقر بانک مرکزی اروپاست.
اتحاد دو آلمان در اکتبر ۱۹۹۰ چالش بزرگی را در پیش روی اقتصاد این کشور قرار داد. در گذشته جمهوری دموکراتیک آلمان دارای موفّق‌ترین اقتصاد در بین کشورهای عضو شورای تعاون اقتصادی کمکان بود، ولی بر حسب میزان و کیفیت تولید محصولات و سطح زندگی مردم کمتر از آلمان غربی سابق توسعه یافته بود. کیفیت زندگی در نیمه غربی آلمان همچنان بالاتر از نیمه شرقی آن است. در سال ۲۰۰۸ آلمان ششمین کشور مصرف‌کننده انرژی بود، که حدود ۶۰ درصد از انرژی اوّلیه آن از خارج وارد می‌شد. سیاست دولت آلمان ترویج حفاظت از انرژی و استفاده از انرژی‌های تجدیدپذیر است. دولت آلمان قصد دارد تا کشور از منابع تجدید شونده تا سال ۲۰۵۰ استفاده کنند. در سال ۲۰۱۰ درصد استفاده انرژی‌ها در کشور آلمان به صورت زیر بوده است: زغال‌سنگ (۲۲٬۹٪)، گاز طبیعی (۲۱٬۸٪)، انرژی هسته‌ای (۱۰٬۸)، برق آبی و باد (۱٬۵٪) و دیگر منابع تجدیدپذیر (۷٬۹٪). در سال ۲۰۰۰، دولت و صنعت برق هسته‌ای، توافق کردند برای فازی از نیروگاه‌های هسته‌ای سال ۲۰۲۱. آلمان متعهد است به پروتکل کیوتو و چند معاهدات دیگر ترویج تنوع زیستی، استانداردهای گسیل کم، بازیافت و استفاده از انرژی تجدیدپذیر و پشتیبانی از توسعه پایدار در سطح جهانی است. دولت آلمان کاهش گسترده فعّالیّت‌های انتشار و تولید گازهای گلخانه‌ای را آغاز کرده است. با این وجود این کشور بالاترین میزان انتشار گازهای گلخانه‌ای در اتحادیه اروپا تا سال ۲۰۱۰ را دارا بوده است. مطابق گزارش ACEEE، آلمان در سال ۲۰۱۴ از نظر بهره‌وری انرژی در جایگاه نخست جهان قرار داشته است.

### ترابری
آلمان با توجه به موقعیت خوب و قرارگیری در مرکز اروپا، یک مرکز ترابری برای این قاره است. شبکه جاده‌ای آلمان، استاندارد و دارای کیفیت بسیار بالایی‌است. آلمان دارای ترابری متراکم و شبکه‌ای مدرن است و در شبکه بزرگراهی و اتوبانی از نظر مقدار و طول رتبه سوم در جهان را داراست. همچنین شبکه راه‌های این کشور به‌خاطر نبود محدودیت سرعت در بین مردم جهان شناخته شده است. همچنین جاده‌های این کشور به‌طور پیوسته تعمیر و نگهداری می‌شوند.
این کشور دارای قطار تندرو است؛ آلمان یک شبکه چند منظوره قطارهای سرعت بالا ایجاد کرده است. شبکه اینترسیتی-اکسپرس (ICE Deutsche Bahn) در شهرهای بزرگ آلمان و همچنین در کشورهای همسایه با سرعت ۳۰۰ کیلومتر / ساعت (۱۹۰ مایل در ساعت) در خدمت عموم مردم می‌باشد. راه‌آهن آلمان از دولت یارانه دریافت می‌کند و در سال ۲۰۱۴ ۱۷٬۰ میلیارد یورو دریافت کرد.
بزرگ‌ترین فرودگاه آلمان فرودگاه فرانکفورت است که سومین فرودگاه بزرگ اروپا و مرکز اصلی فعالیت لوفت‌هانزا می‌باشد. عمده فرودگاه‌های دیگر عبارتند از فرودگاه هامبورگ، فرودگاه کلن/بن، و فرودگاه اشتوتگارت.

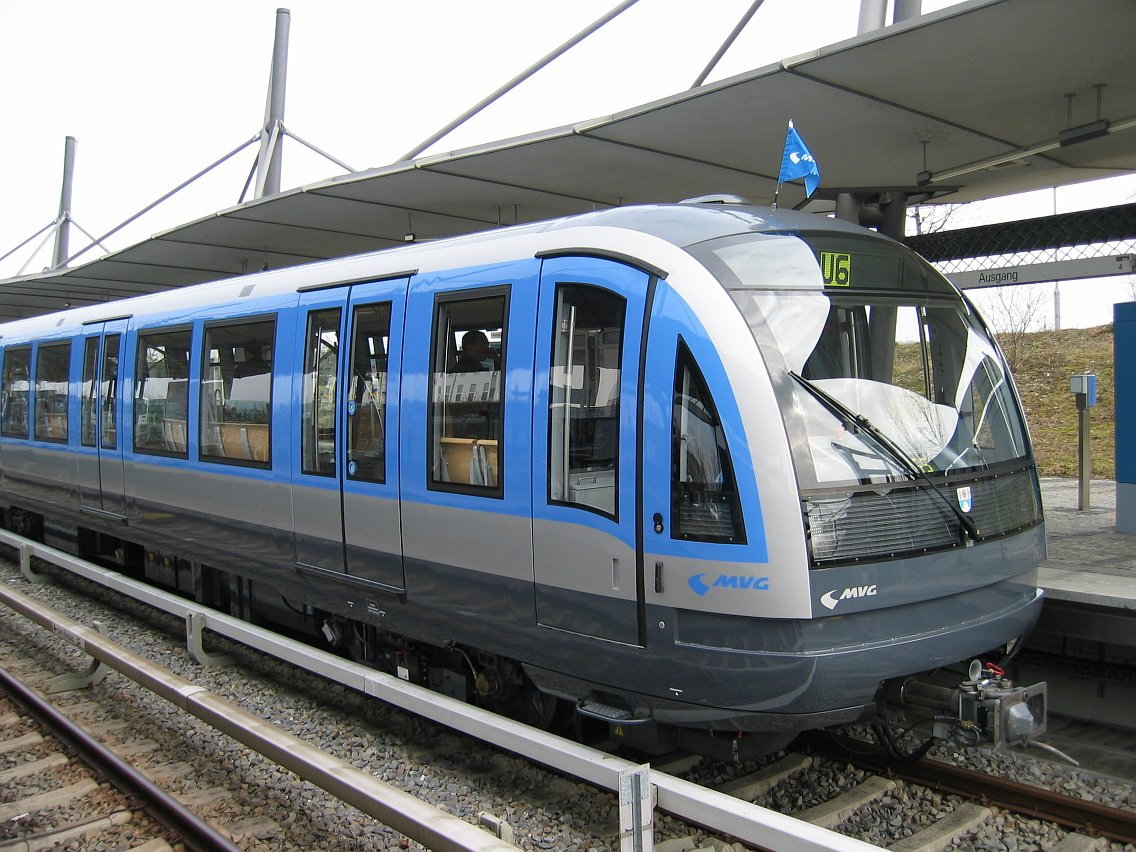
متروی مونیخ
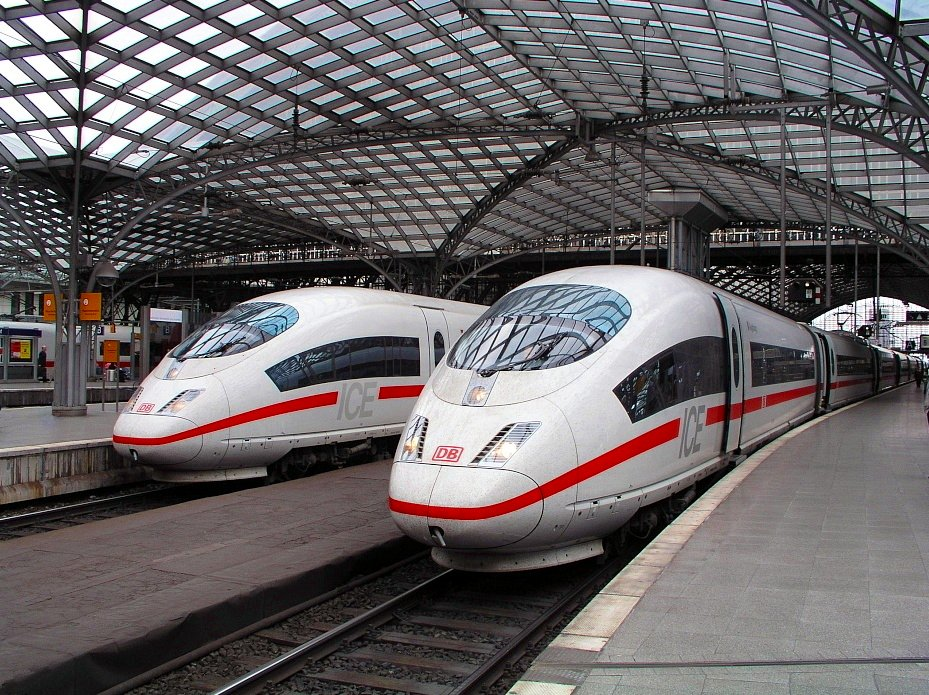
"ICE 3" در ایستگاه راه‌آهن شهر کلن
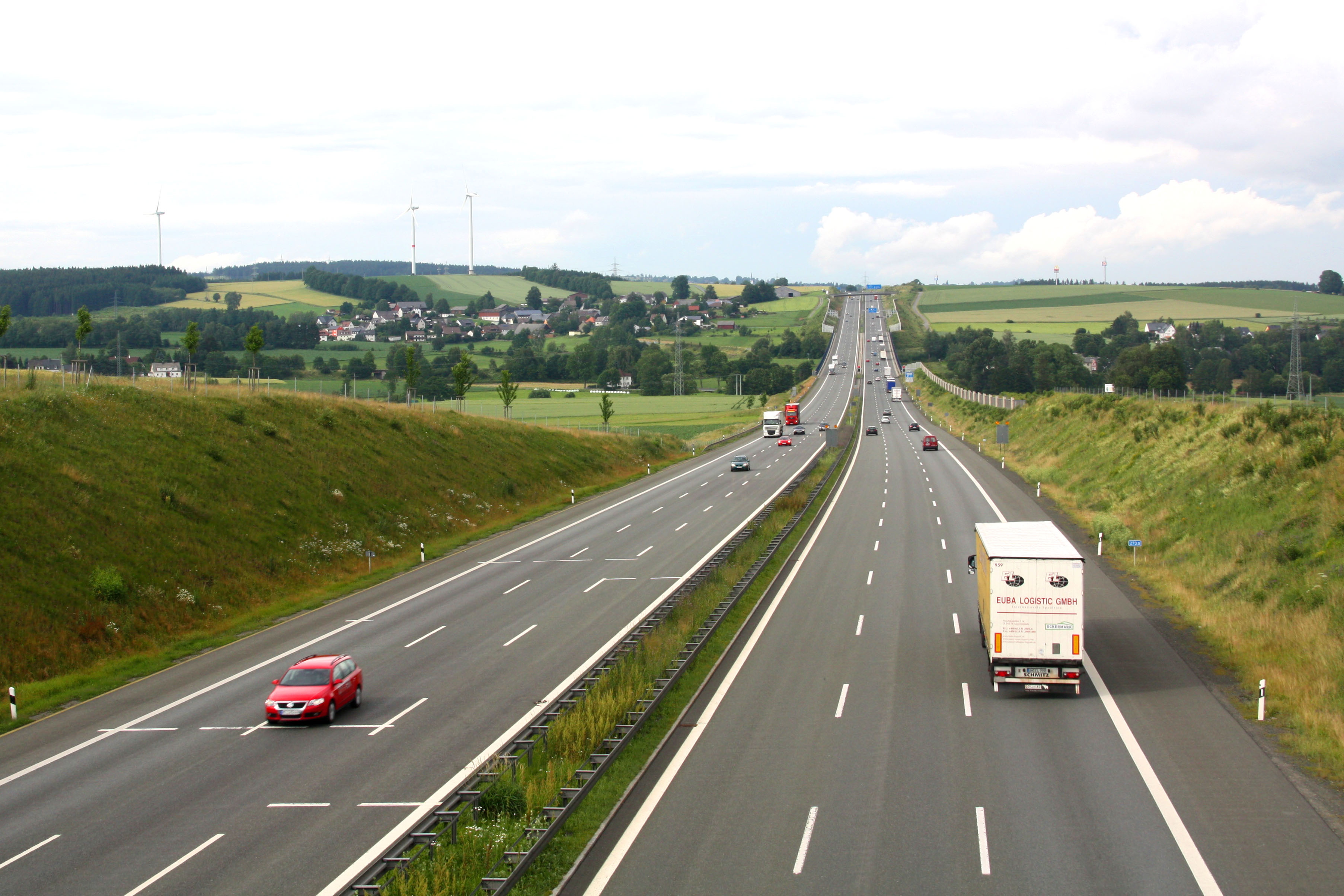
یک آزادراه سه‌خطه
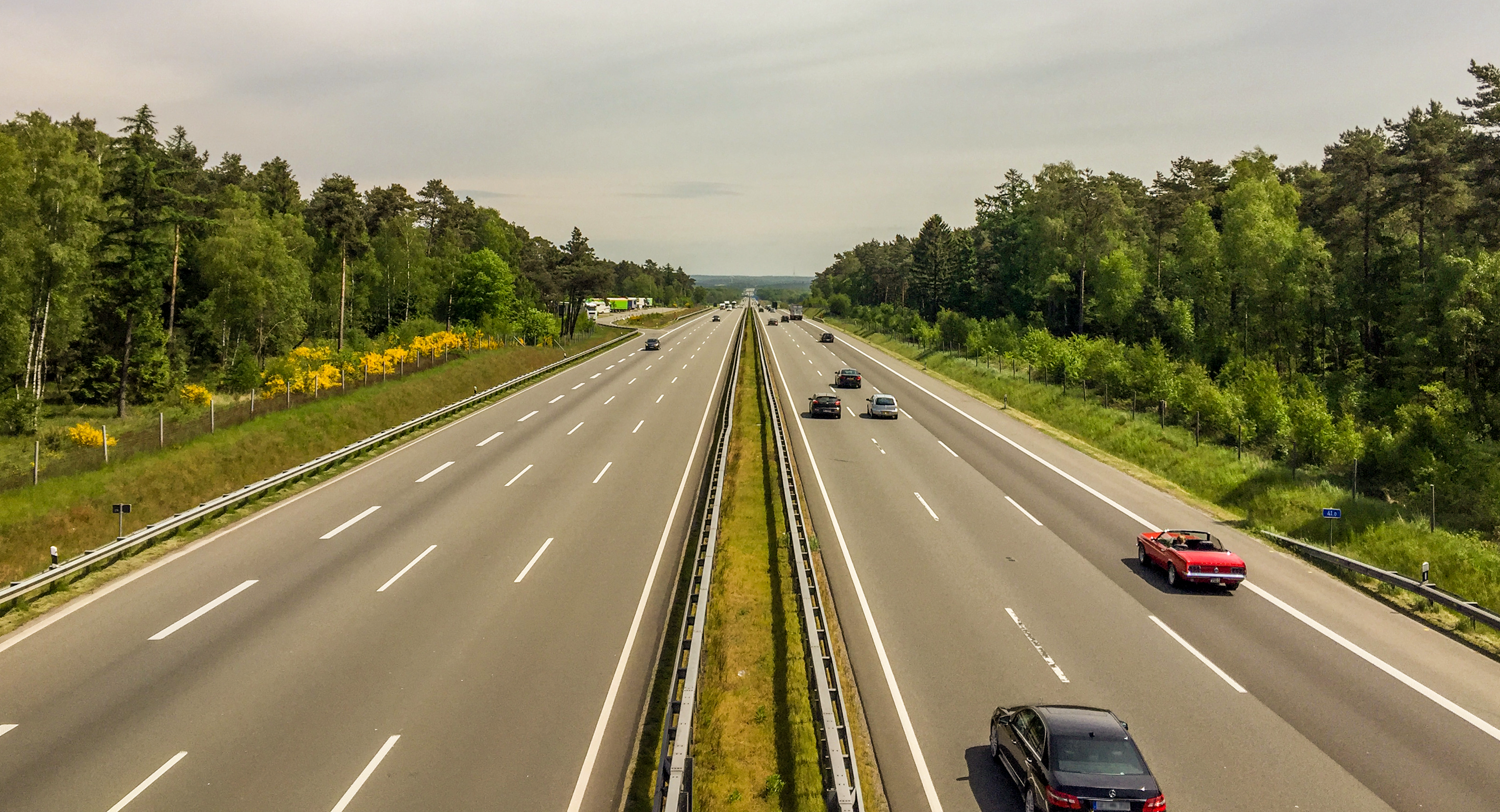
یک بزرگ‌راه در آلمان
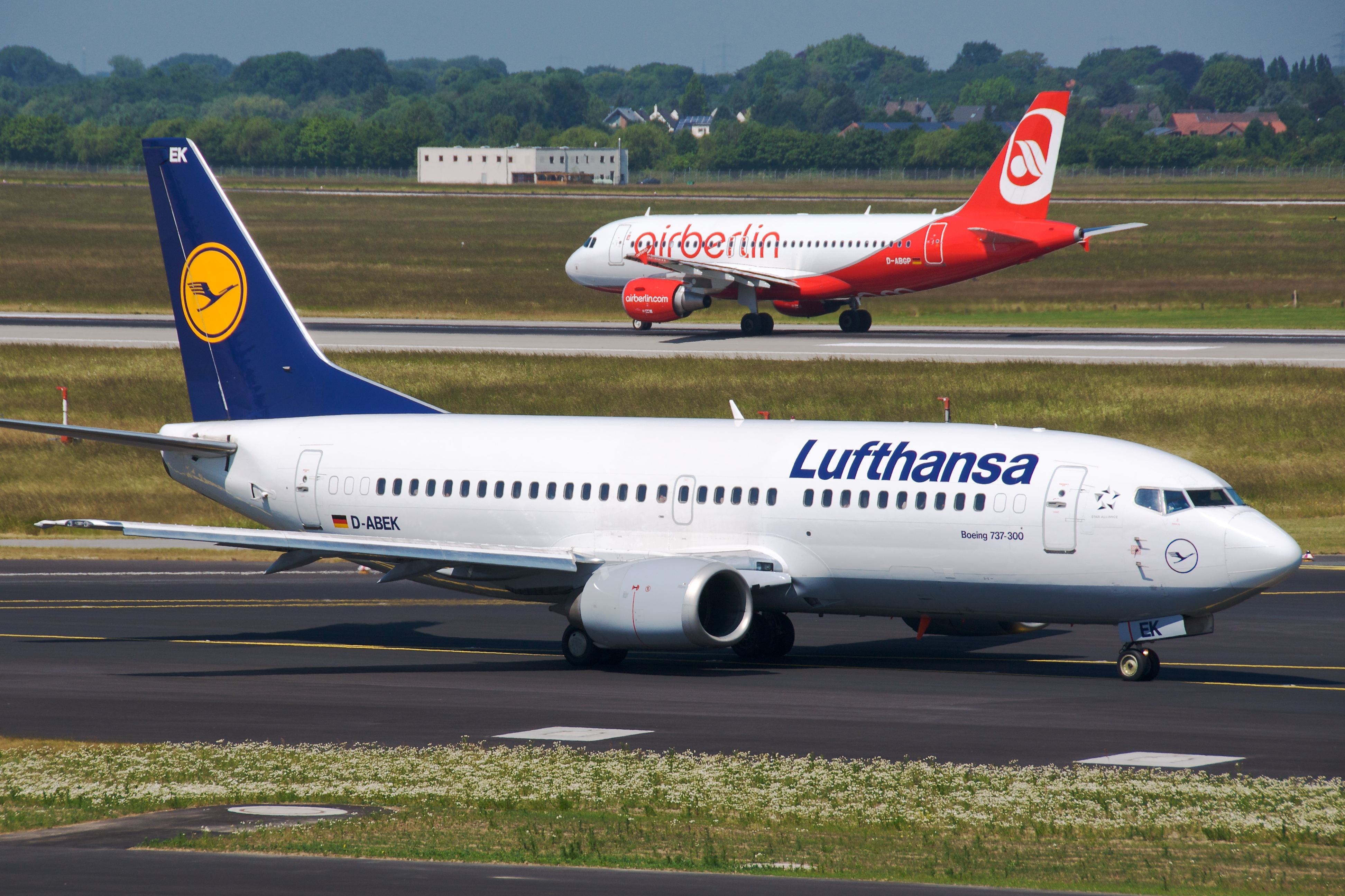
هواپیمایی لوفت‌هانزا و ایر برلین

### علم و فناوری

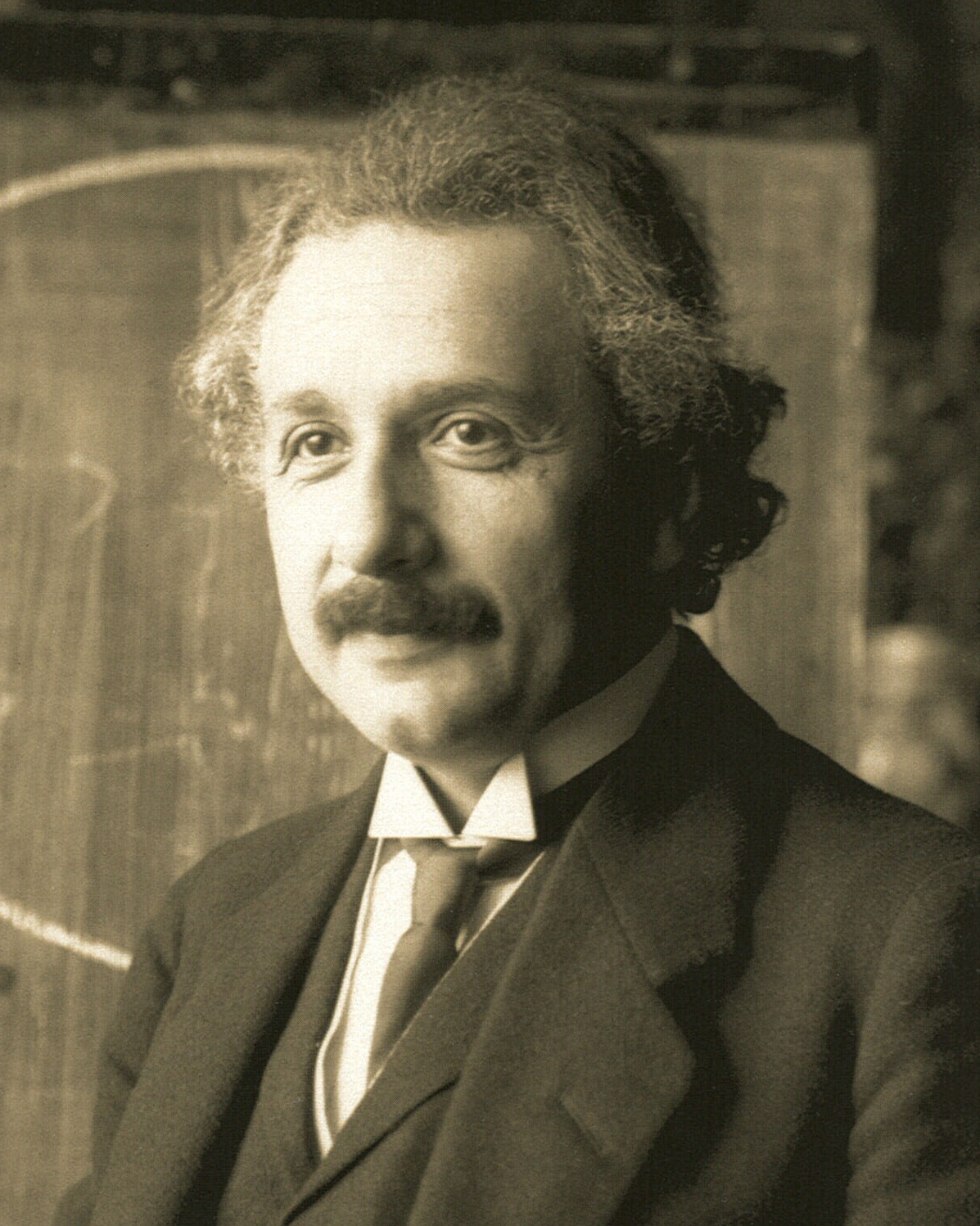
آلبرت اینشتین

دستاوردهای آلمان در زمینه علم بسیار مهم و چشمگیر بوده است به‌طوری‌که اساس اقتصاد کشور را بنا کرده است. جایزه نوبل تا سال ۲۰۱۰ به ۱۰۳ آلمانی رسیده است که پس از آمریکا و بریتانیا در رده سوم برندگان قرار دارد. دانشمندان آلمانی موفق به دریافت جوایز متعددی شده‌اند که این جوایز بیشتر در زمینهٔ پزشکی، فیزیک و شیمی هستند.
در نجوم یوهانس کپلر با کشف قوانین سه‌گانه کپلر علم نجوم را متحول کرد. آلبرت انیشتین و ماکس پلانک پایه‌گذاران فیزیک نسبیت و فیزیک کوانتوم هستند که این دو زمینه بعدها توسط دو آلمانی دیگر به نام‌های ورنر هایزنبرگ و ماکس بورن پیشرفت کرد. ویلهلم رونتگن موفق به کشف اشعه ایکس شد و نخستین کسی بود که جایزه نوبل فیزیک را در سال ۱۹۰۱ به دست آورد. اتو هان به عنوان پیشگام در پرتوزایی در سال ۱۹۳۸ موفق به کشف شکاف هسته‌ای شد. در زیست‌شناسی، رابرت کخ و فردیناند کوهن میکروبیولوژی را توسعه دادند. تعداد بیشماری از درخشان‌ترین ریاضی‌دانان تاریخ مانند کارل فریدریش گاوس، داویت هیلبرت، برنهارت ریمان ،گوتفرید لایبنیتس و فلیکس کلاین در آلمان متولد شده‌اند.
مخترعان و مهندسانی مانند هانس گایگر، رودولف دیزل و کارل بنز خدمات مهمی به صنعت خودروسازی داشته‌اند یا کنراد تسوزه که مخترع نخستین رایانه دیجیتال الکترومکانیکی است. ورنر فون براون موفق به ساخت اولین وی-۲ موشک بالستیک فضاپیما شد که بعدها نظریات او در ناسا برای پروژه سفر به ماه استفاده شد.
کارهای ارزشمند هاینریش هرتز کاشف تابش الکترومغناطیسی نیز از خدمات بی‌مانند دانشمندان آلمانی در زمینه مهندسی برق بوده است که به اختراع رادیو انجامید.
در حال حاضر، انجمن فیزیک آلمان بزرگ‌ترین انجمن فیزیک در دنیاست و مرکز پژوهش دسی که بزرگ‌ترین و پیچیده‌ترین شتاب‌دهنده دنیا در زمان تأسیس خود بود در هامبورگ، آلمان قرار دارند.

## مردم‌نگاری

### سلامت
تاریخچه سیستم مراقبت‌های بهداشتی آلمان که به نام محلی «مراقبت‌های بهداشتی» مشهور است، به دوران قرون وسطی بازمی‌گردد و امروزه آلمان دارای قدیمی‌ترین سیستم مراقبت بهداشتی جهان است. این سیستم طبق قانون بیشترین تلاش را برای سلامت شهروندان و افراد آلمانی انجام خواهد داد. در سال ۲۰۱۴، آلمان ۱۱٬۳ درصد تولید ناخالص داخلی خود را در راه مراقبت‌های بهداشتی صرف کرد؛ آلمان در جهان با امید به زندگی ۷۹ ساله برای مردان و ۸۴ سال برای زنان رتبه ۲۷ دارد و میزان مرگ و میر نوزادان بسیار پایین است (۴ در هزار تولد زنده). همچنین هر شهروند آلمانی موظف به داشتن نوعی بیمه است.

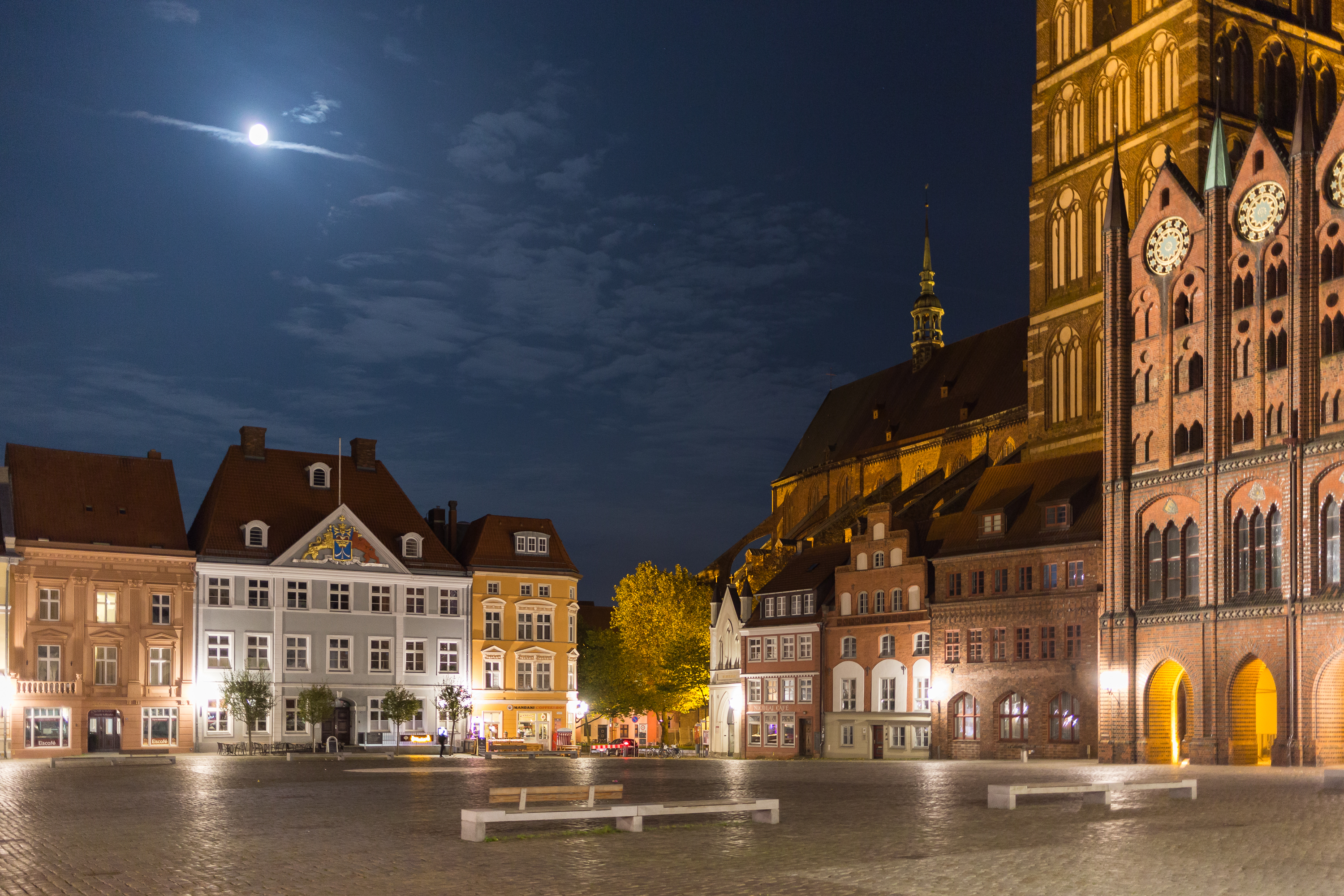
شهر قدیمی اشترالزوند

### گردشگری
آلمان نهمین کشور پربازدید جهان است که در طول سال ۲۰۱۷ در مجموع ۳۷/۴ میلیون نفر بازدیدکننده داشته است. برلین سومین شهر پرجمعیت اروپا است. علاوه بر این، بیش از ۳۰ درصد از آلمانی‌ها تعطیلات خود را در کشور خود می‌گذرانند. گردشگری در آلمان برای این کشور عامل نخست پیشرفت اقتصادی نیست اما با این حال کمک زیادی به اقتصاد محلی و ملّی کشور کرده است. همچنین آلمان به خاطر مسیرهای گوناگون توریستی آن، مانند مسیر جاده رمانتیک، مسیر شراب و جاده دژها شناخته شده است.

### ورزش

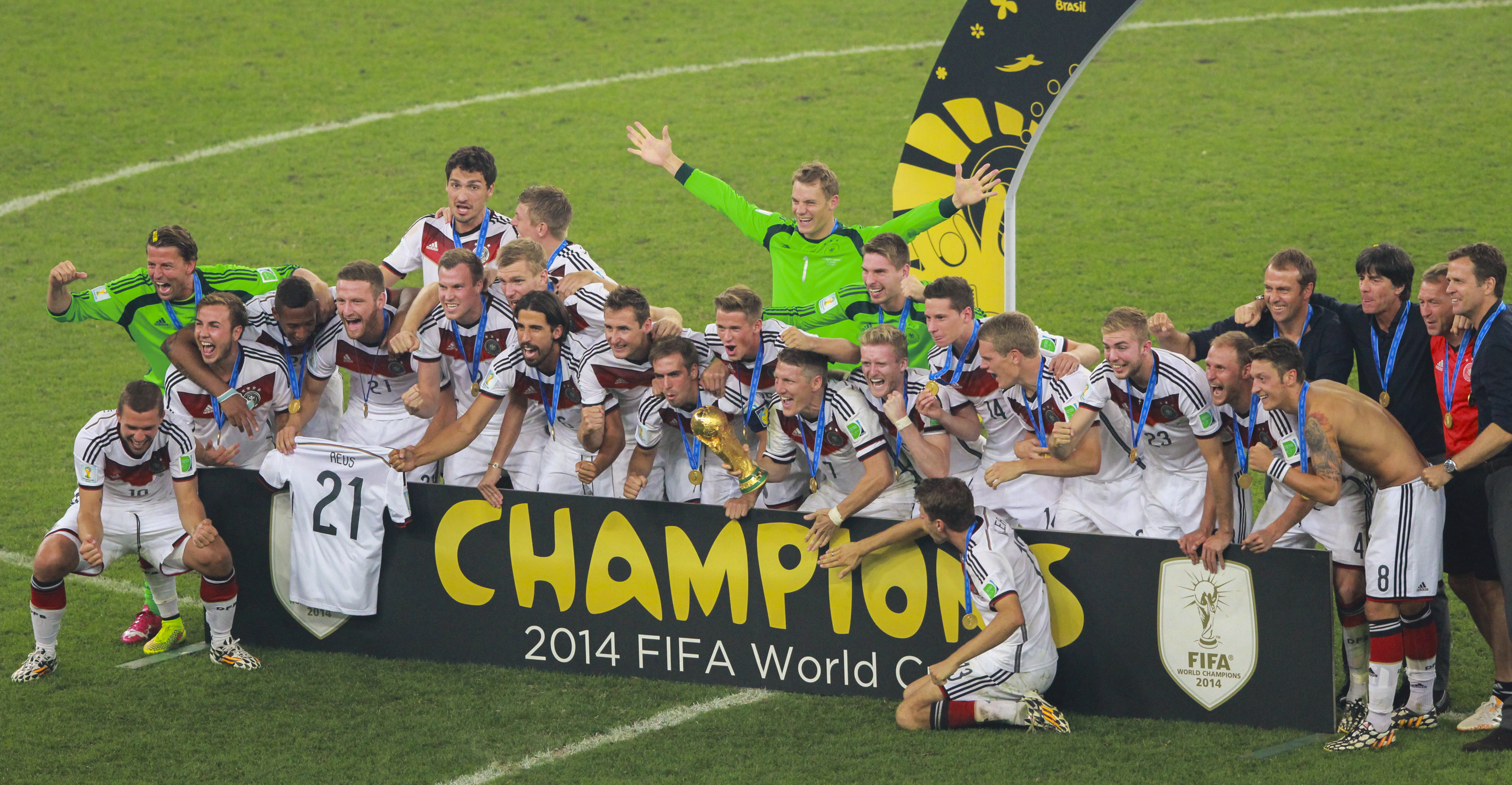
تیم ملی فوتبال آلمان پس از چهارمین قهرمانی در جام جهانی فوتبال در سال ۲۰۱۴. فوتبال محبوب‌ترین ورزش در آلمان است.

تیم ملی فوتبال این کشور ۴ بار قهرمان جام جهانی شده و چهار بار در این مسابقات به مقام دوم دست یافته است. آلمان همچنین ۳ بار قهرمان اروپا شده و تنها دروازه‌بان تاریخ که توپ طلای بهترین بازیکن رقابت‌های جام جهانی (۲۰۰۲) را گرفته الیور کان از آلمان بوده است. لقب از اسارت تا قهرمان مربوط به فریتز والتر، فوتبالیست افسانه‌ای این کشور بود.
بایرن مونیخ و بروسیا دورتموند از دو تیم مشهور این کشور در سطح جهانی هستند که طی سالیانی است که در رقابت‌های معتبر بوندسلیگا، جام حذفی آلمان، سوپر جام فوتبال آلمان و نیز در آخرین بار در قالب رقابت‌های لیگ قهرمانان اروپا به مصاف هم رفته‌اند. از دیدار این دو تیم به نام کلاسیک آلمان یا دِر کلاسیکر یاد می‌شود.
همچنین آلمان یکی از موفق‌ترین کشورها در اتومبیل رانی است. موفق‌ترین تیم مرسدس بنز آ ام گ پتروناس با ۶ قهرمانی در فرمول یک. موفق‌ترین راننده در مسابقات فرمول یک، میشائیل شوماخر با ۷ قهرمانی. سباستین فتل با ۴ قهرمانی و نیکو روزبرگ با ۱ قهرمانی.

### هرم جمعیتی
۴۱ میلیون از جمعیت آلمان را زنان و ۳۹ میلیون باقی‌مانده را مردان تشکیل می‌دهند. حدود ۱۸ میلیون ازدواج در آلمان ثبت شده است. جمعیت زیر ۱۸ ساله‌های آلمان حدود ۱۵٬۷٪ کل جمعیت را تشکیل می‌دهد. ۱۴٬۱٪ جامعهٔ آلمان ۱۸–۲۹ سال سن دارند. ۲۸٬۲٪ جمعیت ۳۰–۴۹ ساله هستند. ۵۰–۶۴ ساله‌های این کشور ۲۰٬۸٪ جامعه را تشکیل می‌دهند و ۲۱٬۲٪ درصد جمعیت نیز بالای ۶۵ سال سن دارند.
میانگین سنی ۴۵/۷ سال است. امید به زندگی برای مردان ۷۹/۶ و برای زنان ۸۴/۱ سال می‌باشد.
| مردان     | سن    | زنان      |
| --------- | ----- | --------- |
| ۲٬۷۷۵٬۱۴۰ | +۷۵   | ۴٬۷۰۰٬۹۹۰ |
| ۴٬۲۴۹٬۴۶۰ | ۶۵–۷۴ | ۴٬۷۹۱٬۸۶۰ |
| ۸٬۰۸۴٬۷۹۰ | ۵۰–۶۴ | ۸٬۲۴۸٬۲۹۰ |
| ۶٬۷۵۲٬۹۰۰ | ۴۰–۴۹ | ۶٬۵۹۲٬۳۹۰ |
| ۴٬۷۶۵٬۲۸۰ | ۳۰–۳۹ | ۴٬۷۲۸٬۳۱۰ |
| ۲٬۴۲۷٬۴۰۰ | ۲۵–۲۹ | ۲٬۳۸۷٬۷۵۰ |
| ۳٬۳۶۳٬۸۶۰ | ۱۸–۲۴ | ۳٬۲۱۲٬۶۹۰ |
| ۱٬۲۰۹٬۷۴۰ | ۱۵–۱۷ | ۱٬۱۴۸٬۲۷۰ |
| ۳٬۴۷۴٬۶۳۰ | ۶–۱۴  | ۳٬۳۰۲٬۵۰۰ |
| ۱٬۰۳۶٬۱۵۰ | ۳–۵   | ۹۸۴٬۳۵۰   |
| ۱٬۰۱۴٬۲۱۰ | ۰–۳   | ۹۶۸٬۷۴۰   |

### دین
دین در آلمان (۲۰۱۹)

### مد و طراحی

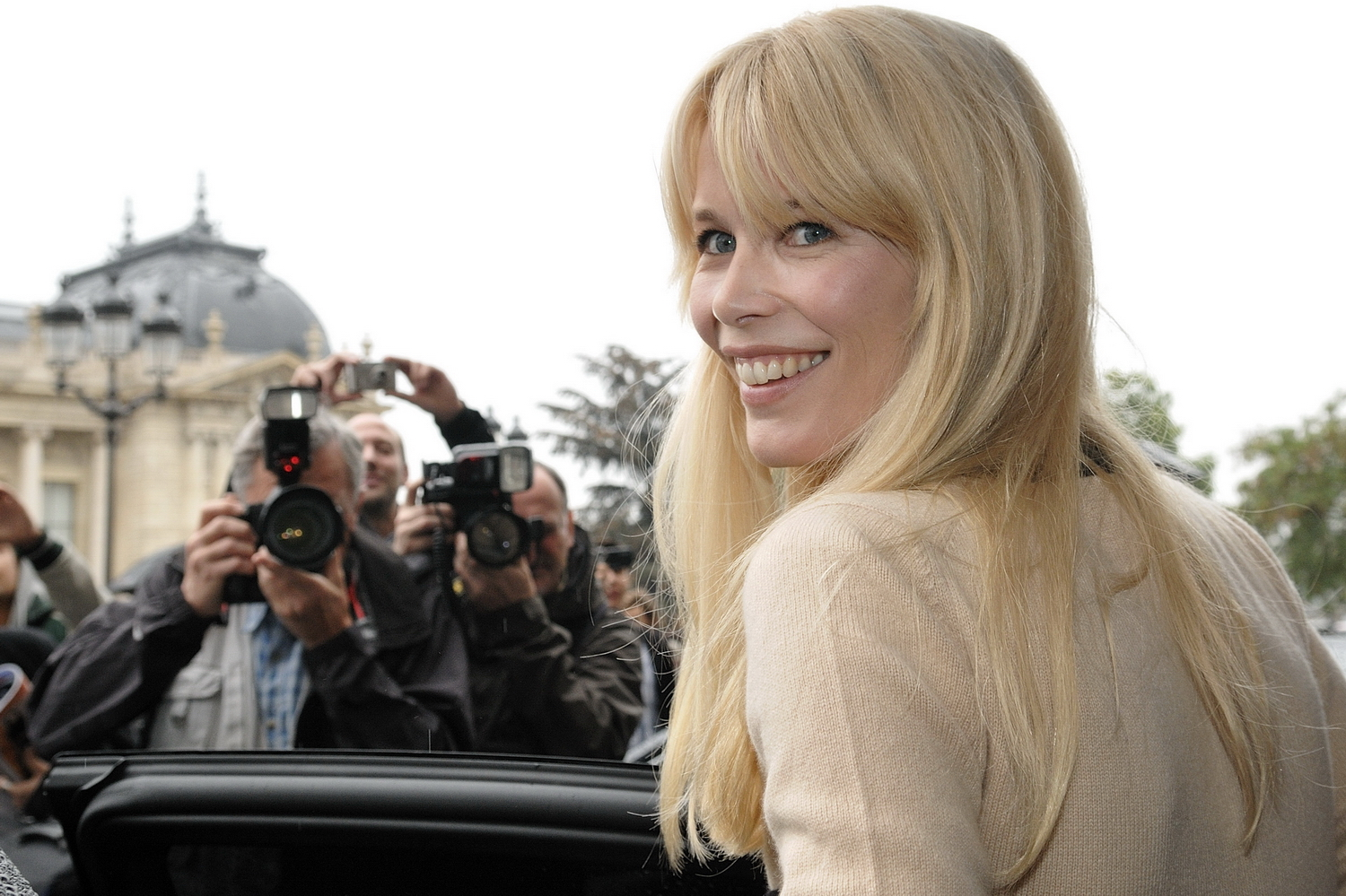
کلودیا شیفر، سوپرمدل آلمانی

آلمان کشوری پیشرفته در صنعت مد است. صنعت نساجی آلمان شامل حدود ۱۳۰۰ شرکت با بیش از ۱۳۰٬۰۰۰ کارمند در سال ۲۰۱۰ دارا بود که درآمد ۲۸ میلیارد یورویی را به‌دست‌آورد. تقریباً ۴۴ درصد از محصولات این بخش صنعتی آلمان صادر می‌شود. در این کشور رویدادهای مد و طراحی پوشاک به‌صورت سالانه برگزار می‌شوند.
طراحان مشهور آلمانی عبارتند از: کارل لاگرفلد، جیل ساندر، ولفگانگ جوپ، فیلیپ پلین و مایکل میالسکی. شرکت‌هایی نظیر آدیداس و پوما نیز نشان‌گر موفقیت آلمان در این زمینه می‌باشند. همچنین مدل‌های سرشناس آلمانی از جمله کلودیا شیفر، هایدی کلوم، تاتیانا پاتیتس، نادیا آورمان، شرمینه شهریور، تونی گارن و بسیاری دیگر را که به شهرت جهانی رسیده‌اند می‌توان نام برد.

### شرایط همجنس‌گرایان

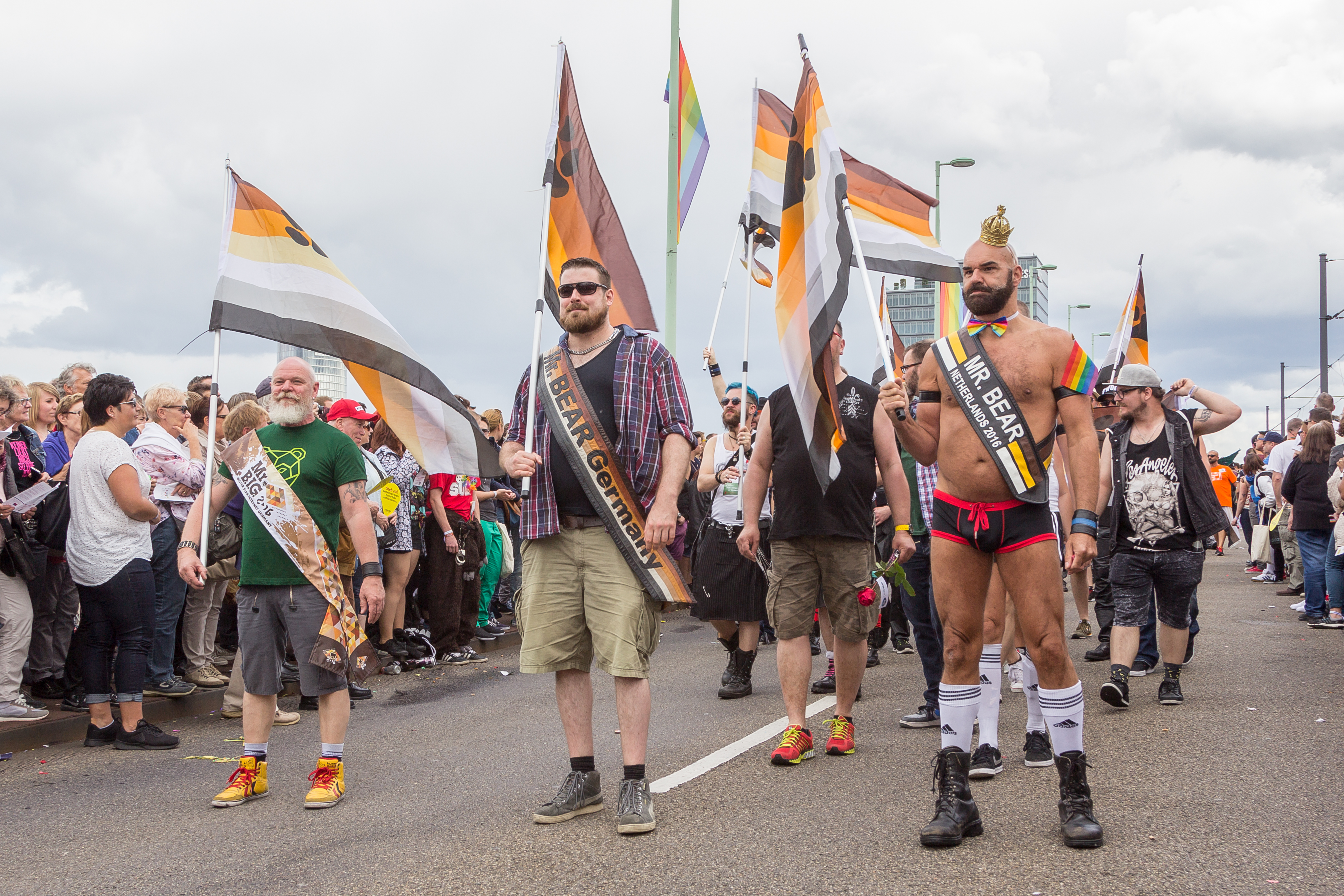
حامیان فرهنگ همجنس‌گرایی خرس درحال رژه افتخار در کلن آلمان سال ۲۰۱۶

#### ابطال محکومیت‌ها
در سال ۲۰۰۳، دولت آلمان تصمیم گرفت هر گونه محکومیت همجنس‌گرایی را که در دوره نازی‌ها صادر شده بود، لغو کند.
در ماه مه ۲۰۱۶، هایکو ماس، وزیر دادگستری، اعلام کرد که محکومیت مردان همجنس‌گرا و دوجنس‌گرا که پس از جنگ جهانی دوم به دلیل فعالیت جنسی همجنس‌گرا محکوم شده‌اند، لغو خواهد شد. ماس در بیانیه‌ای چنین گفت:
ما هرگز قادر نخواهیم بود که این خشم‌های دولتی را به‌طور کامل از بین ببریم، اما می‌خواهیم قربانیان را بازسازی کنیم. مردان همجنس‌گرا که محکوم شده‌اند دیگر نباید با لکه اعتقادی زندگی کنند.
در اکتبر ۲۰۱۶، دولت آلمان از ارائه پیش نویس قانونی برای عفو حدود ۵۰۰۰۰ مرد به دلیل تعقیب‌هایی که به دلیل تمایلات جنسی متحمل شدند، خبر داد. در ۲۲ مارس ۲۰۱۷، کابینه آلمان رسماً این لایحه را تصویب کرد. این لایحه، که همچنین غرامت ۳۰۰۰ یورویی (۲۶۰۰ پوند) برای هر محکومیت، به اضافه ۱۵۰۰ یورو (۱۳۰۰ پوند) برای هر سال حبس را پیش‌بینی می‌کند، پس از آن باید تصویب پارلمان را دریافت می‌کرد. در ۲۲ ژوئن ۲۰۱۷، بوندستاگ (پارلمان آلمان) به اتفاق آرا لایحه اجرای طرح بازپروری مردان همجنس‌گرا و دوجنسه را تصویب کرد. سپس این لایحه برای تصویب نهایی به بوندسرات بازگشت و توسط رئیس‌جمهور آلمان فرانک والتر اشتاین مایر در ۱۷ ژوئیه ۲۰۱۷ به قانون تبدیل شد.

#### طرح جبران خسارت
در سپتامبر ۲۰۲۱، آلمان یک طرح غرامت برای صدها و احتمالاً هزاران قربانی ال جی بی‌تی قانون جرم‌انگاری اعمال همجنس‌بازی را اجرا کرد که تا سال ۱۹۶۱ در آلمان غربی در نسخه دوران نازی‌ها اعمال می‌شد.

## آموزش

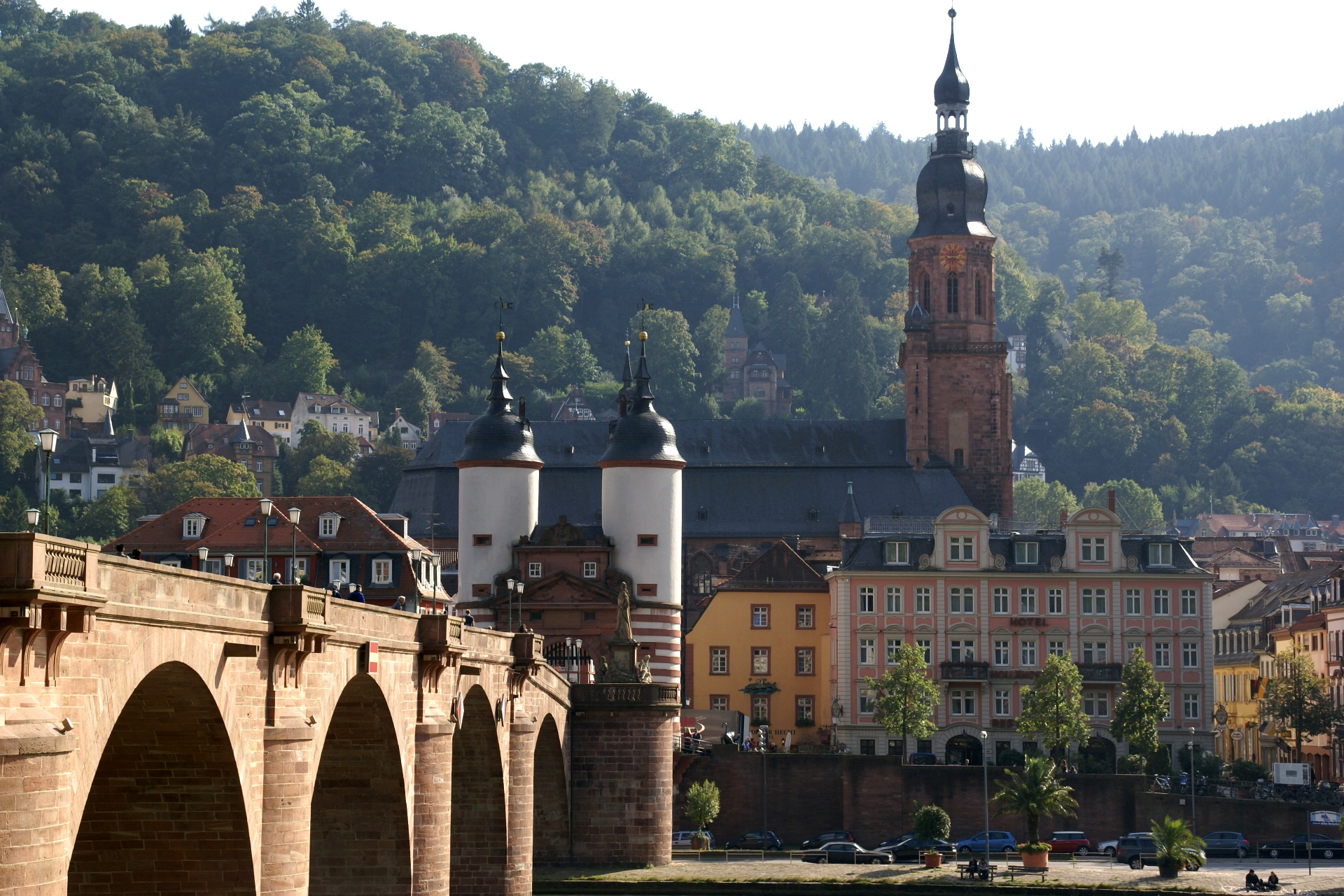
دانشگاه هایدلبرگ، قدیمی‌ترین دانشگاه آلمان

سیستم آموزشی امروز آلمان، ریشه در سیستم آموزشی هومبولتی که زمانی در سراسر جهان نمونه بود، و اصلاحات آموزشی پروس دارد. طراحی سیستم آموزشی در هر ایالت بر عهده دولت ایالتی است (حاکمیت فرهنگی)، اما توسط کنفرانس‌های سراسری وزرای آموزش و پرورش که استانداردهای آموزشی مشترکی را نیز تعیین می‌کنند، هماهنگ می‌شود. بسته به ایالت فدرال، دوره‌های پیش دبستانی و تحصیل اجباری برای کودکان نه تا سیزده سال وجود دارد. حضور در مدارس عمومی حداقل نه سال طول می‌کشد. پس از آن می‌توان در مدارس متوسطه یا مدارس فنی حرفه‌ای شرکت کرد. اکثر ایالت‌های فدرال آلمان یک سیستم آموزشی ساختاریافته با Hauptschule Realschule و Gymnasium دارند. تقریباً همه جوانان به تحصیلات پس از مدارس عمومی ادامه می‌دهند. بسته به ایالت فدرال، مدرک ورود به دانشگاه پس از دوازده یا سیزده سال تحصیل به دست می‌آید. کارآموزان در شرکت‌ها (Auszubildende) معمولاً یک یا دو روز در هفته در مدرسه فنی حرفه‌ای شرکت می‌کنند که در سراسر جهان به عنوان یک الگوی موفق آموزش دوگانه (Duale Ausbildung) شناخته می‌شود. معادل آکادمیک آن برنامه دانشگاه دوگانه (Duales Studium) است. دانشجویان می‌توانند بین دانشگاه (Universitäten) و دانشگاه‌های کاربردی (دانشگاه‌های علمی کاربردی: Hochschulen) انتخاب کنند. نسبت فارغ التحصیلان دانشگاهی از دهه ۱۹۷۰ به‌طور پیوسته افزایش یافته است.
در آزمون‌های سنجش عملکرد دانش آموزان مدرسه، آلمان اغلب در مقایسه جهانی در سطح متوسط یا حتی کمتر از میانگین قرار دارد. در آخرین مطالعات برنامه بین‌المللی ارزیابی دانش‌آموز (PISA)، آلمان توانست پیشرفت کند: در رتبه‌بندی PISA در سال ۲۰۱۵، دانش آموزان آلمانی در ریاضیات از ۷۲ رتبه شانزدهم، در علوم طبیعی رتبه پانزدهم و در درک مطلب رتبه ۱۰ را کسب کردند. عملکرد دانش آموزان آلمانی در هر سه دسته بالاتر از میانگین سازمان همکاری و توسعه اقتصادی OECD بود. با این حال، (OECD) از سیاست آموزشی آلمان در مطالعات PISA انتقاد می‌کند، زیرا موفقیت تحصیلی کودکان خانواده‌های محروم از نظر اجتماعی یا تحصیلی و با پیشینه مهاجرت کمتر از حد متوسط است. برخلاف تلاش‌های اصلاحی در چند دهه گذشته، هنوز از نظر آماری احتمال اینکه کودکان طبقه کارگر به Abitur (دیپلم) یا مدرک دانشگاهی دست یابند نسبت به کودکان طبقات متوسط یا بالاتر، کمتر است. علاوه بر این، سیستم آموزشی آلمان جهت تمایز و حمایت از دانش آموزان با عملکرد بالا یا با عملکرد پایین ضعیف است. هزینه آموزش (۴٬۶ درصد از تولید ناخالص داخلی) کمتر از میانگین در مقایسه OECD است. در نظر گرفته می‌شود که حمایت مدرسه در سنین دبستان نیاز به بهبود دارد، به ویژه با توجه به گزینه‌های مراقبت از کودک و حمایت هدفمند از دانش آموزان ضعیف تر.
در سال ۲۰۱۱، حدود ۲٬۳ میلیون (٪ ۴) از جمعیت در سن کار کاملاً بی‌سواد و ۷٬۵ میلیون نفر از نظر عملکردی بی‌سواد در نظر گرفته شدند.